# Kunst im öffentlichen Raum in Osnabrück
Kunstwerke und Denkmale in Osnabrück führt panoramafreie Skulpturen, Objekte und Denkmale in der niedersächsischen Stadt Osnabrück auf. Genannt sind Denkmale, die an eine bestimmte Person oder ein bestimmtes Ereignis erinnern sowie Brunnenanlagen, Plastiken, Gedenksteine und -tafeln im öffentlichen Raum (Kunst im öffentlichen Raum).
Die Mehrzahl der Kunstwerke und Denkmale in Osnabrück entstand nach Ende des Zweiten Weltkriegs.
Die Namen der Künstler sind alphabetisch aufgeführt. Sofern Künstler nicht namentlich bekannt sind, werden die Objekte in alphabetischer Reihenfolge genannt, gegebenenfalls nach ihrem Standort.

## Bis 1945

### Adolf Graef, Haarmannsbrunnen
Der 1909 errichtete Haarmannsbrunnen am Herrenteichswall ist eines der ältesten Arbeiterdenkmale Deutschlands. Es ist dem Bergmannsberuf gewidmet. Das Werk von Adolf Graef (1862–1941) stiftete der Stahlwerksdirektor August Haarmann (1840–1913).

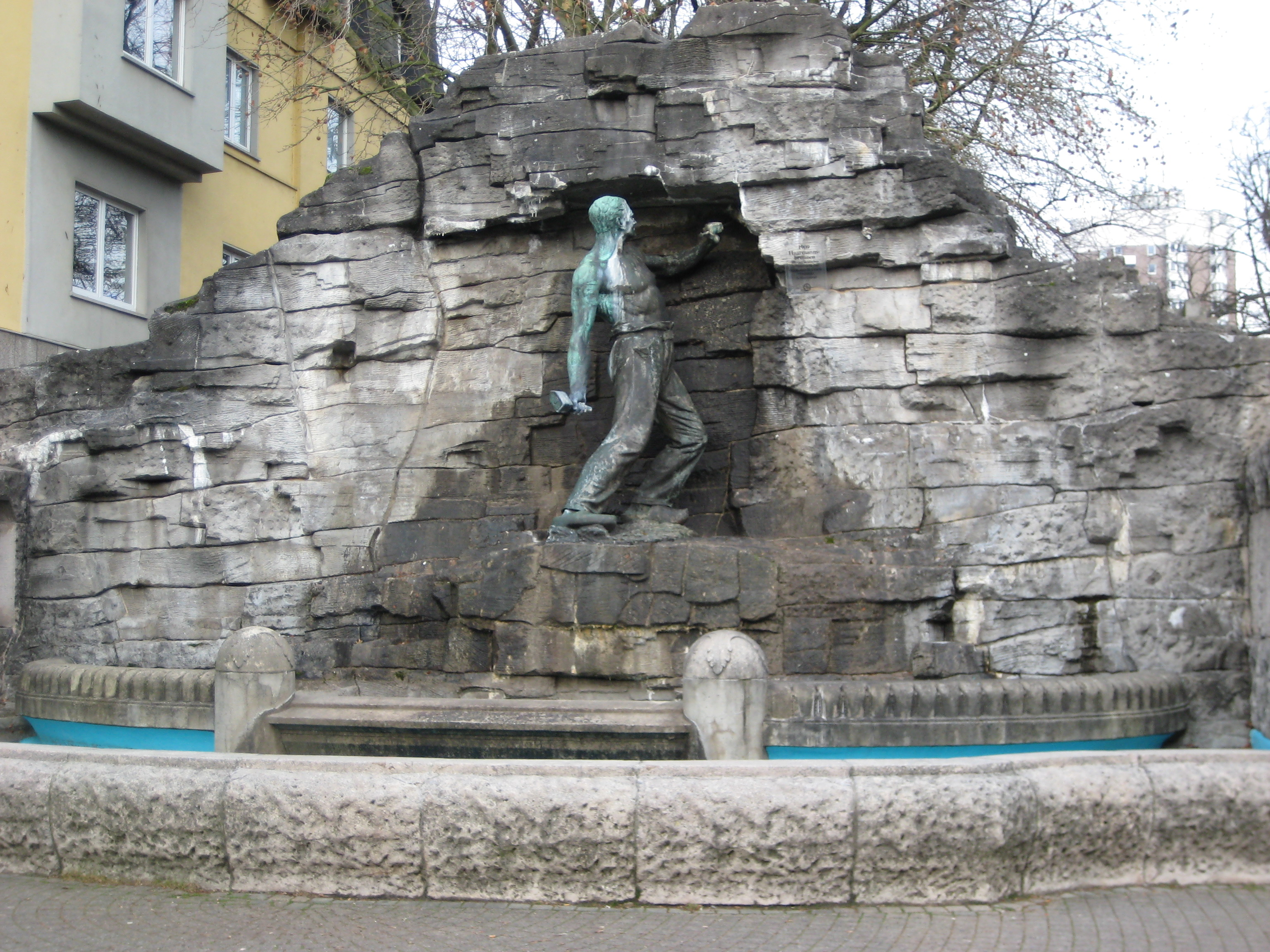
Haarmannsbrunnen Koordinaten
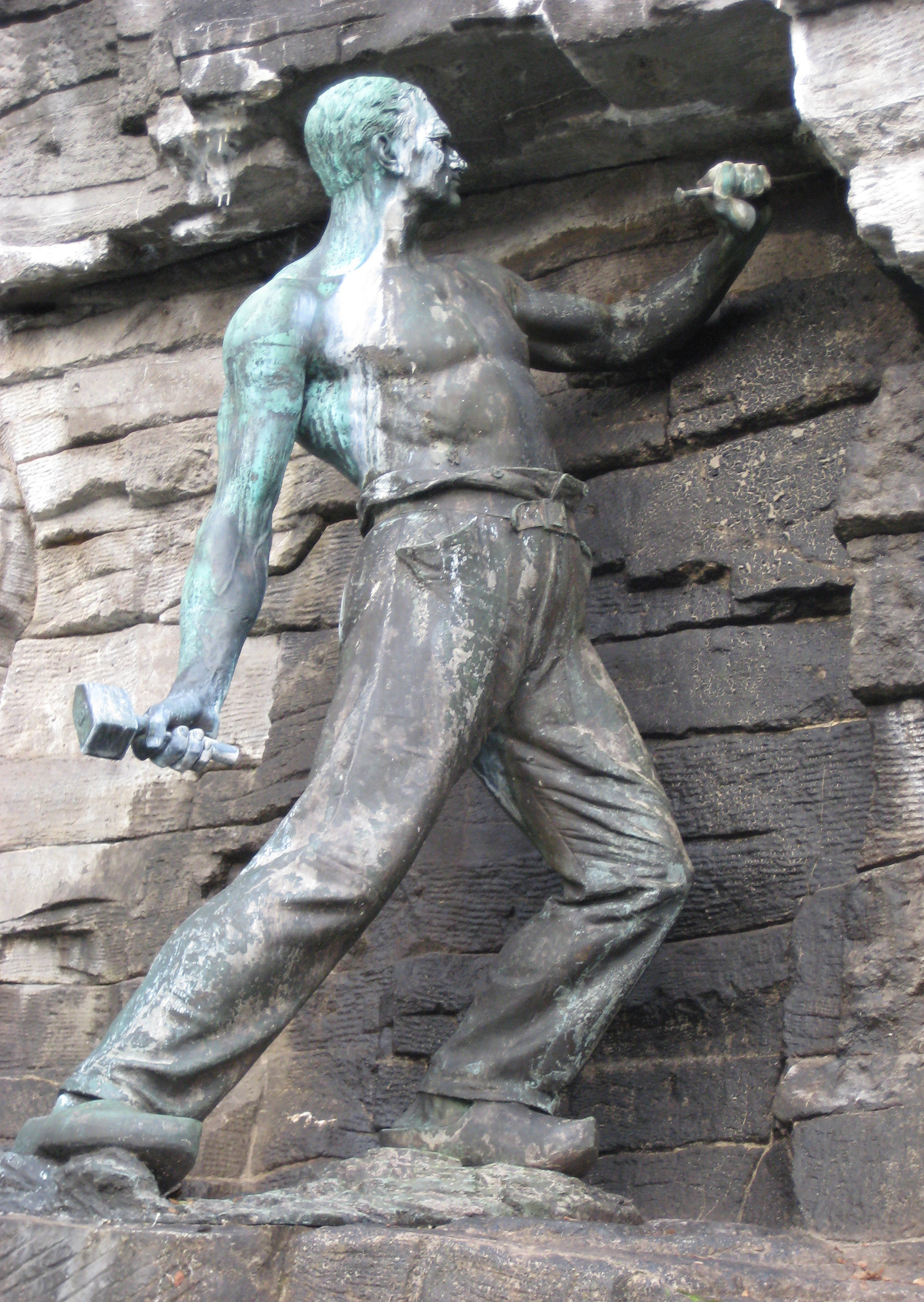
Bergmannsskulptur
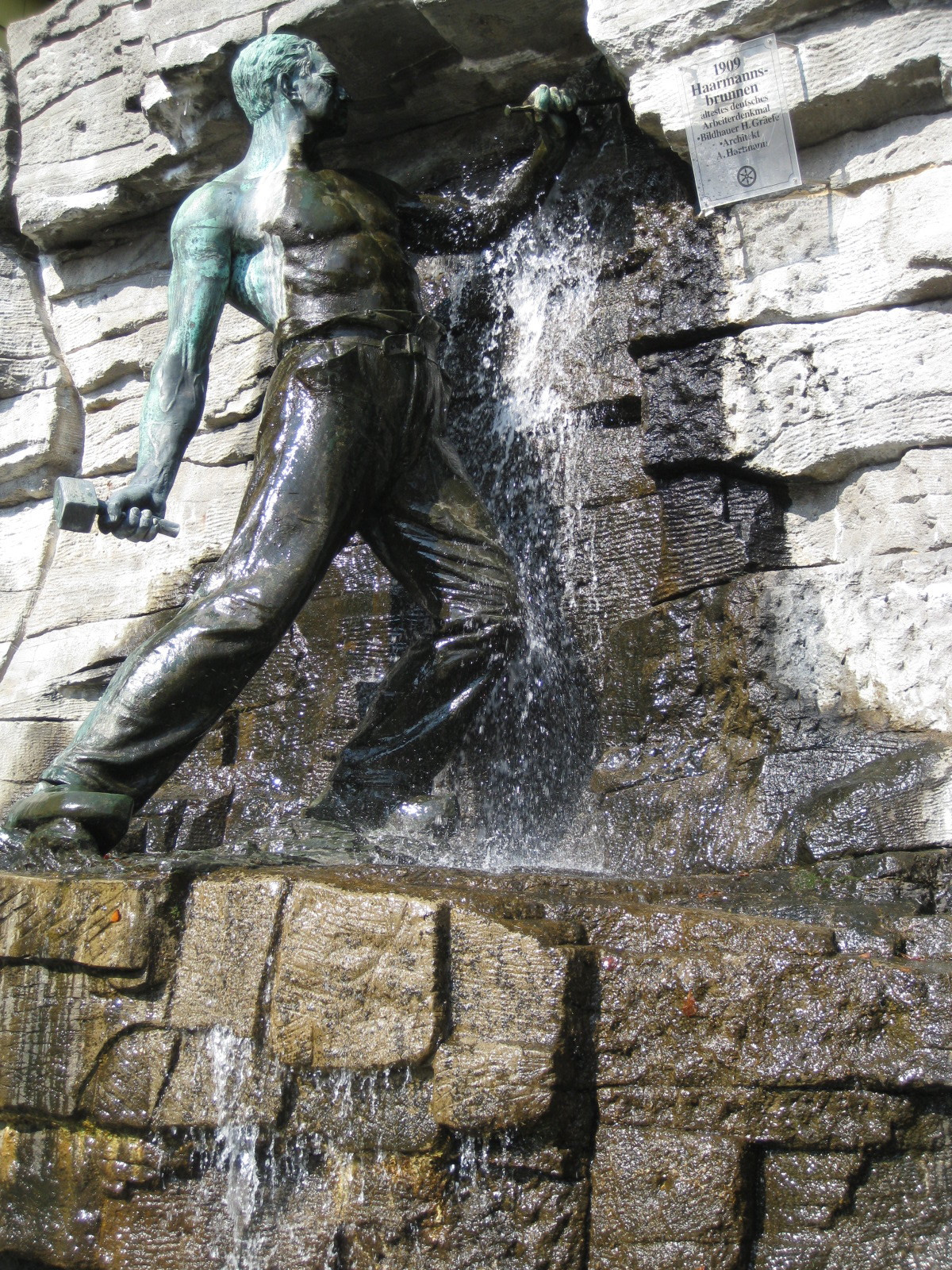
Brunnen in Betrieb

### Friedrich Drake, Möser-Denkmal
Der Berliner Architekt und Bildhauer Friedrich Drake (1805–1882) schuf das Denkmal für Justus Möser, den bedeutendsten Osnabrücker Politiker des 18. Jahrhunderts. Es wurde 1836 auf dem Platz Große Domsfreiheit zwischen dem Osnabrücker Dom und der Bischöflichen Kanzlei enthüllt. Ursprünglich war das Denkmal mit einem Gitter umgeben.

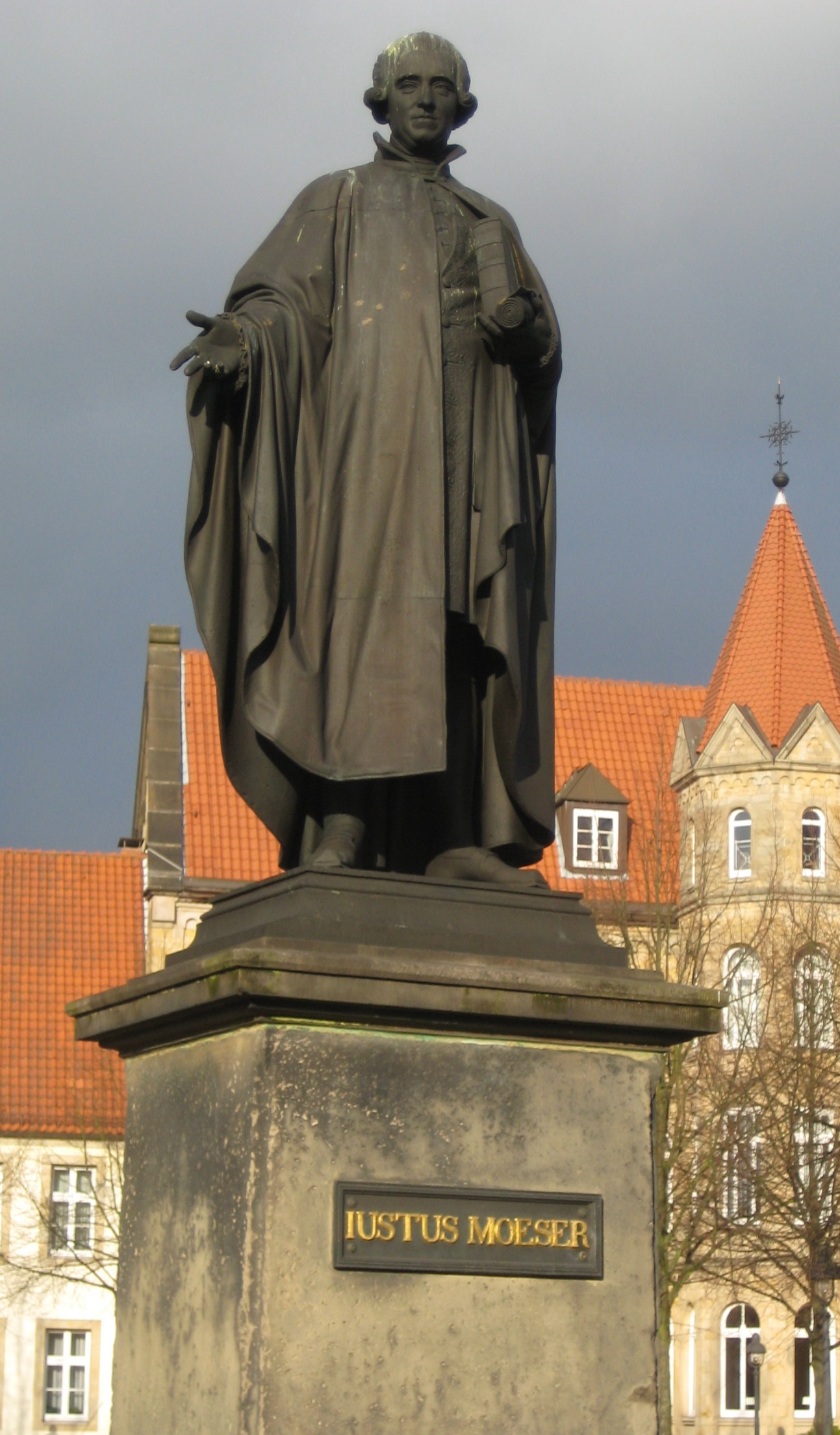
Möser-Denkmal, 1836 Koordinaten

### Justus Haarmann, Ebert-Erzberger-Rathenau-Mahnmal
Der Architekt Justus Haarmann (1884–1968) entwarf im Auftrag des Reichsbanners das Denkmal für die Politiker Friedrich Ebert, Matthias Erzberger und Walter Rathenau am Herrenteichswall. Es wurde 1928 eingeweiht, 1933 abgerissen und 1983 erneuert.

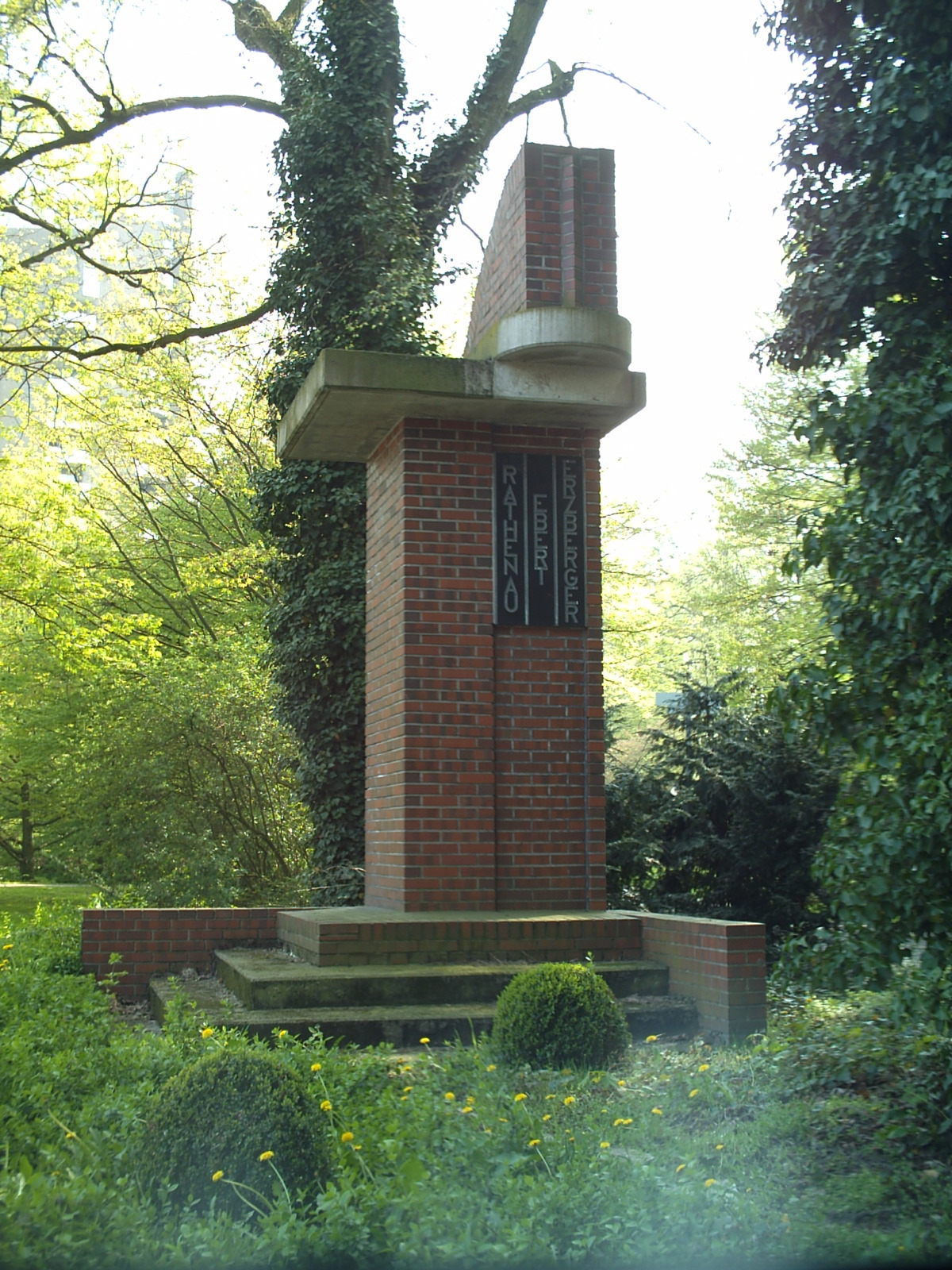
Ebert-Erzberger-Rathenau-Mahnmal Koordinaten

### Emil Hackländer, Ehrenmal auf dem Straßburger Platz
Der Osnabrücker Stadtbaumeister Emil Hackländer (1830–1902) entwarf das Ehrenmal auf dem Straßburger Platz. Es erinnert an die Gefallenen aus dem Fürstentum Osnabrück im Deutsch-Französischen Krieg 1870/1871 und trug eine allegorische Germania-Skulptur aus Bronze. 1880 wurde es auf dem Neumarkt errichtet und dort enthüllt. Im Jahr 1928 wurde das Denkmal auf den Straßburger Platz im Stadtteil Westerberg umgesetzt. Die Germania-Skulptur wurde im Zweiten Weltkrieg eingeschmolzen. Schülerinnen des Ratsgymnasiums Osnabrück entwarfen die Skulptur Die schützende Torsion, die auf der Säule des Ehrenmals errichtet wurde und die deutsch-französische Freundschaft symbolisiert.

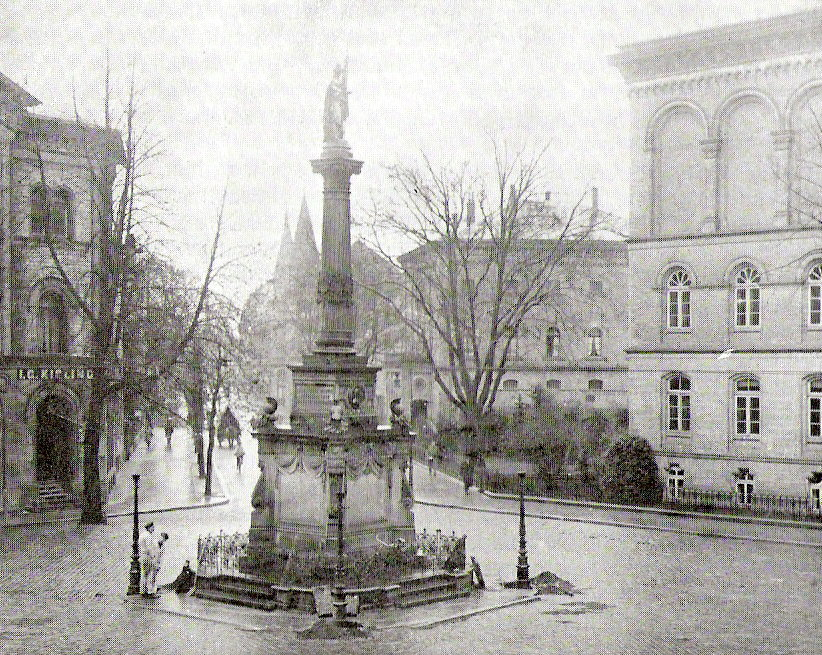
Das Ehrenmal auf dem Neumarkt mit der Germania-Skulptur Koordinaten
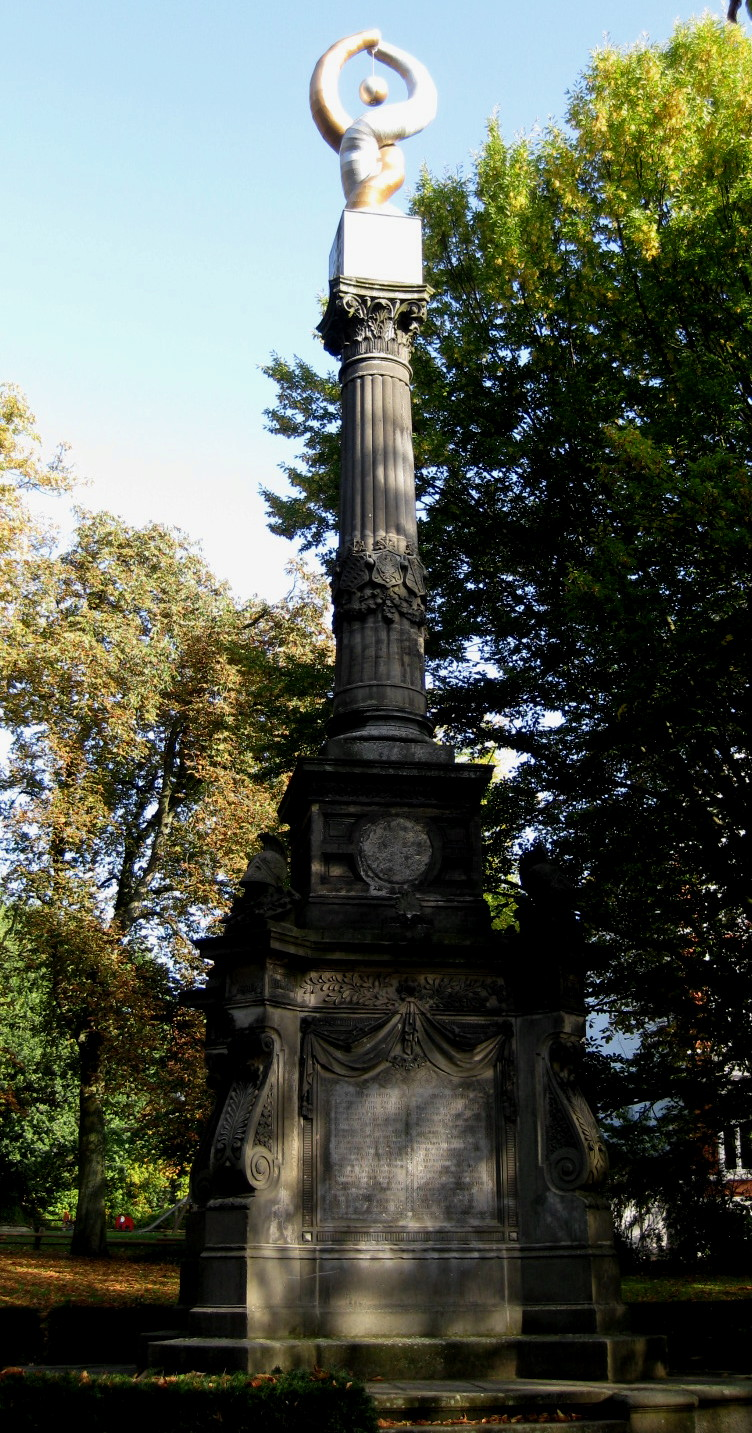
Das Ehrenmal 2009 auf dem Straßburger Platz Koordinaten
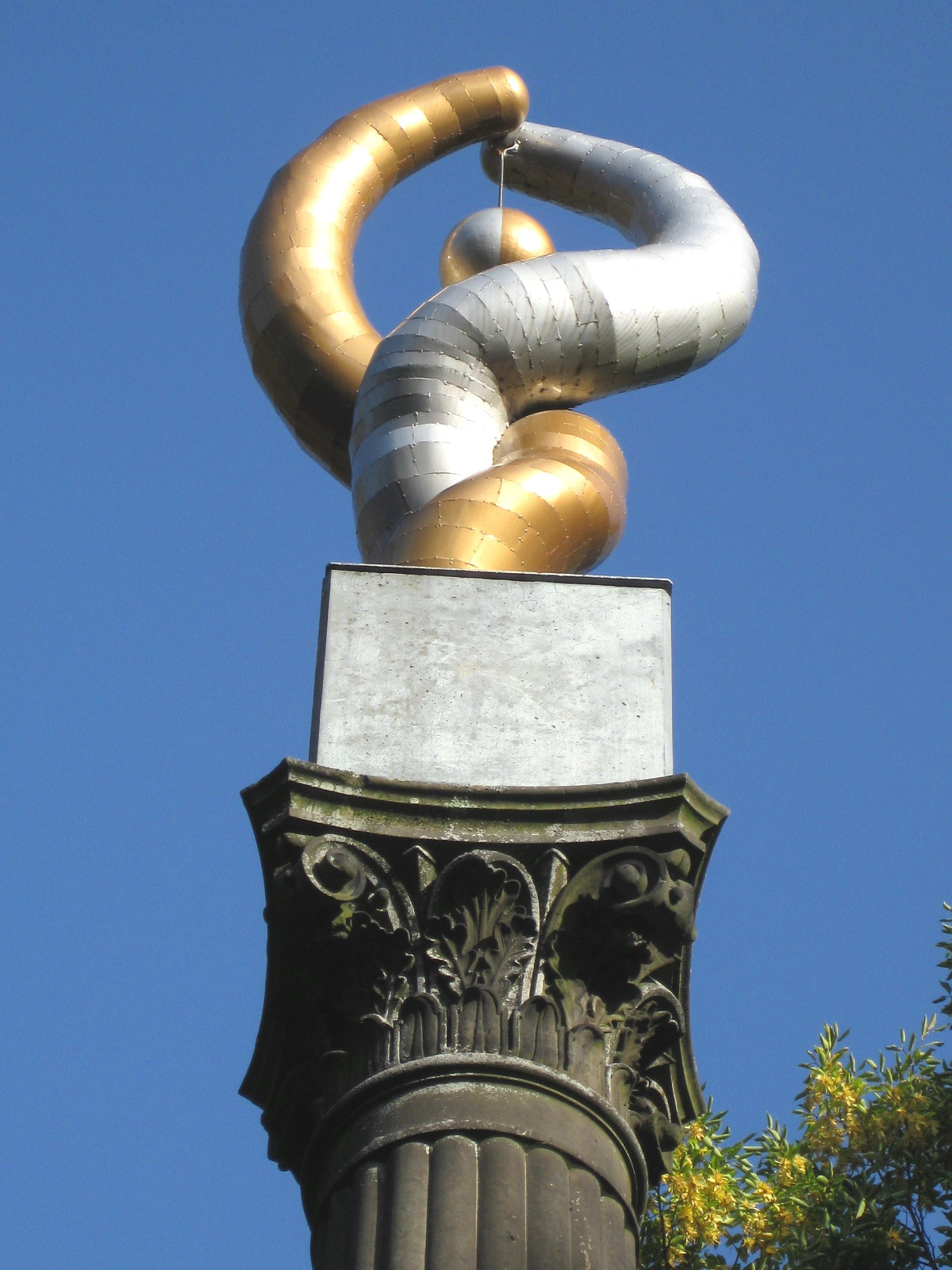
Die von Schülerinnen des Ratsgymnasiums entworfene Skulptur Die schützende Torsion

### Hermann Hosaeus, Kriegerdenkmal am Bucksturm
Am Bucksturm, einem Wachturm der ehemaligen Stadtmauer, wurde nach dem Ersten Weltkrieg ein Kriegerdenkmal aus Anröchter Stein angebracht. Das Werk Hermann Hosaeus’ (1875–1958) wurde am 1. Oktober 1922 eingeweiht. Das Denkmal ist dem Infanterie-Regiment „Herzog Friedrich Wilhelm von Braunschweig“ (Ostfriesisches) Nr. 78 gewidmet. Ursprünglich war vorgesehen, die Fläche am Bucksturm zu einer Grünanlage umzugestalten. Da die Fahrbahnen des damaligen Kaiserwalls, jetzt Heger-Tor-Wall, verbreitert wurden, kam es jedoch nicht dazu.

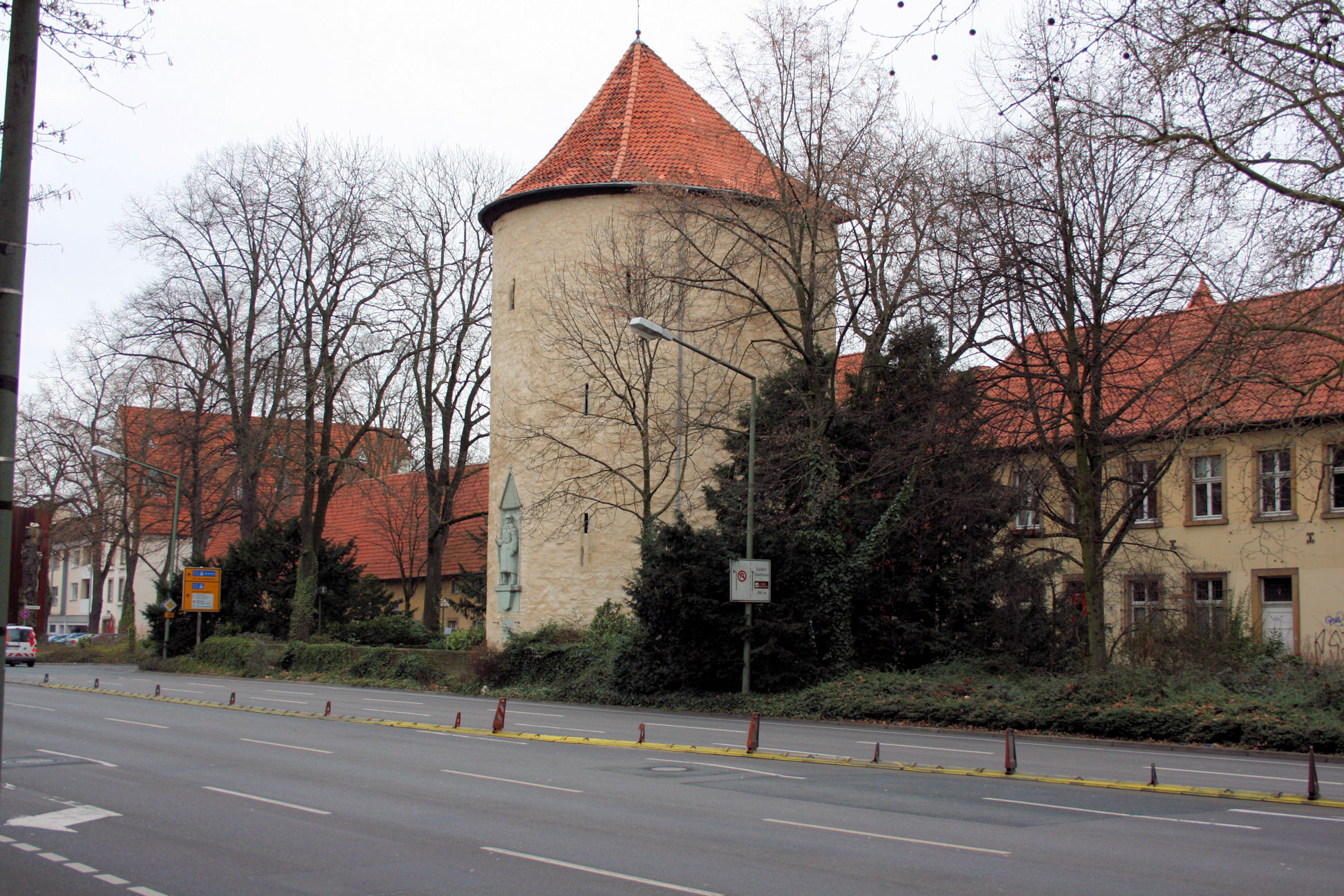
Bucksturm mit Kriegerdenkmal (seitlich) Koordinaten
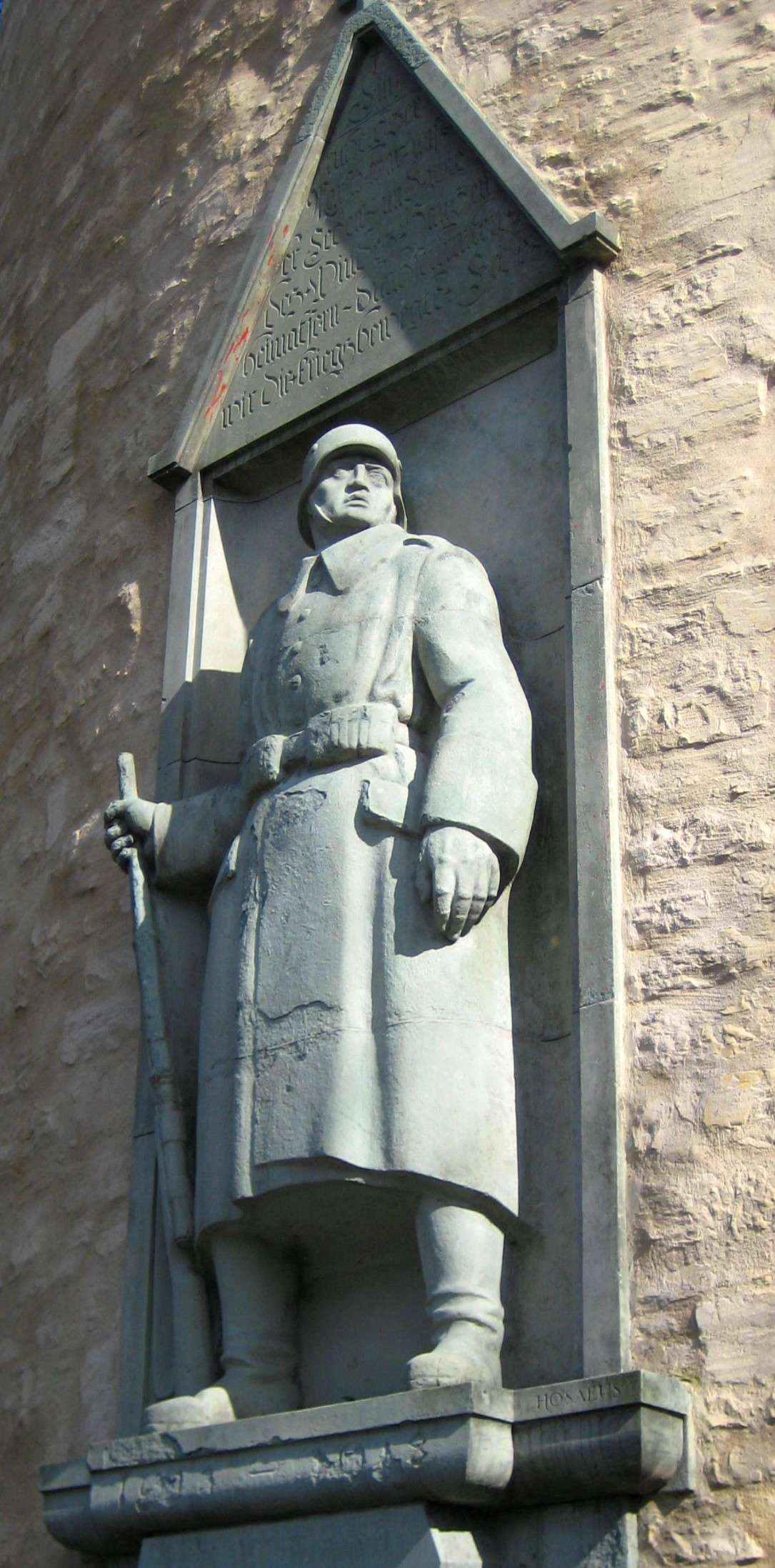
Kriegerdenkmal an der Westseite

### Lukas Memken, Löwenpudel
In Osnabrück ist von Lukas Memken (1860–1934) die Nachbildung des Löwenpudels aus dem Jahr 1929 vor dem Dom St. Peter erhalten. Das Original des Löwenpudels befindet sich im Kulturhistorischen Museum der Stadt. Während des Zweiten Weltkriegs wurde Memkens Metallfigur des Schäferbrunnens auf dem Rosenplatz eingeschmolzen. Einen Ersatz aus Stein schuf der Bildhauer Georg Hörnschemeyer.

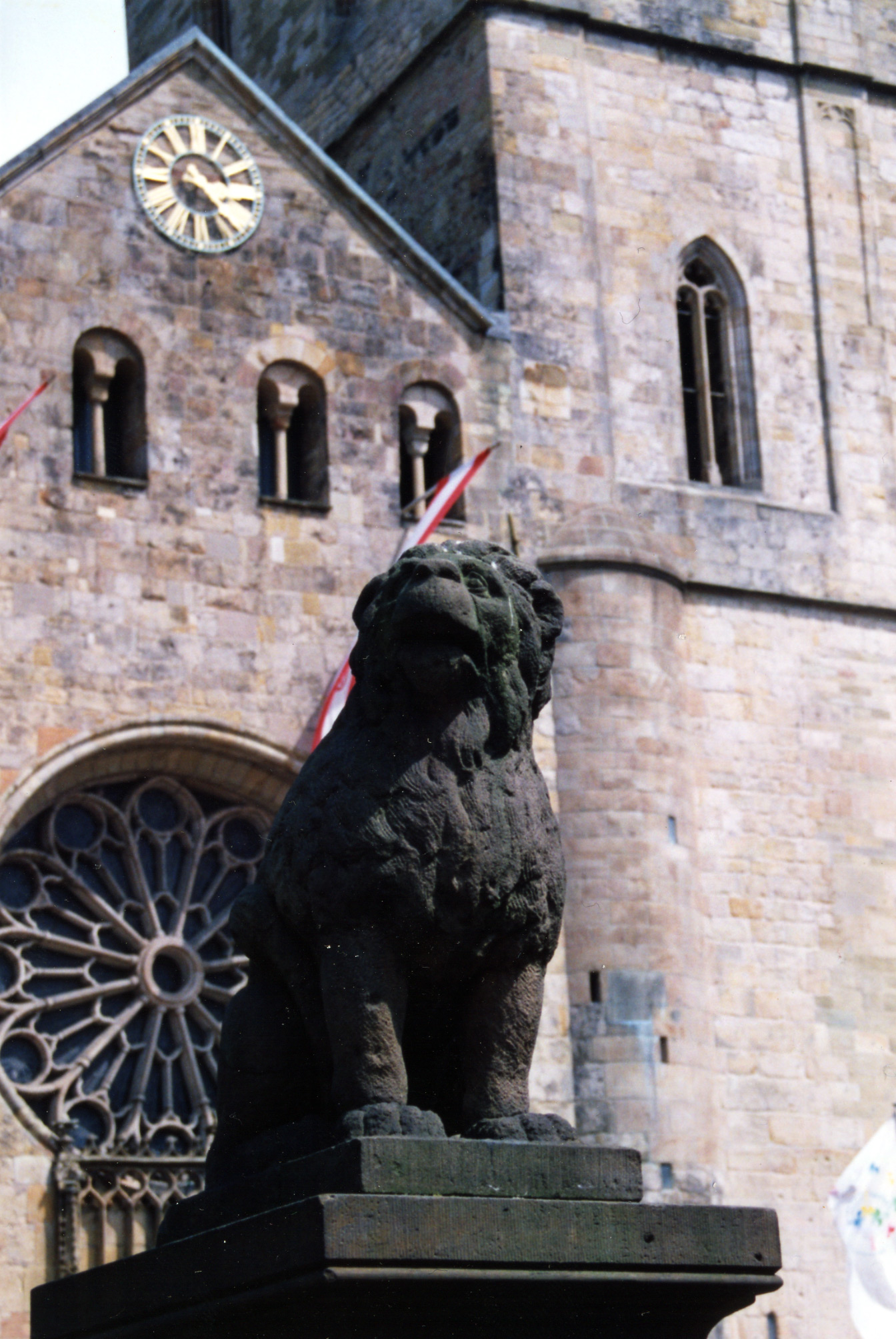
Löwenpudel, Nachbildung aus dem Jahr 1929 Koordinaten

### Heinrich Pohlmann, Stüve-Denkmal
Das Denkmal für den Juristen und Politiker Johann Carl Bertram Stüve wurde 1882 auf dem Osnabrücker Marktplatz errichtet, dort jedoch in der Zeit des Nationalsozialismus entfernt. Es steht jetzt am Natruper-Tor-Wall vor dem Stüvehaus der Volkshochschule.
Heinrich Pohlmann (1839–1917), der in Bad Iburg-Glane geboren wurde, war Professor in Berlin.

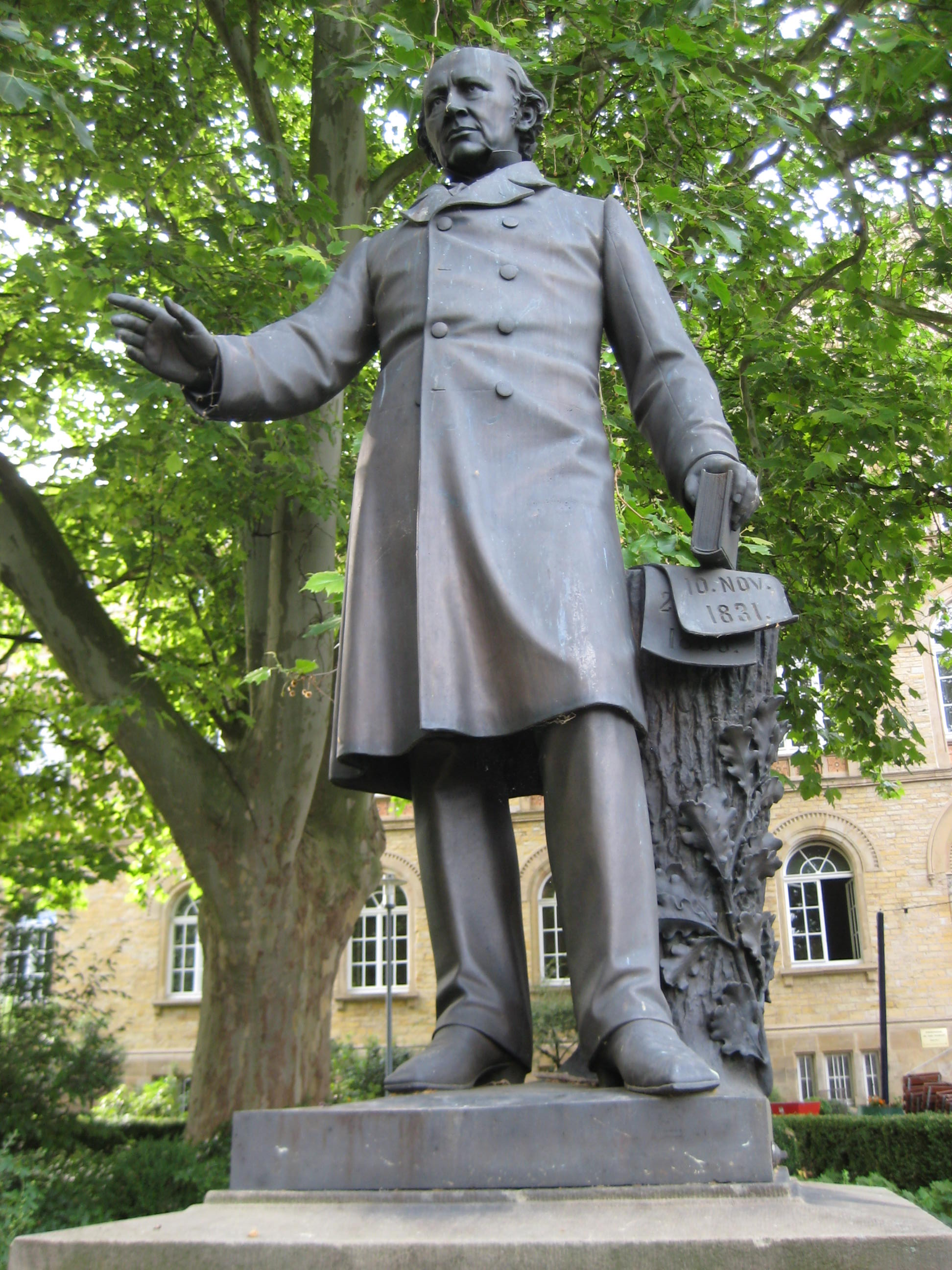
Stüve-Denkmal Koordinaten
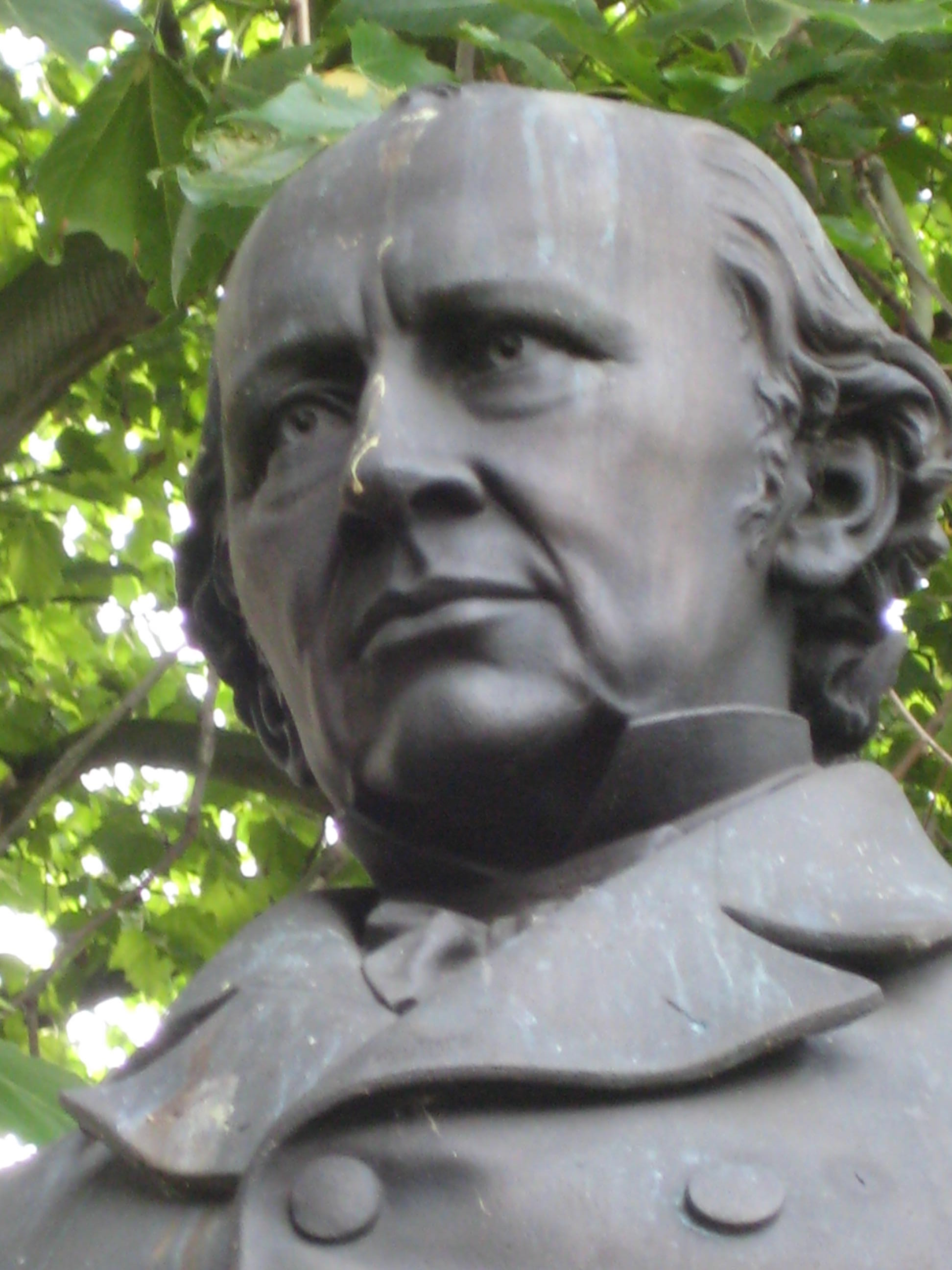
Detail

### Johann Christian Sieckmann, Waterloo-Tor
Das von Johann Christian Sieckmann (1787–1861) konzipierte Waterloo-Tor erinnert an die Osnabrücker Angehörigen der King’s German Legion in der Schlacht bei Waterloo. Es wurde von Gerhard Friedrich von Gülich gestiftet und 1817 am Heger Tor an der Stelle eines Teils der 1815 abgerissenen Wehranlage, bestehend aus Turm, Tor, Bastion, Zwinger und Durchfahrt zur stadtauswärts liegenden Heger Laischaft, errichtet.

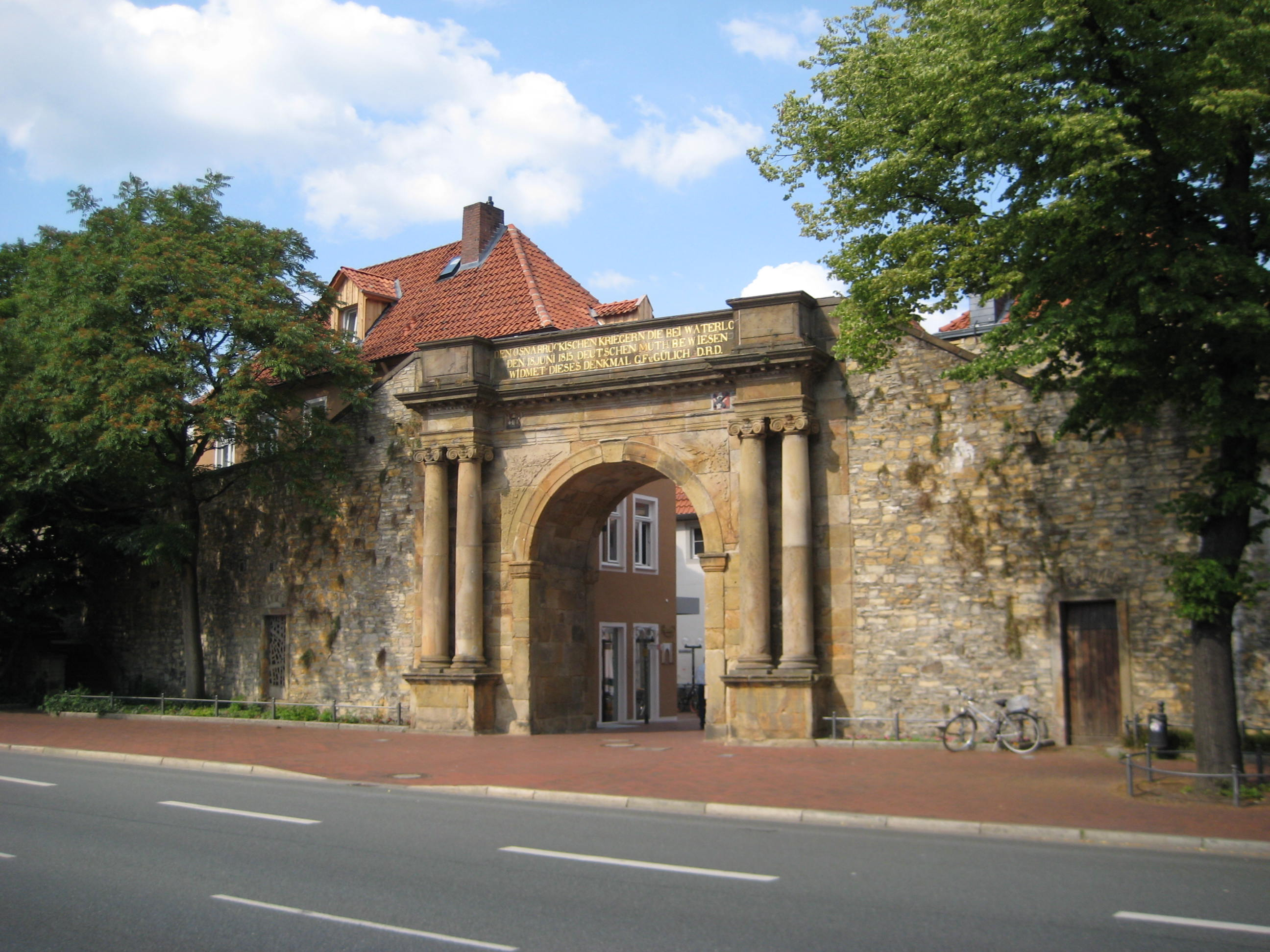
Das Waterloo-Tor am Heger Tor Koordinaten
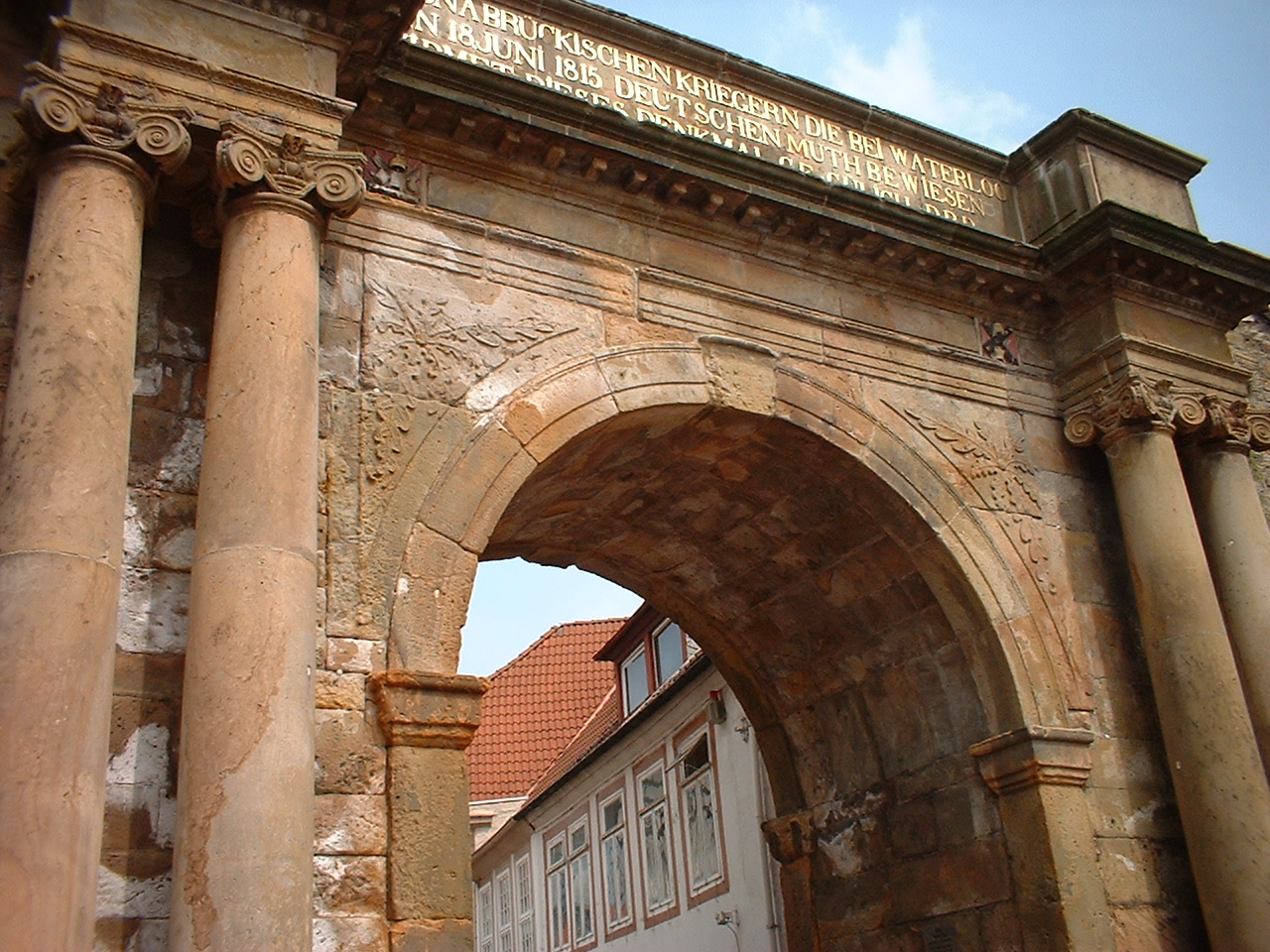
Nahaufnahme

### Wolfdietrich Stein, Abluftsäule
Auf dem früheren Kirchhof von St. Johann in der Neustadt wurde 1929/1930 eine unterirdische Toilettenanlage gebaut, die über die unter Denkmalschutz stehende Abluftsäule be- und entlüftet wird. Die von dem Architekten Theo Burlage (1894–1971) entworfene Säule ist mit Tonplatten und Plastiken von Wolfdietrich Stein (1900–1941) geschmückt.

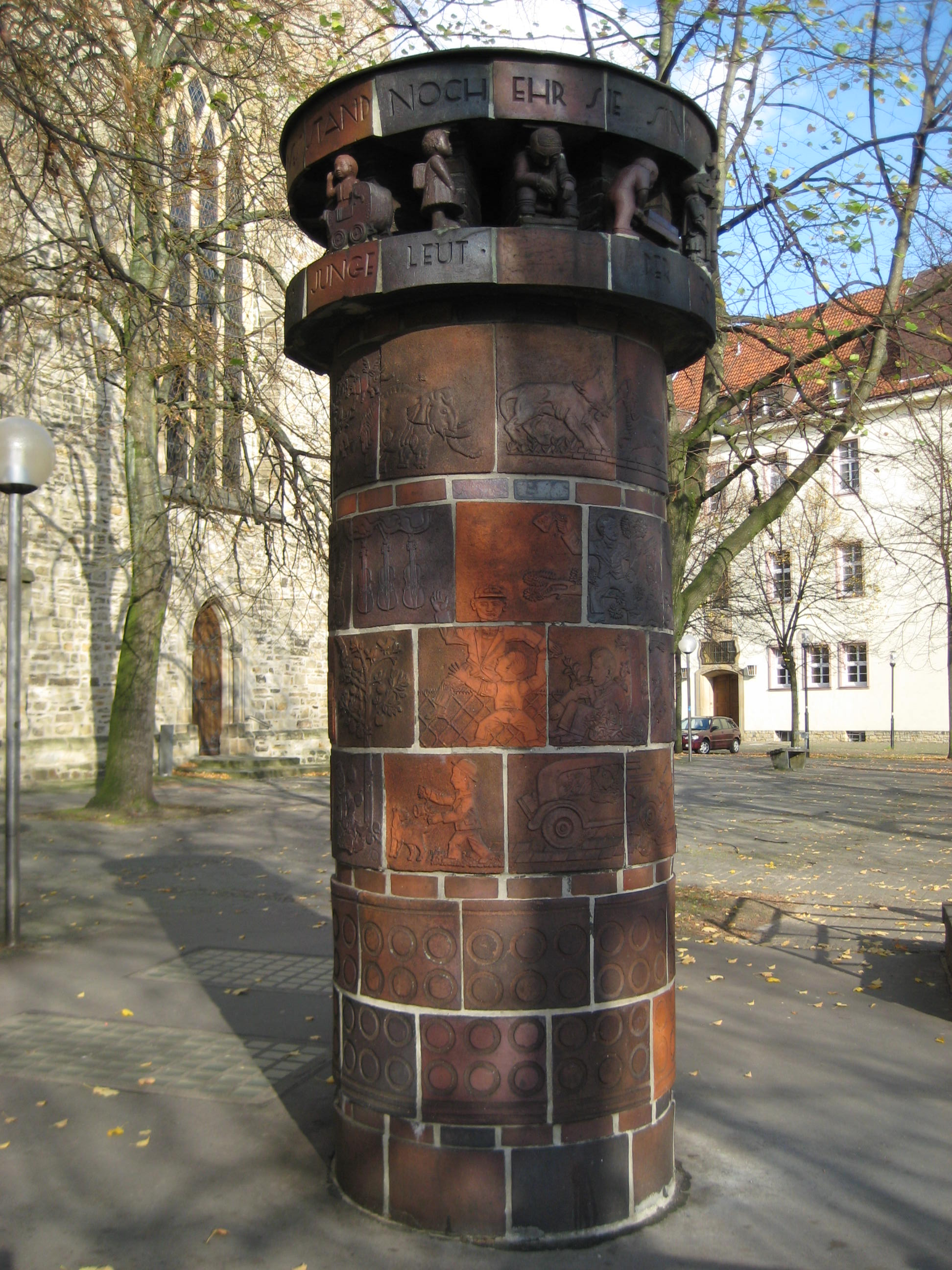
Abluftsäule Koordinaten

### Rudolf Wulfertange, Lyra-Denkmal
Der Osnabrücker Schriftsteller, Maler und Bildhauer Rudolf Wulfertange (1884–1974), Sohn des Holzschnitzers, Bildhauers und Modelleurs Heinrich Wulfertange, setzte mit dem 1905 geschaffenen Lyra-Stein dem Geistlichen und Komponisten Justus Wilhelm Lyra (Der Mai ist gekommen) ein Denkmal. Es befindet sich im südlichen Bereich des Schlossgartens in der Nähe Schlosswall/Ritterstraße. Der Gedenkstein wurde zunächst an der Vitischanze aufgestellt und 1985 in den Schlossgarten versetzt.

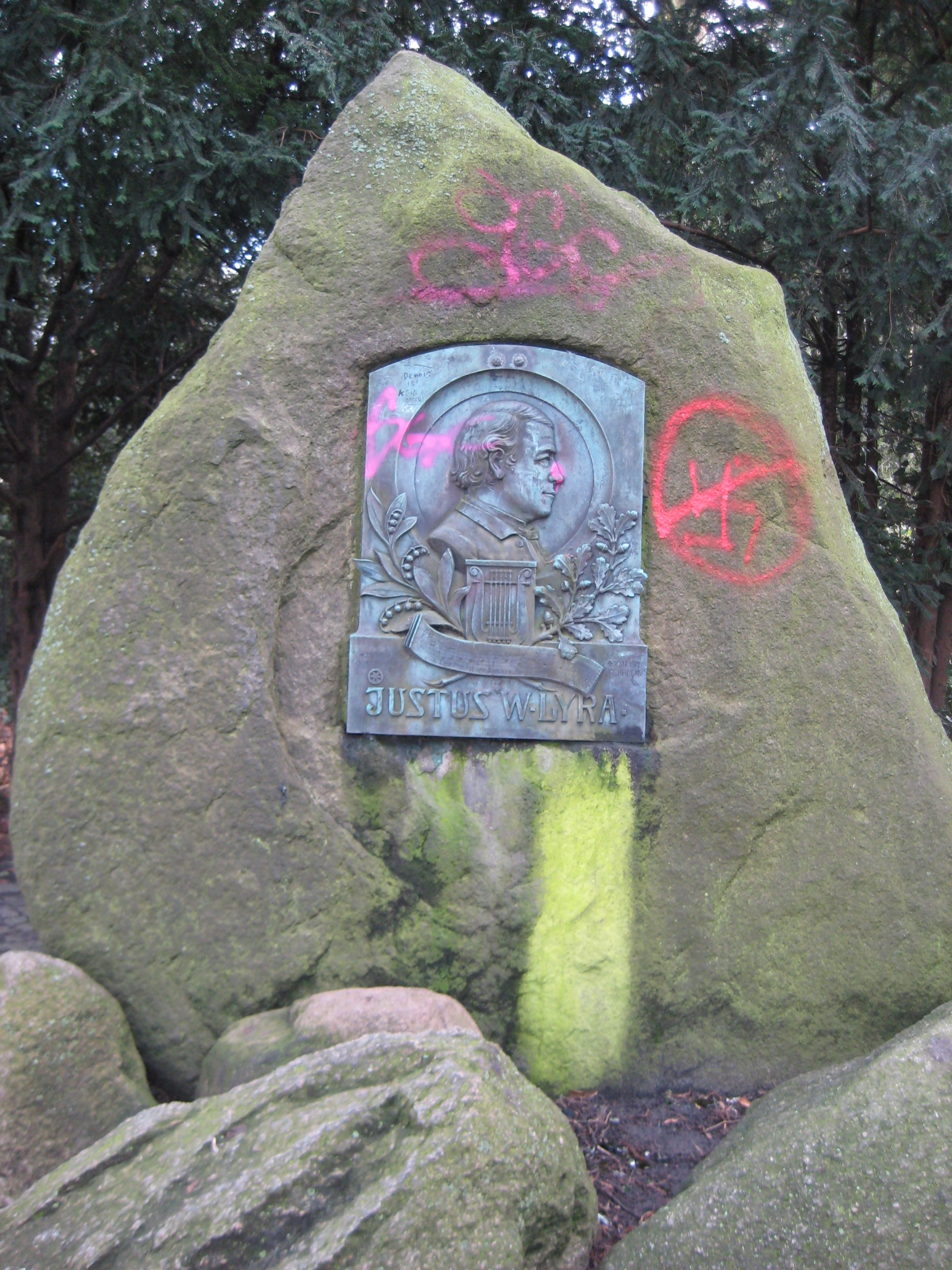
Lyra-Denkmal im Schlossgarten
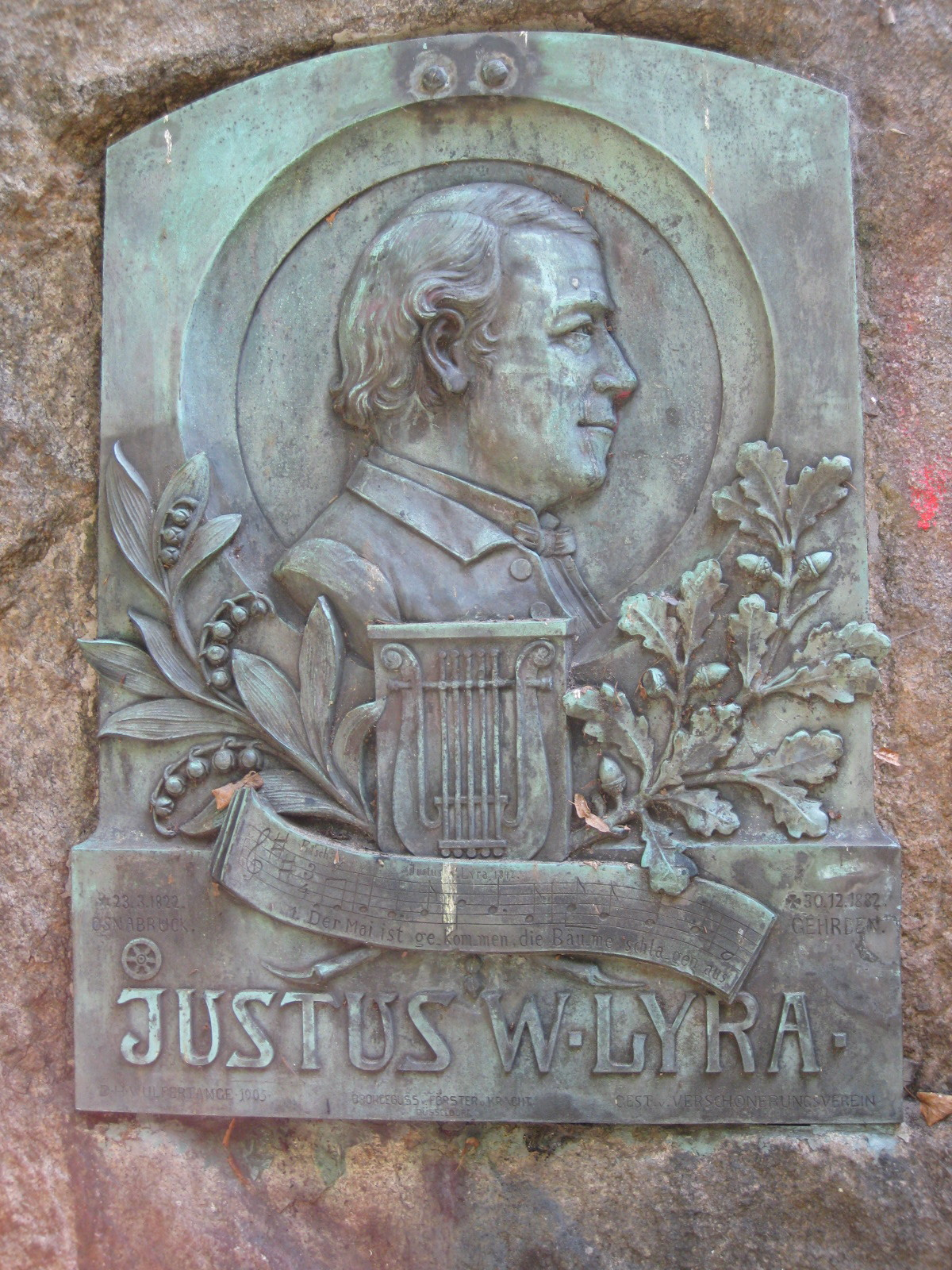
Plakette des Denkmals Koordinaten

### Osnabrücker Rad
Das Osnabrücker Rad krönte den großen Süd-West-Turm des Osnabrücker Doms. Durch Kriegseinwirkungen stürzte es am 13. September 1944 herunter. Nach dem Krieg wurde es restauriert und als Mahnmal südlich neben dem Dom aufgestellt.

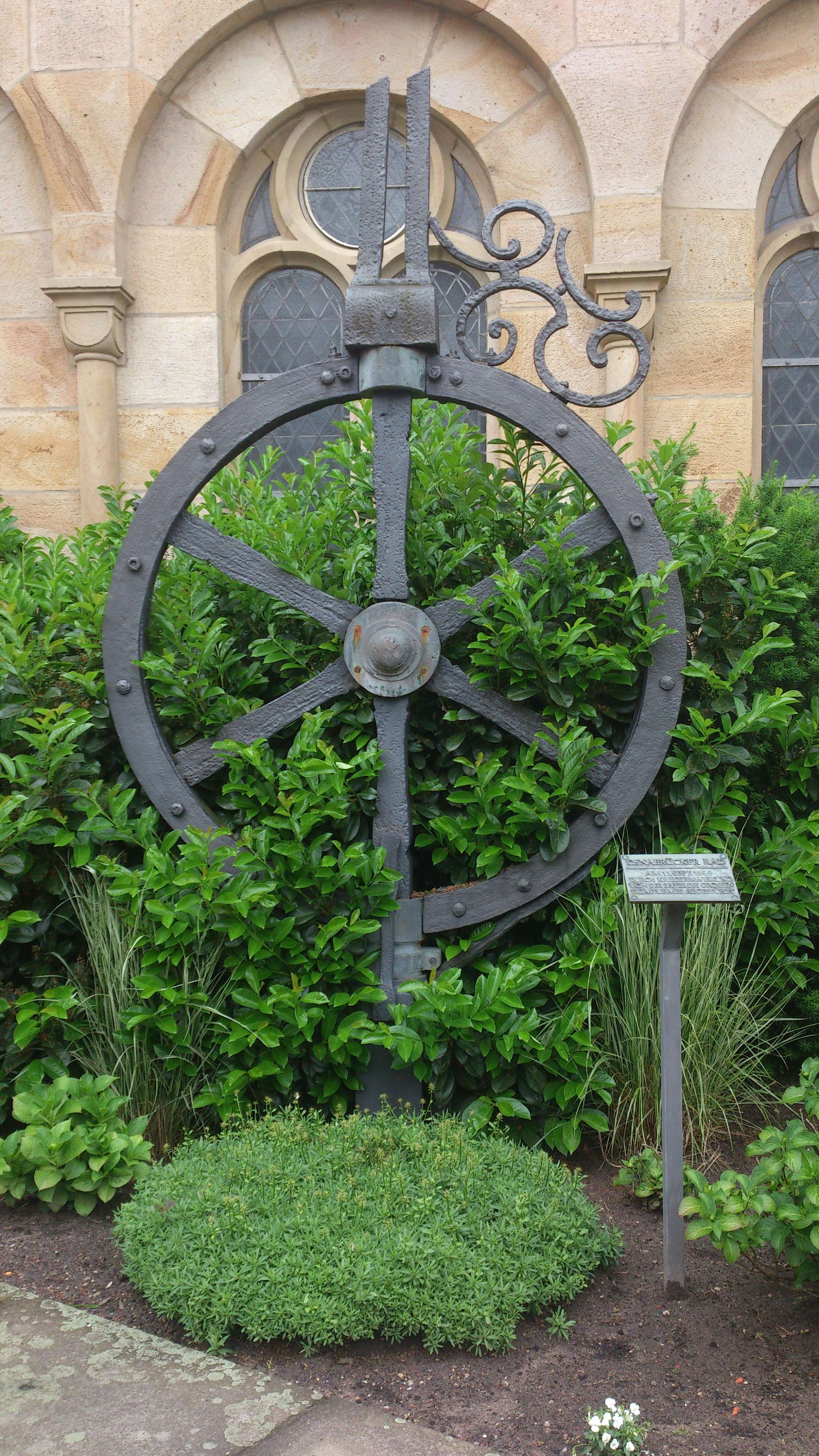
Osnabrücker Rad
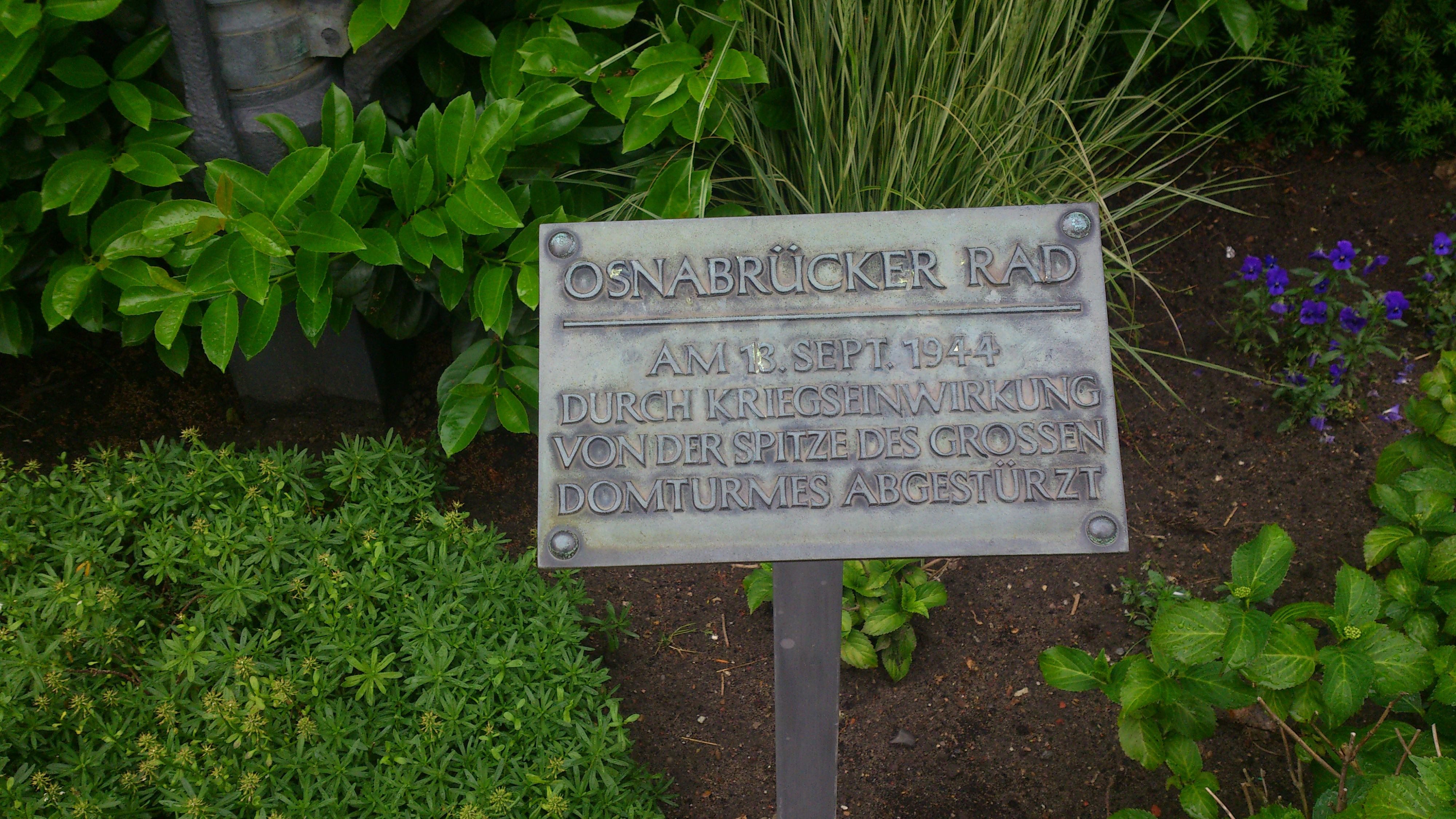
Tafel beim Osnabrücker Rad

## Nach 1945

### Bernd Altenstein, Die Eingeschlossenen
Die Eingeschlossenen ist ein um 1974 entstandenes Werk des Bildhauers und Hochschullehrers Bernd Altenstein (* 1943). Die Bronzeskulptur befindet sich in der Osnabrücker Altstadt an der Dielingerstraße.

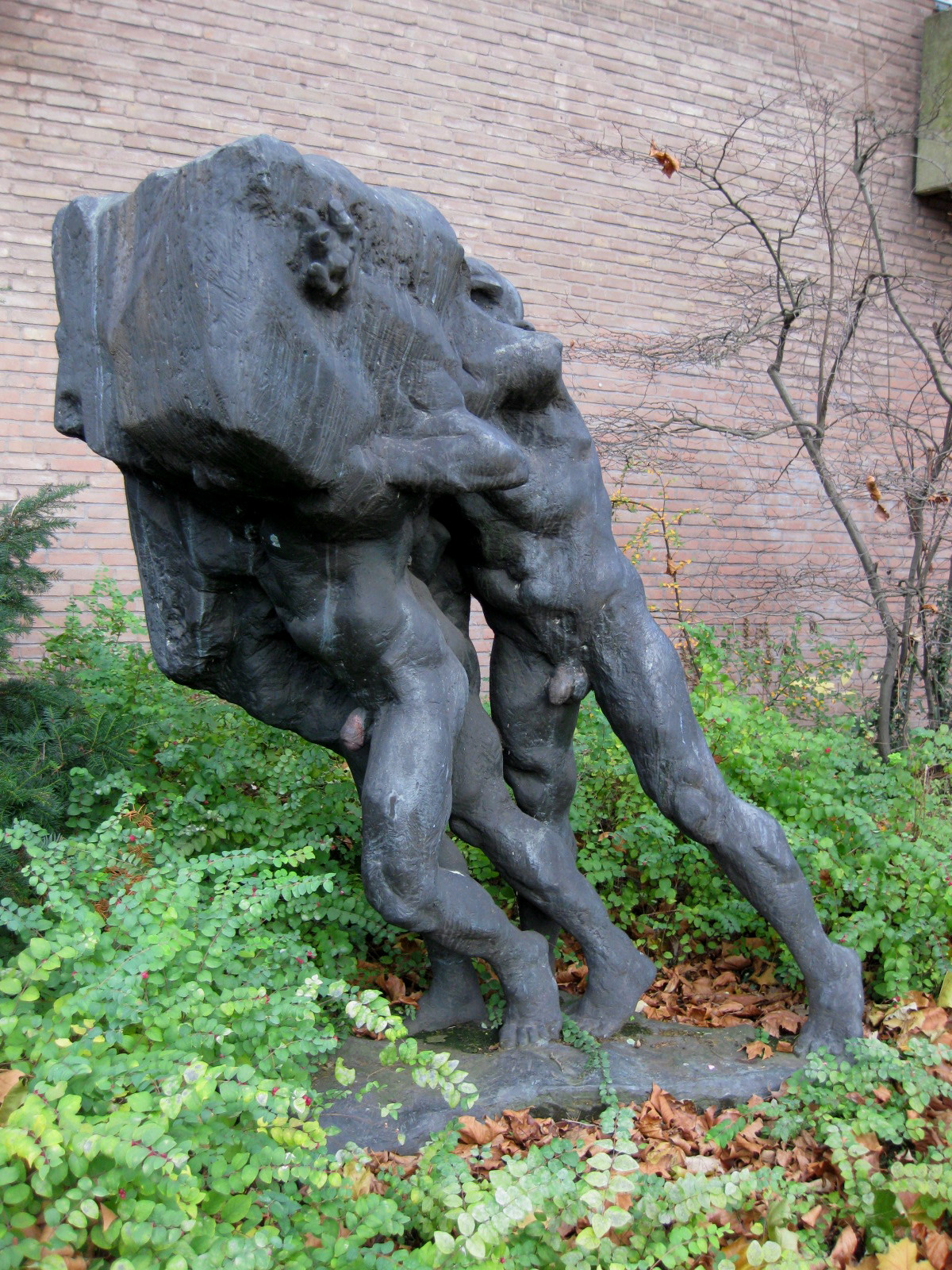
Die Eingeschlossenen, um 1974 Koordinaten

### Joachim Bandau, Toleranz. Gleiches Gewicht – Gleichgewicht
Die 1998 auf dem Platz der Deutschen Einheit vor dem Osnabrücker Theater errichtete Plastik von Joachim Bandau (* 1936) wurde von der Herrenteichslaischaft gestiftet.

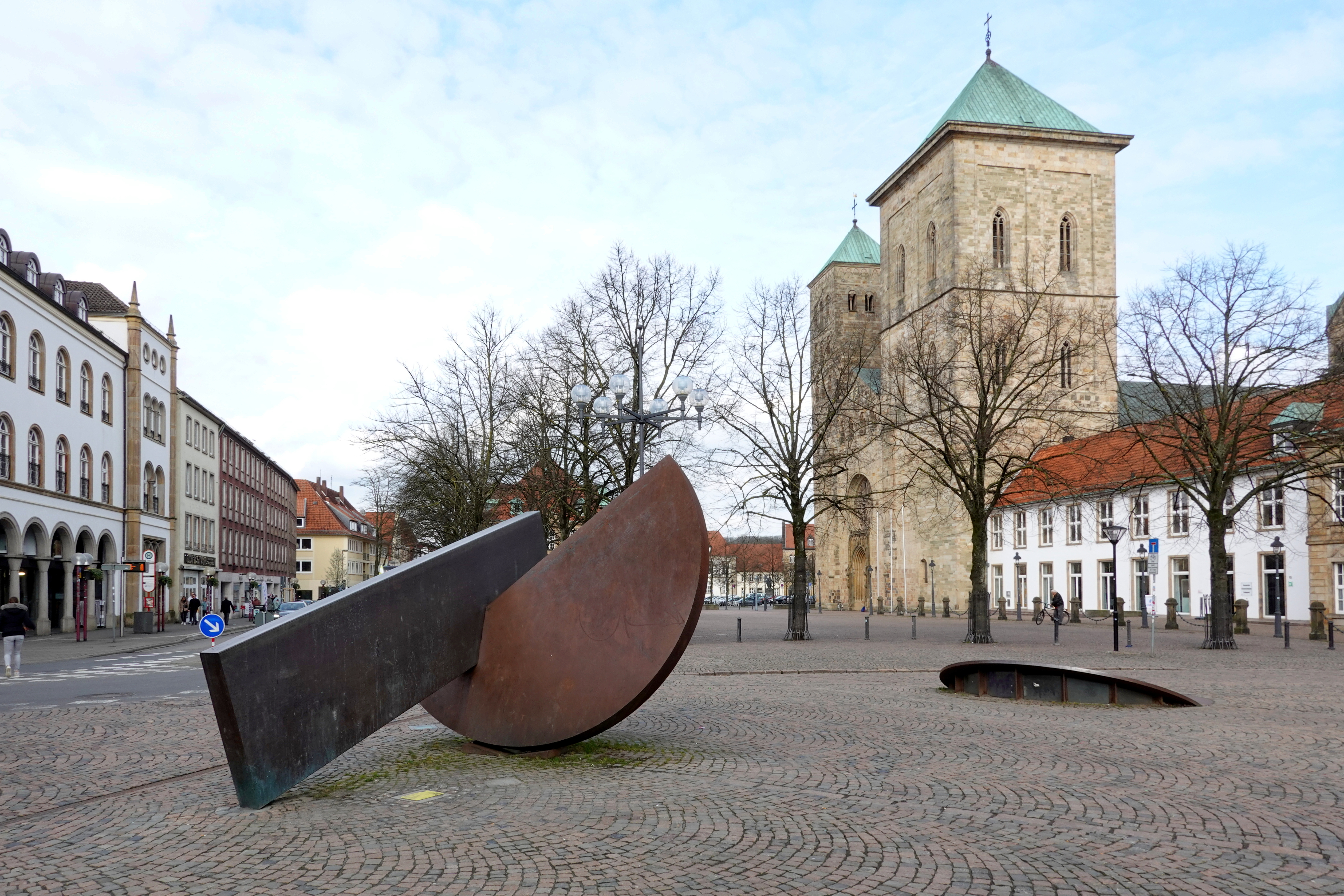
Toleranz. Gleiches Gewicht – Gegengewicht, 1998 Koordinaten im Jahr 2024

### F. O. Becker, Stahlbaum
Vor dem Eingang zum Zoologischen Garten Osnabrück steht die Stahlskulptur Stahlbaum (1994) von F. O. Becker. Der Künstler stammt aus dem Hunsrück und lebt in Osnabrück.

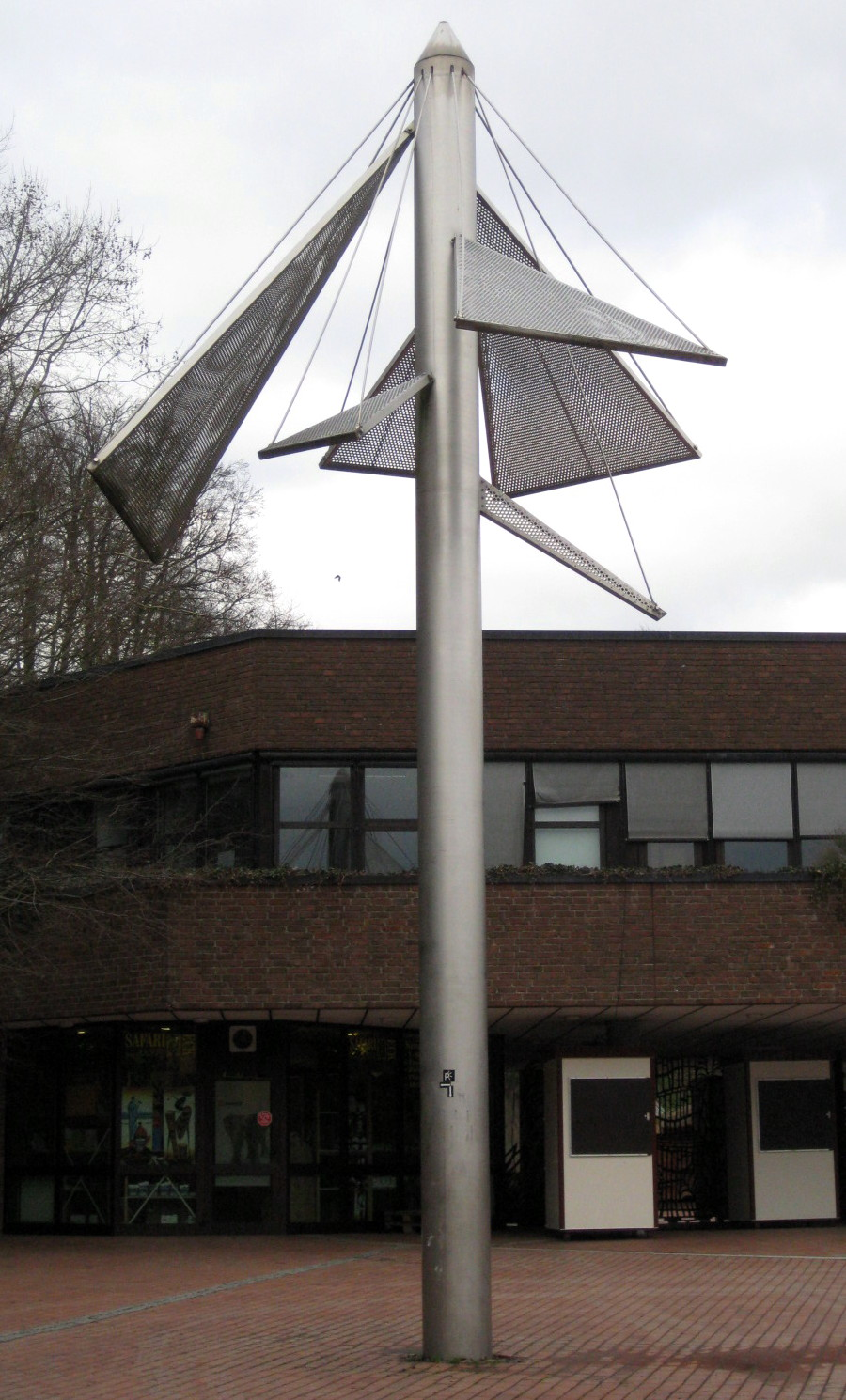
Stahlbaum, 1994 Koordinaten

### Raimund Beckmann
Der Spiralbrunnen aus Bronze (1986) am Kamp/Redlingerstraße ist das Werk des aus Osnabrück stammenden Architekten und Professors an der Fachhochschule Münster, Raimund Beckmann (* 1938). Auch die Abdeckung des Marktbrunnens ist eines seiner Werke.

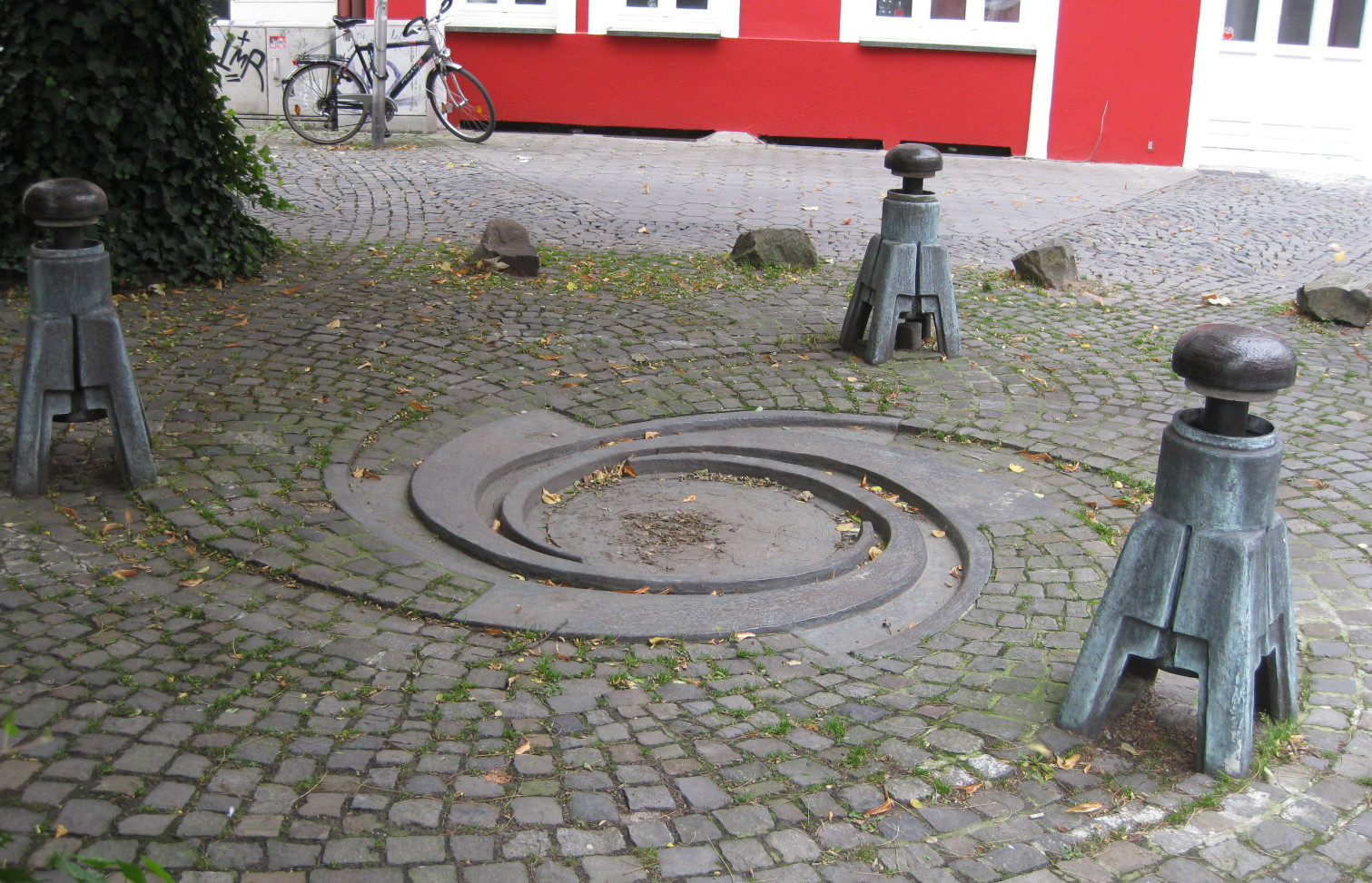
Spiralbrunnen, 1986 Koordinaten
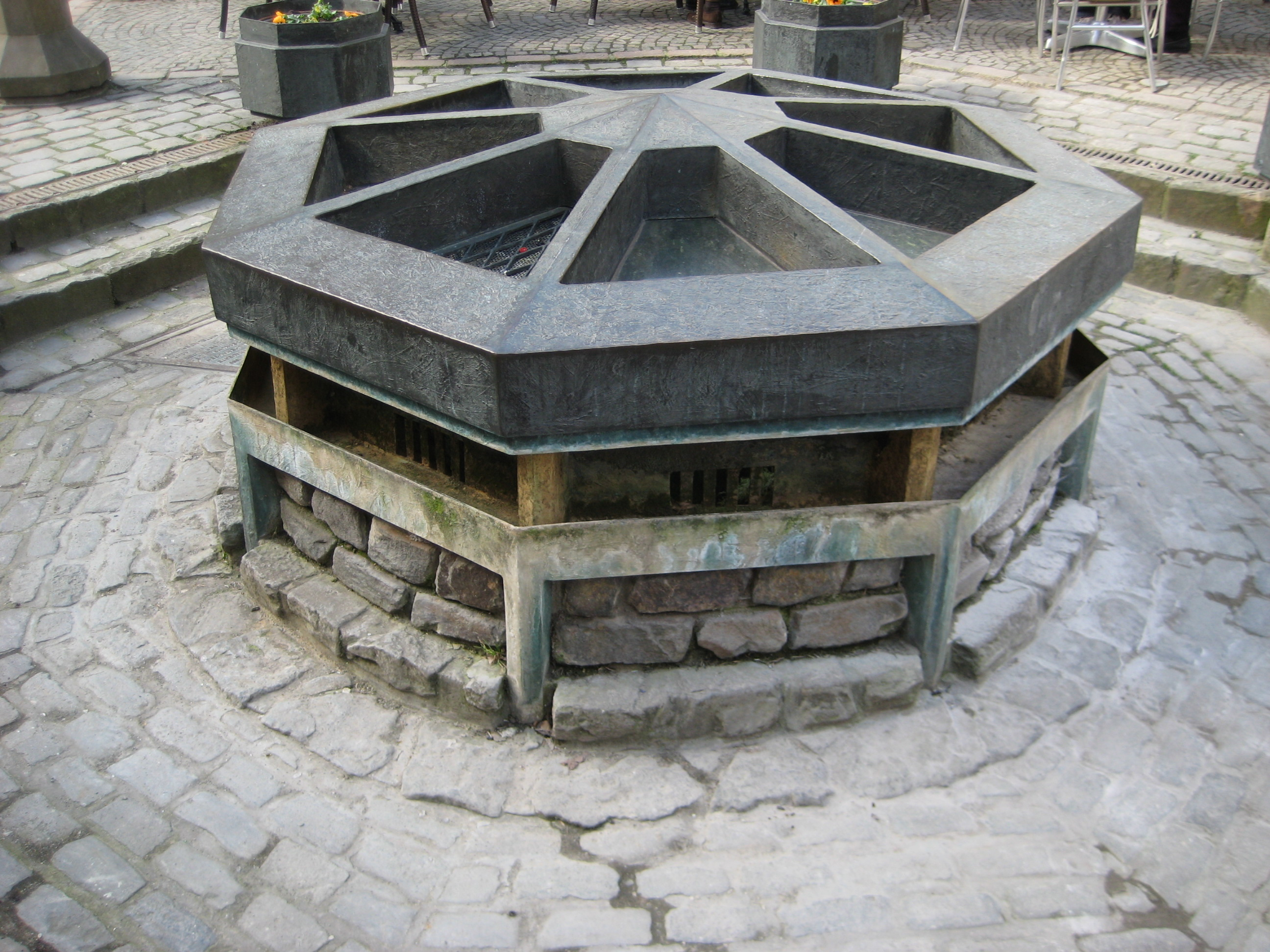
Marktbrunnen Koordinaten

### Wolfgang Bier, Vorwärts tastend
Die Skulptur Vorwärts tastend aus dem Jahr 1991 ist das Werk des Bildhauers Wolfgang Bier (1943–1998). Sie besteht aus geschweißtem Eisen und Bronze.

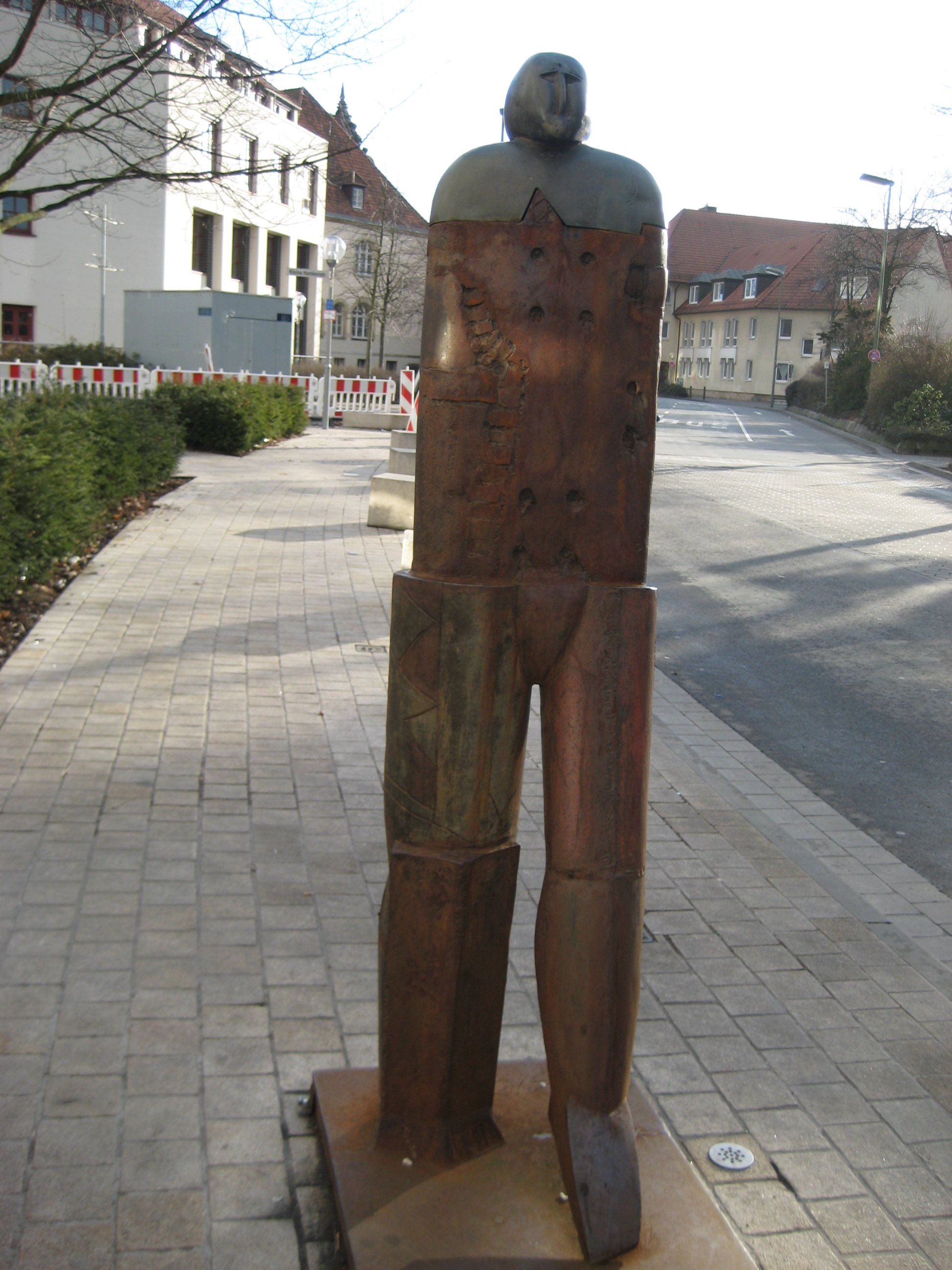
Vorwärts tastend, 1991 Koordinaten

### Hans-Jürgen Breuste
Das Kunstwerk Time is turning wurde 1991 durch Hans-Jürgen Breuste (1933–2012) geschaffen. Das Kunstwerk besteht aus Großmotorkurbelwellen und Industriestahlträger und befindet sich im Gerberhof in Osnabrück.

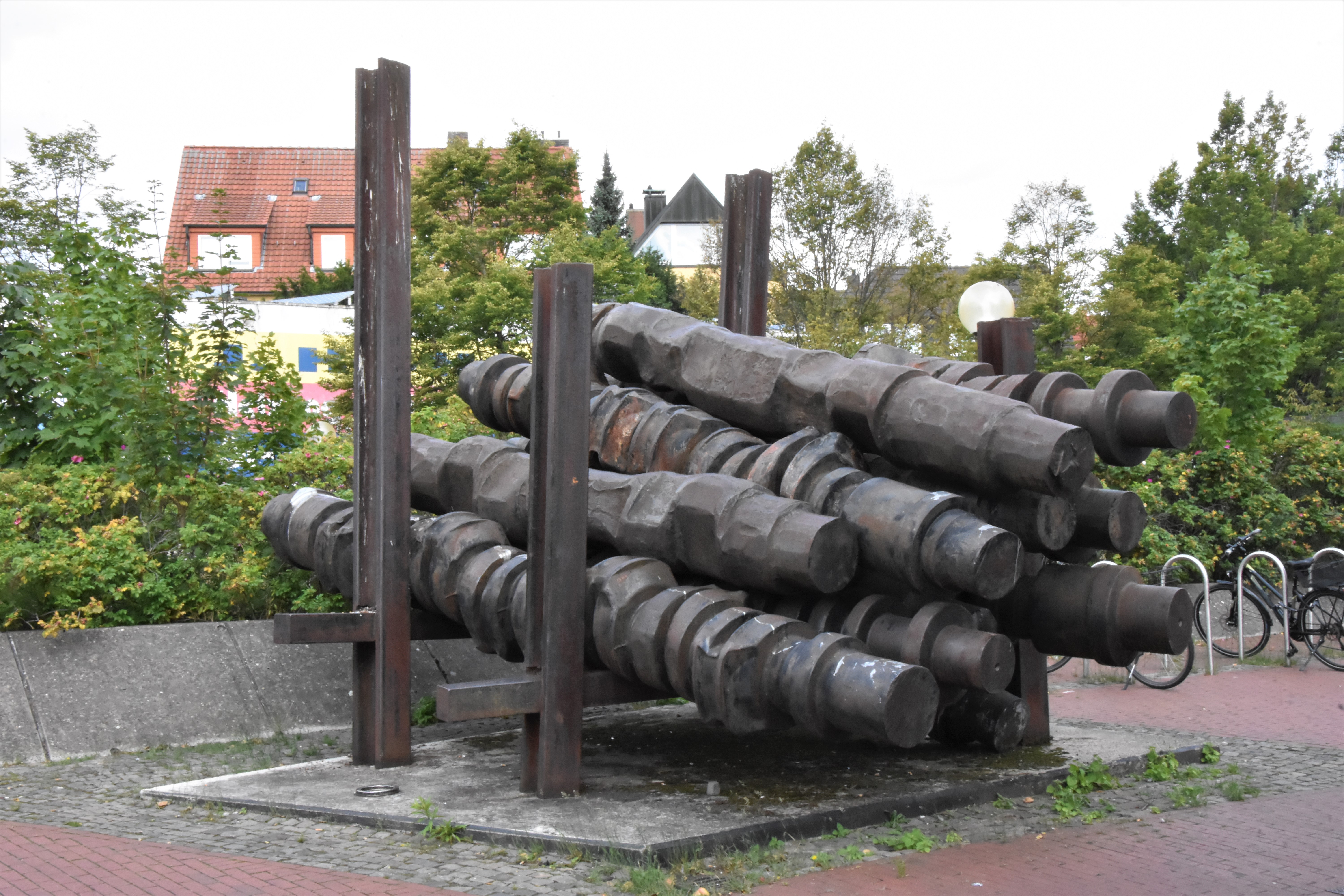
Time is turning, 1991 Koordinaten

### Heinrich Brummack, (Angelnder) Stadt-Hase
In Anspielung auf den Fluss Hase, der die Stadt Osnabrück durchfließt, schuf Heinrich Brummack (1936–2018), Teilnehmer der documenta 8 im Jahr 1987, den angelnden Stadt-Hasen. Seine Arbeit aus dem Jahr 1999 aus Sandstein und bemaltem Metall auf einem Doppel-T-Träger steht an der Hase in der Nähe der Kreuzung Georgstraße/Öwer de Hase.

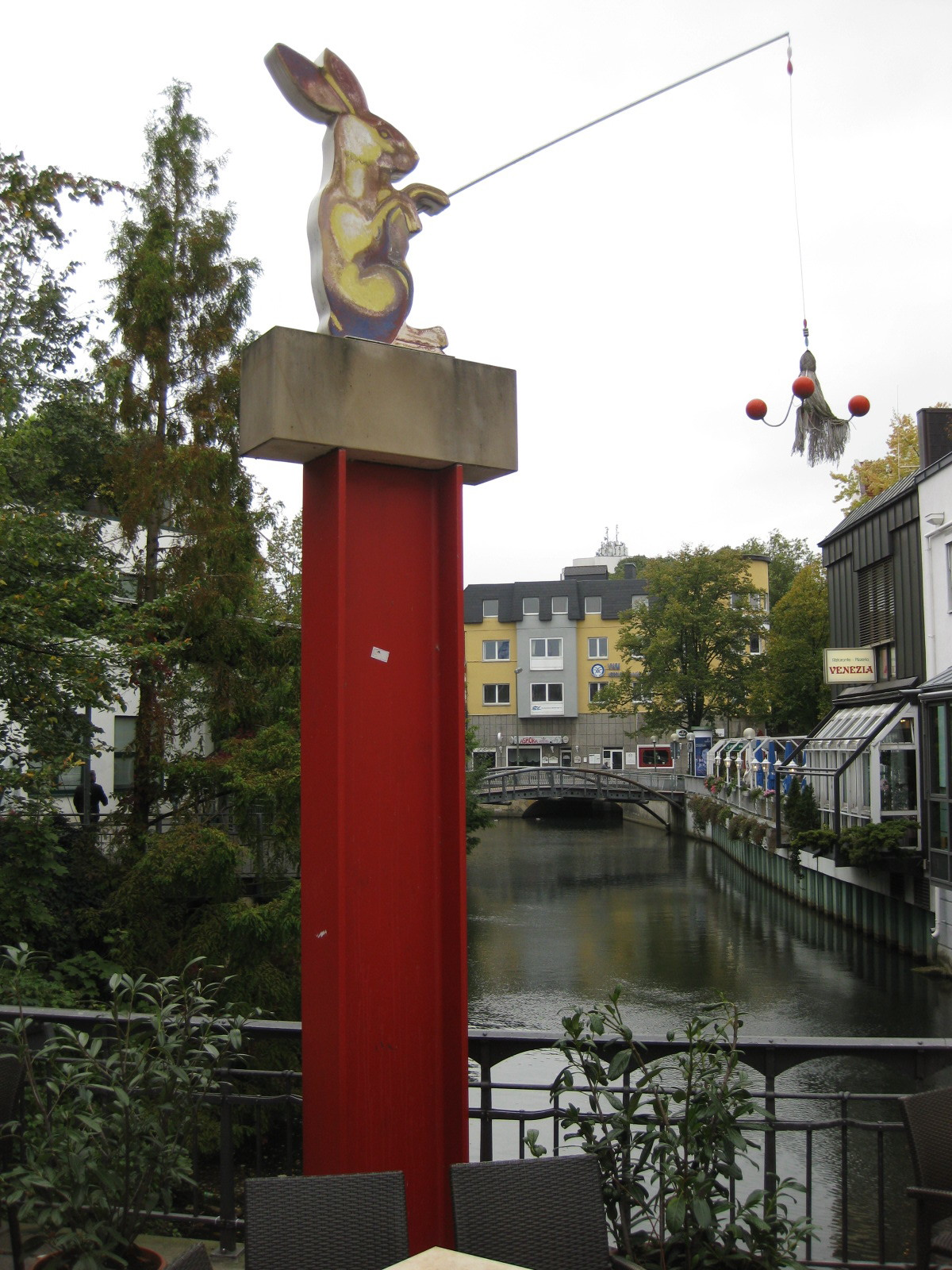
(Angelnder) Stadthase Koordinaten
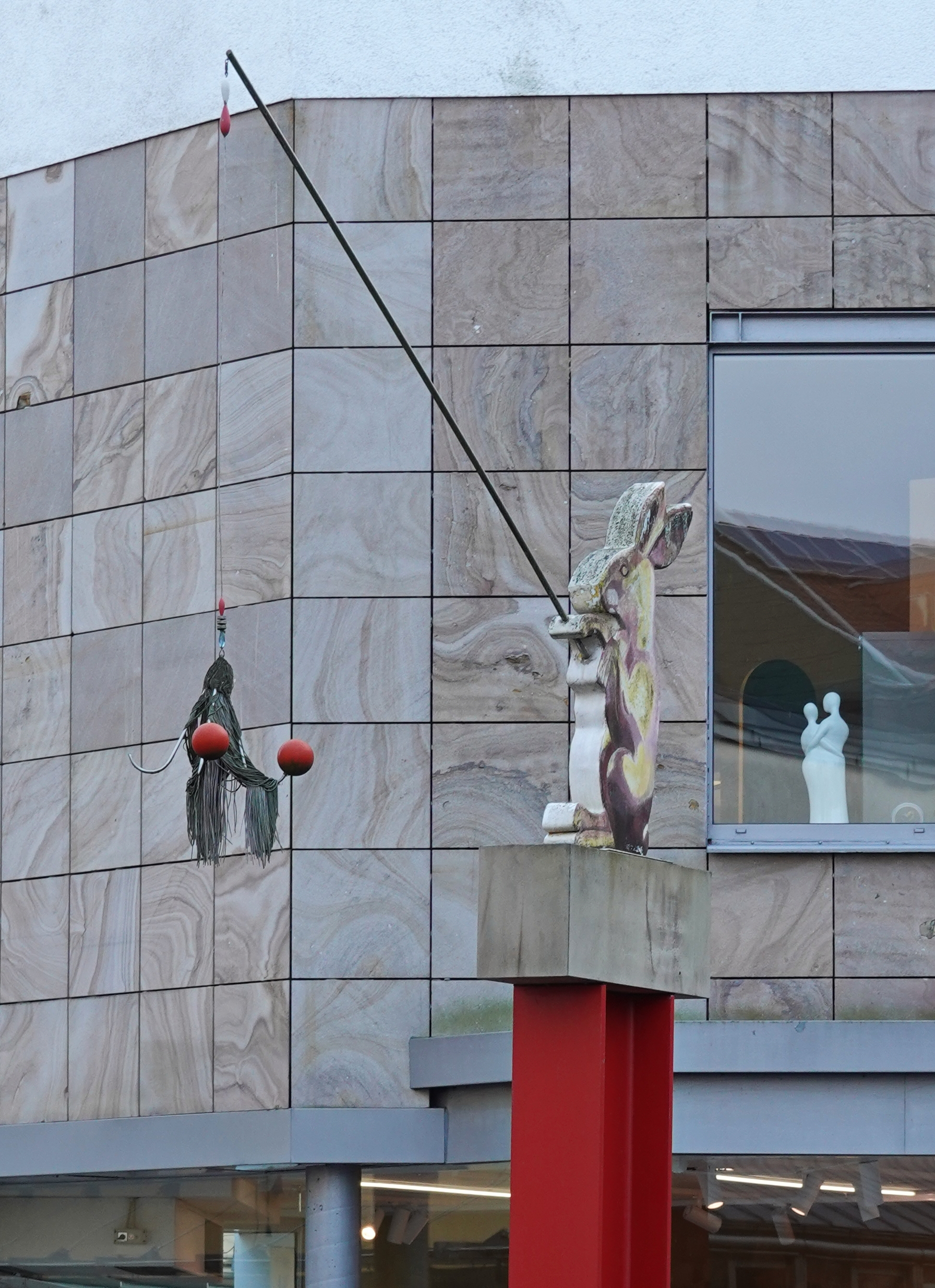
(Angelnder) Stadthase Koordinaten (Ansicht von Norden)

### Fernando Sánchez Castillo, Fountain of Wishes
In der Nähe des Stadt-Hasen und des Haarmannsbrunnens befindet sich in der Hase die Skulptur Fountain of Wishes des spanischen Künstlers Fernando Sánchez Castillo. Im Rahmen des Kunstprojektes „Colossal“ wurden 2009 zum 2000-jährigen Jubiläum der Varusschlacht im Osnabrücker Land verschiedene Kunstwerke ausgestellt. Castillo war an diesem Projekt mit vier Kunstwerken beteiligt, darunter Fountain of Wishes. Zunächst befand sich Fountain of Wishes an der Conrad-Bäumer-Brücke, 2012 zog es zur Çanakkale-Brücke um.

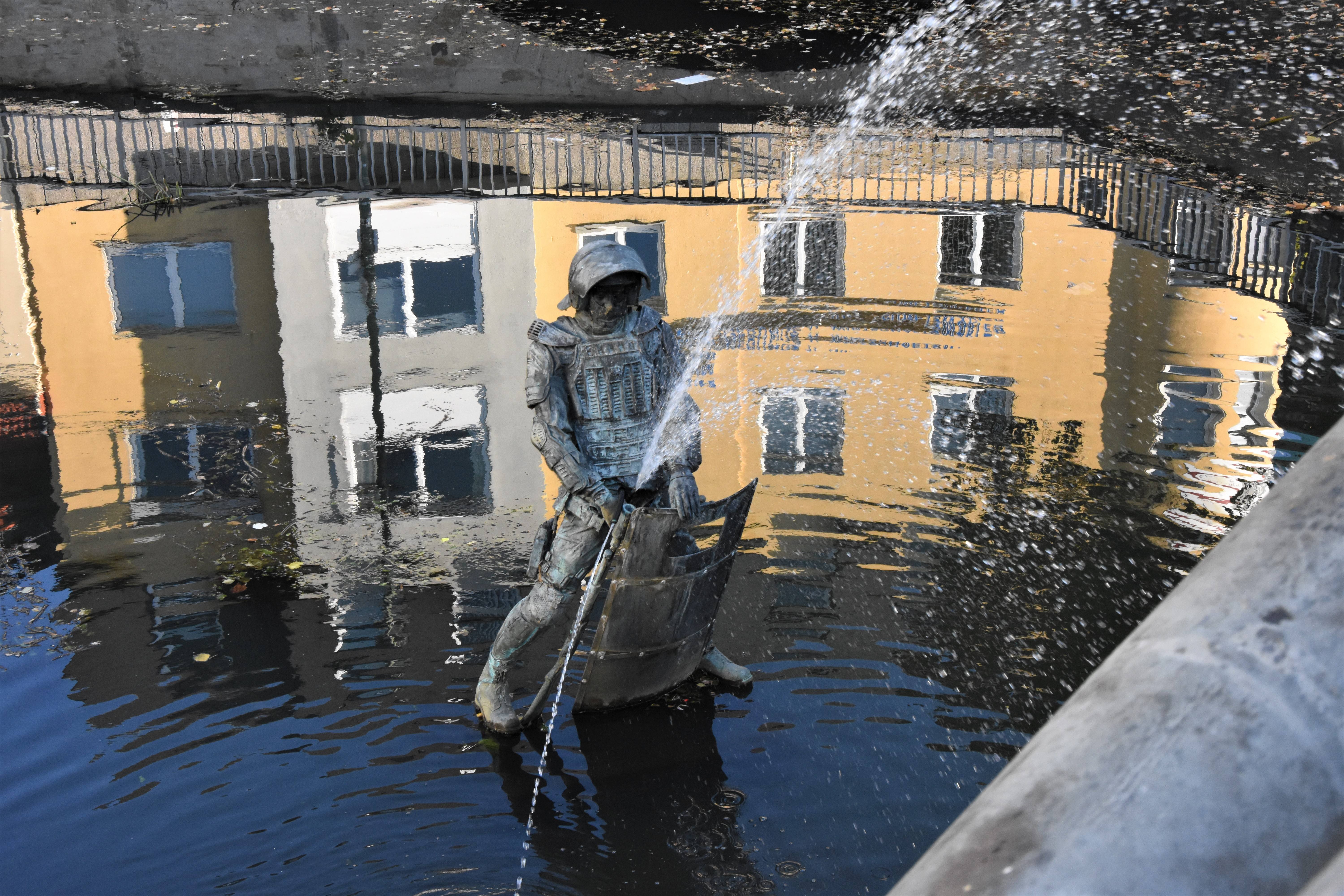
Fountain of Wishes Koordinaten

### Gunter Demnig, Stolpersteine
Seit November 2007 werden in Osnabrück in einem Projekt des Künstlers Gunter Demnig (* 1947) Stolpersteine verlegt. Sie erinnern an Menschen, die in der Zeit des Nationalsozialismus vertrieben, deportiert, ermordet oder in den Freitod getrieben wurden. (Auswahl) Der Gewerkschafter Fritz Szalinski, an den vor dem ehemaligen Gewerkschaftshaus am Kollegienwall erinnert wird, war der Vater des gleichnamigen Bildhauers Fritz Szalinski.

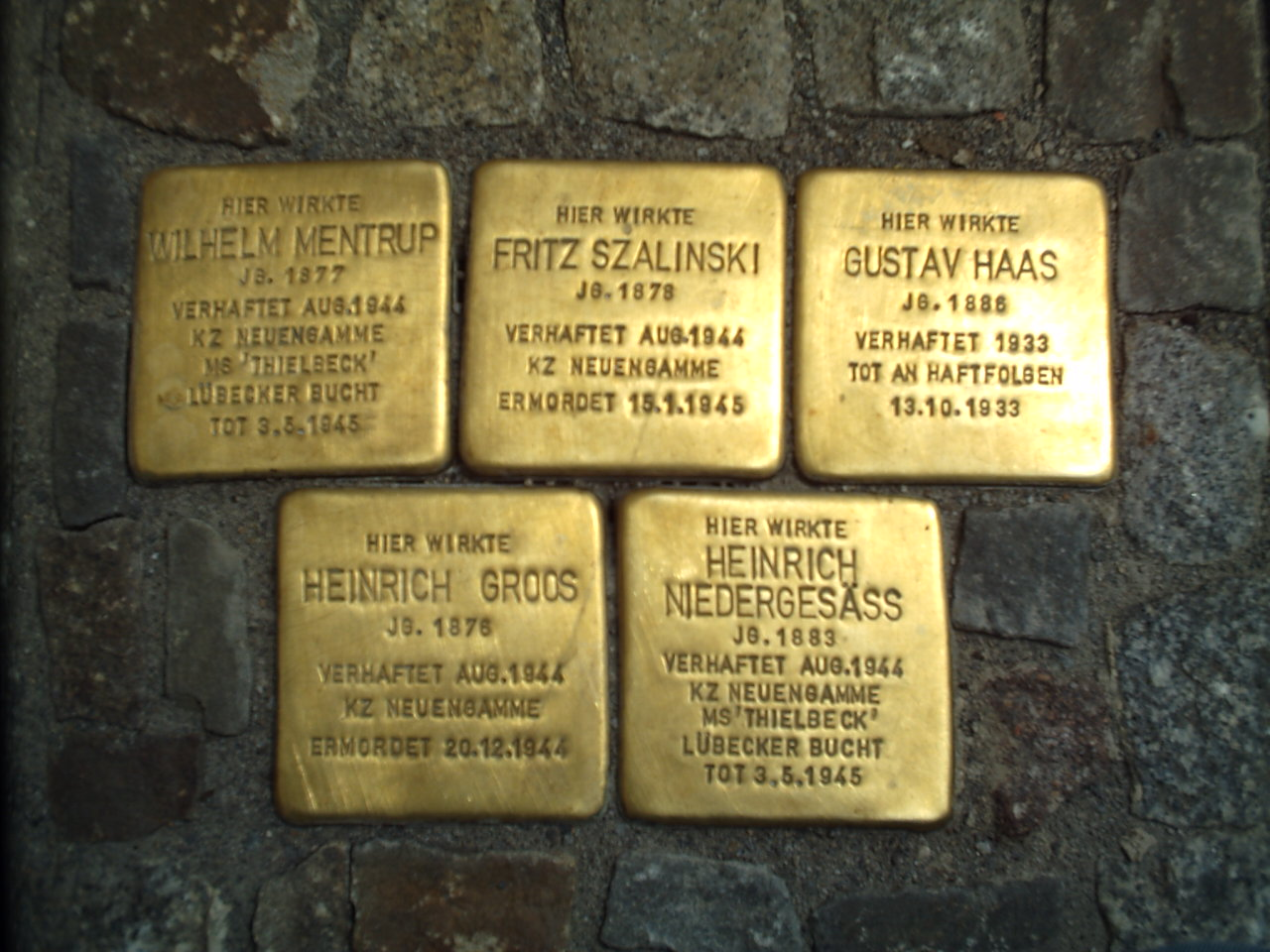
Stolpersteine am Kollegienwall 13/14 vor dem ehemaligen Gewerkschaftshaus, zur Erinnerung an Fritz Szalinski, Wilhelm Mentrup, Heinrich Groos, Heinrich Niedergesäß, Gustav Haas Koordinaten
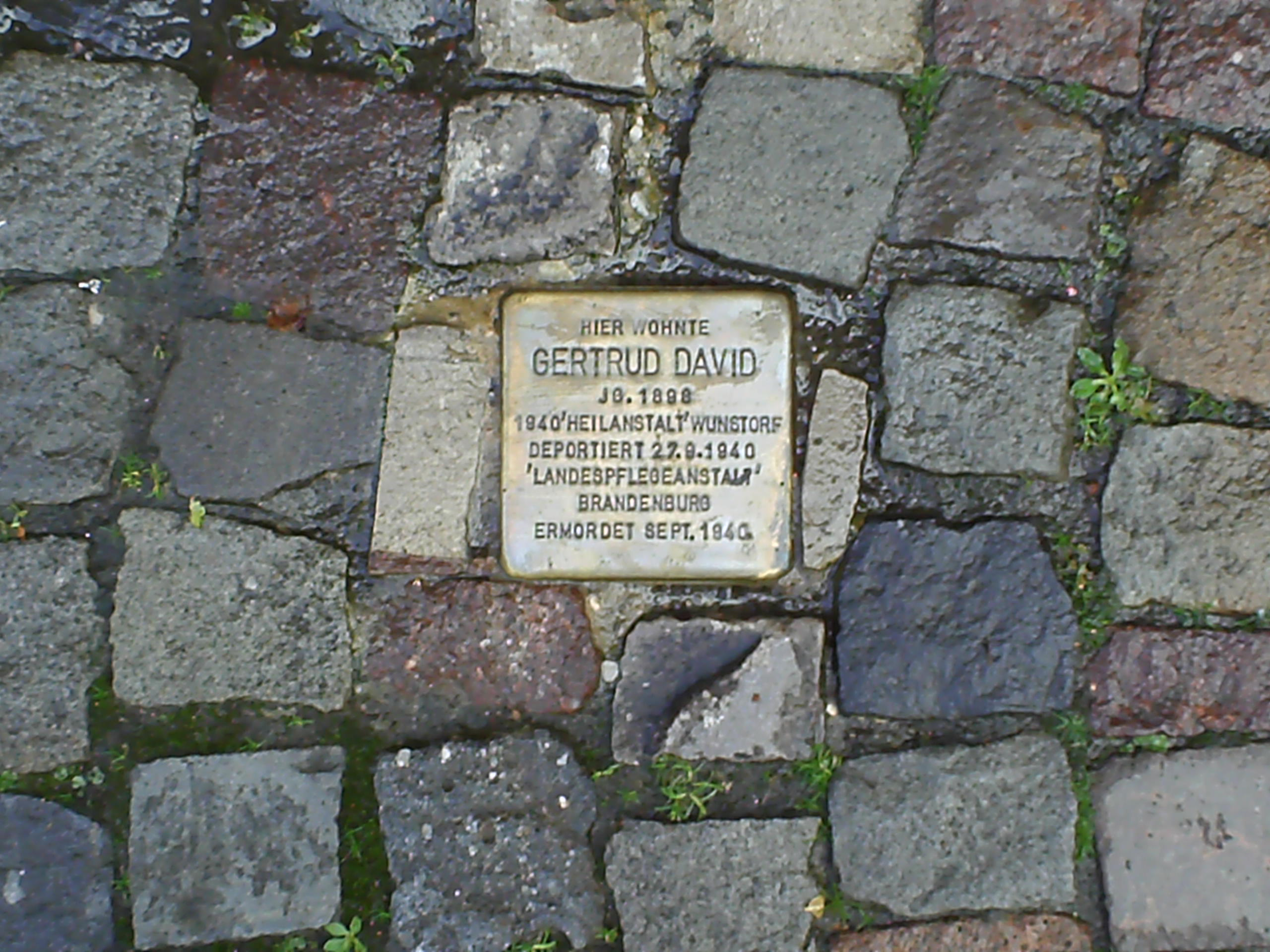
Stolperstein für Gertrud David vor dem Haus Tenge, Krahnstraße 1–2 Koordinaten
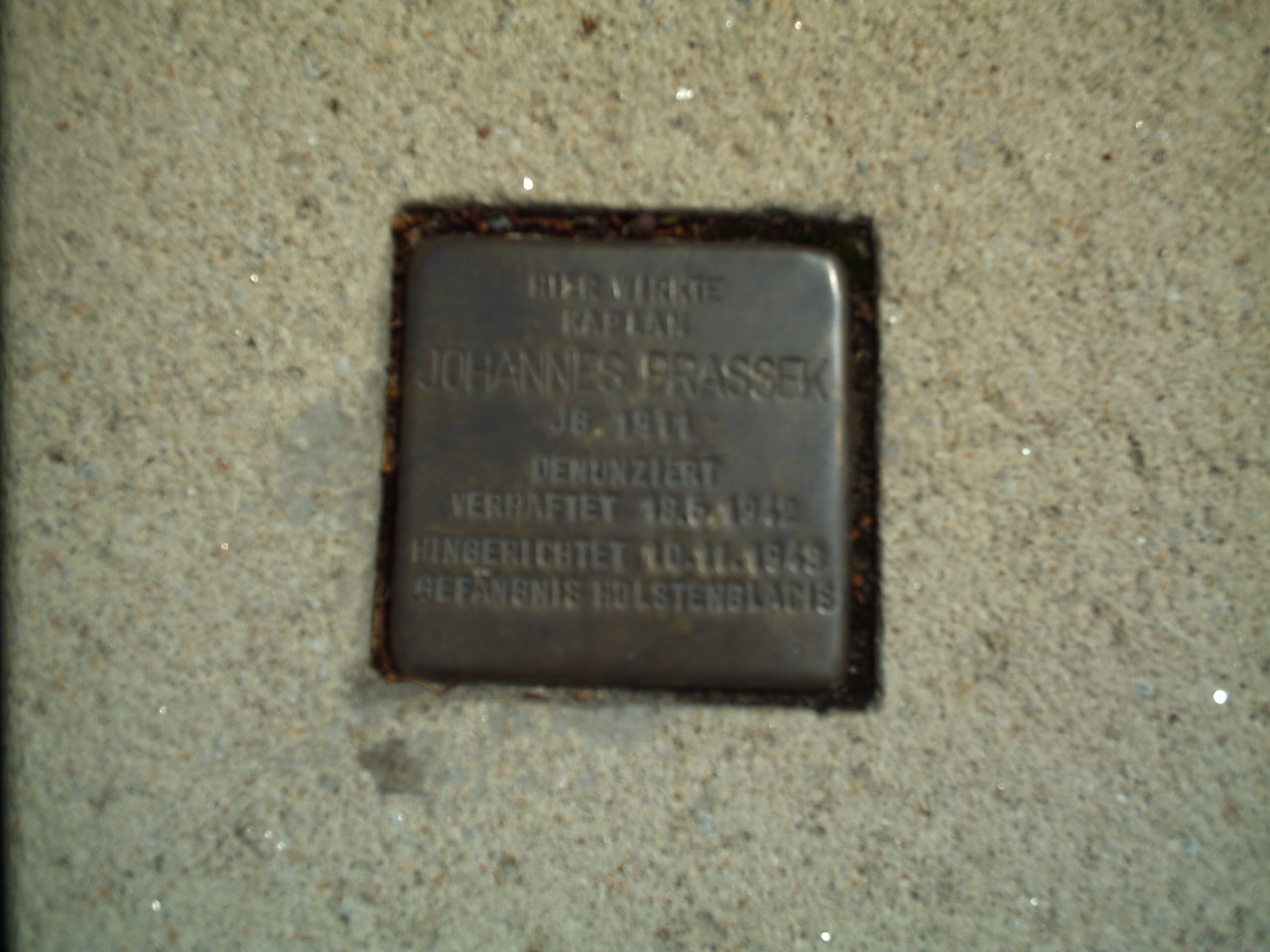
Stolperstein für Johannes Prassek, Bramstraße 105 in Osnabrück-Haste Koordinaten
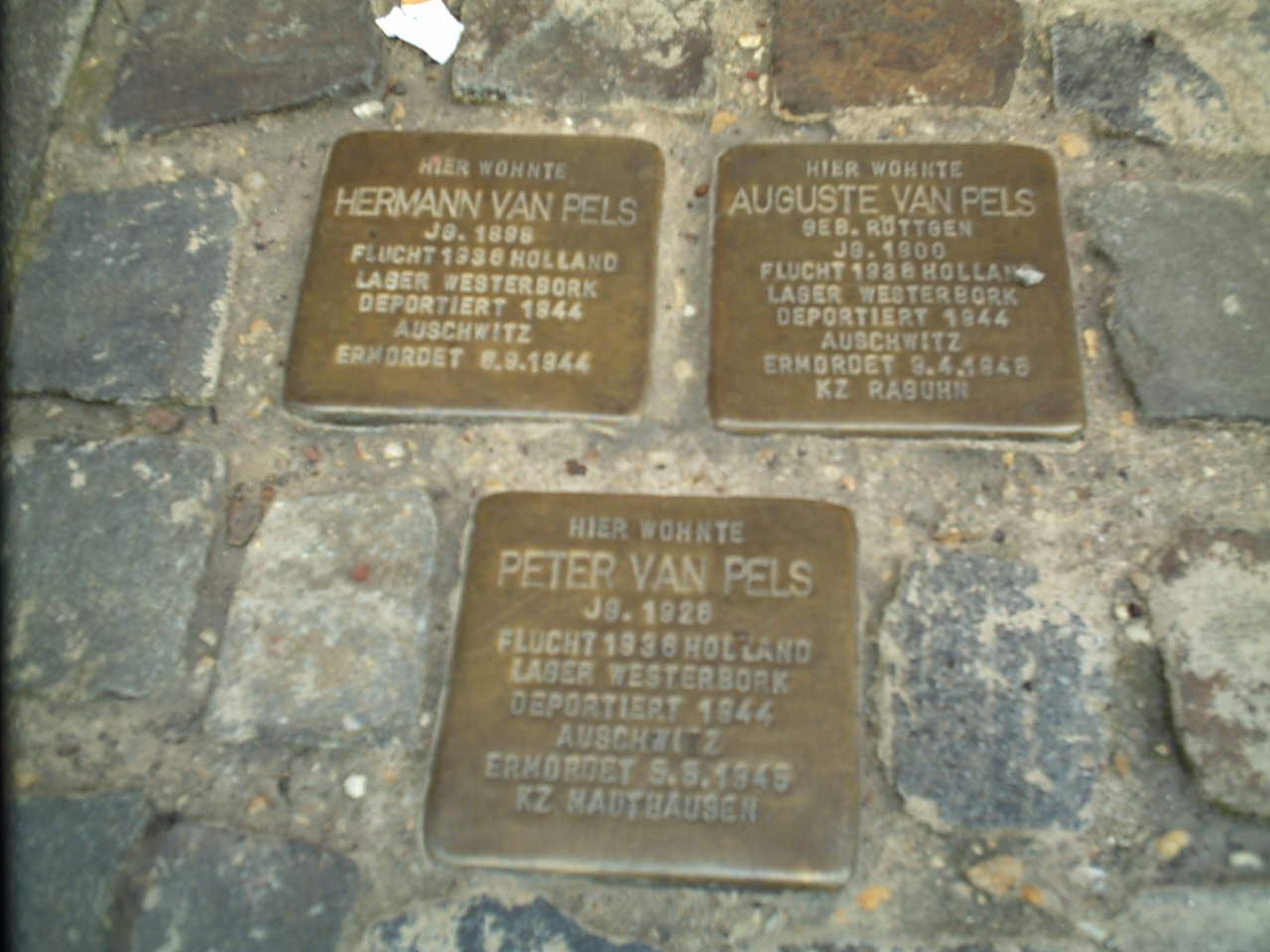
Stolpersteine für Hermann, Auguste und Peter van Pels, Martinistraße 67 a Koordinaten

### Nicolas Dings, Der Lügner
Nicolas Dings (* 1953) schuf Der Lügner (2005). Die Bronzeplastik auf einer Terrazzo-Stele wurde 2005 in einer kleinen Grünanlage mit Springbrunnen am Heger-Tor-Wall unterhalb des Steigenberger-Hotels Remarque unweit der Kunsthalle Dominikanerkirche aufgestellt.

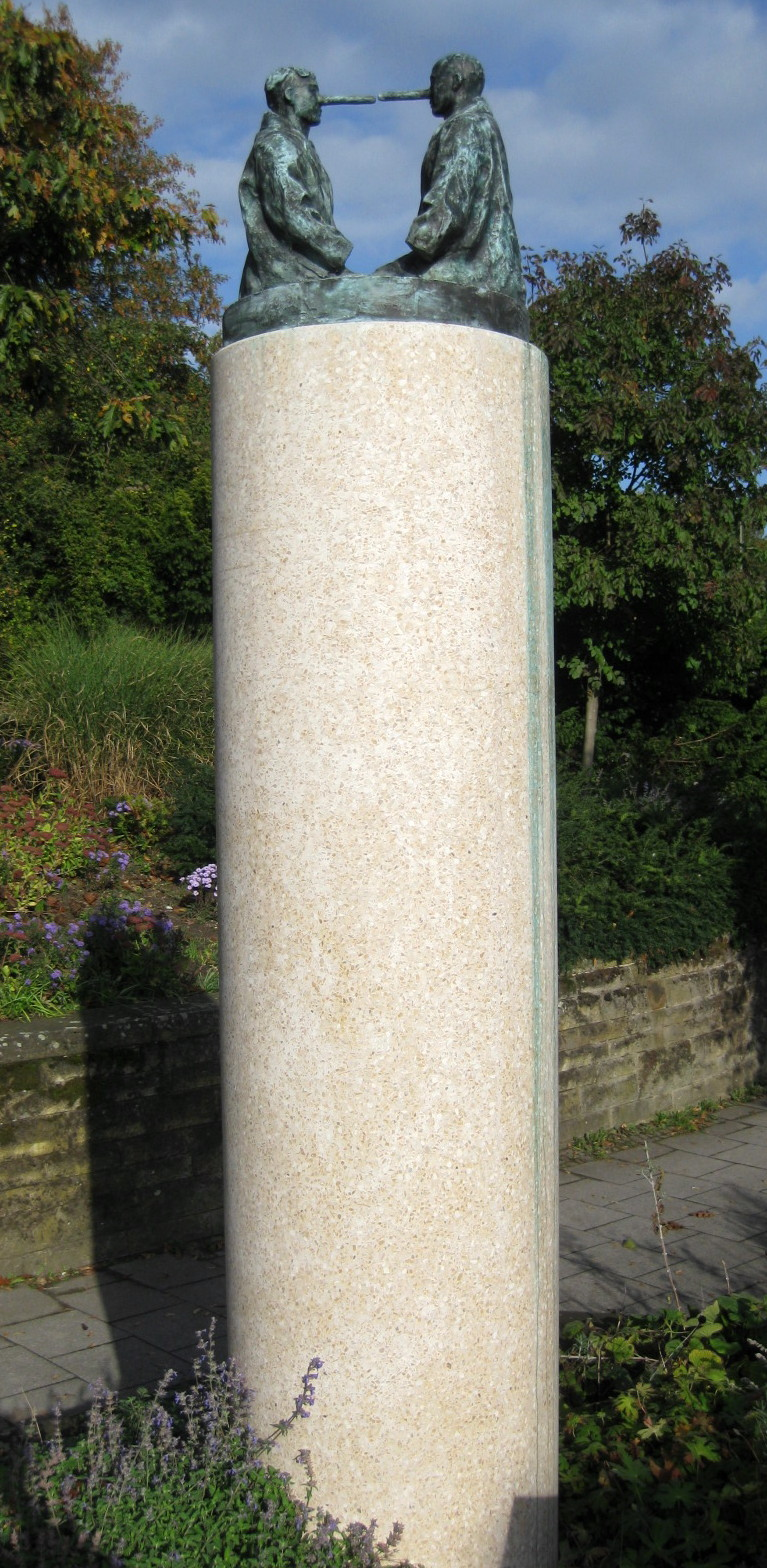
Der Lügner, Bronze auf Terrazzo-Stele (2005) Koordinaten
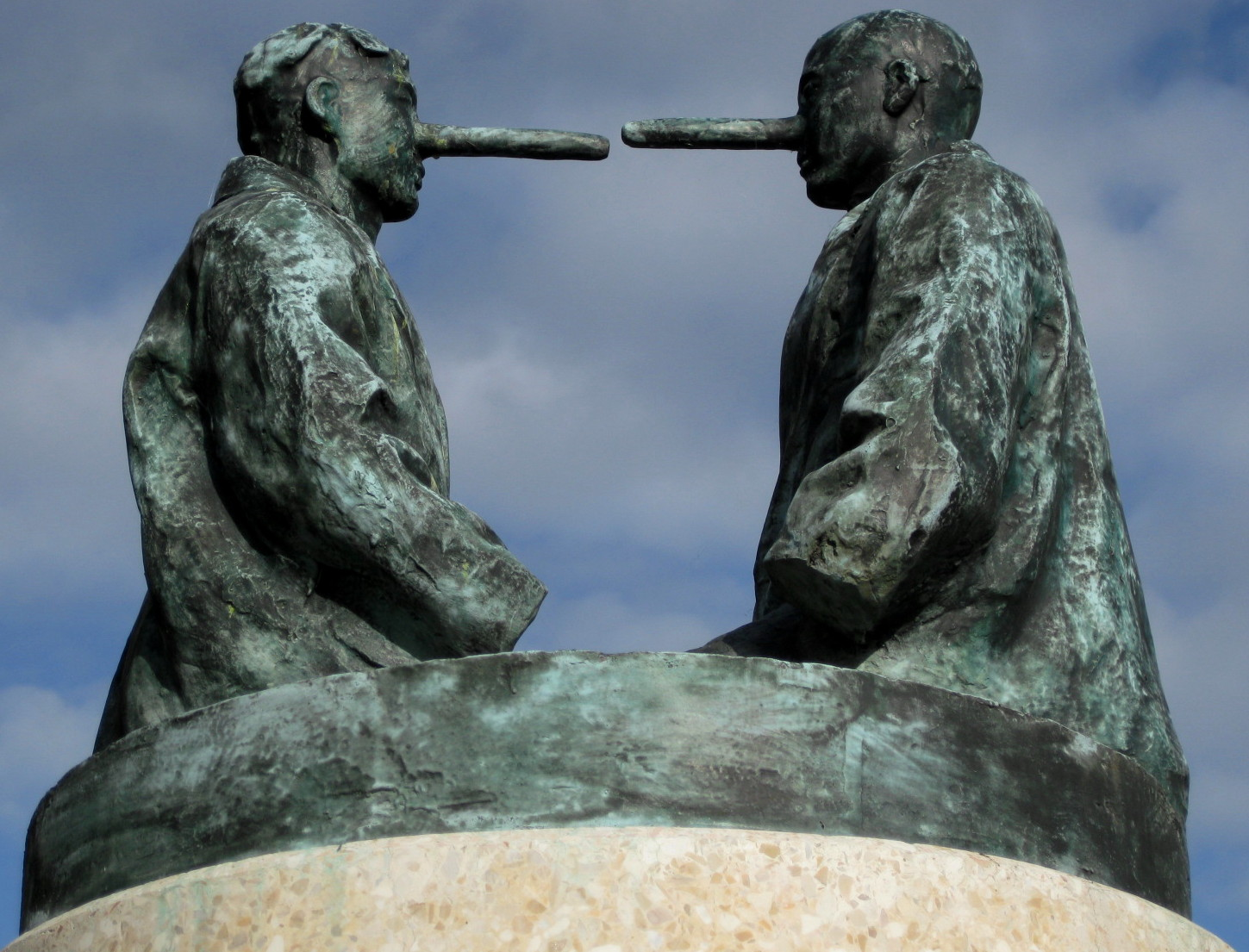
Bronze-Plastik
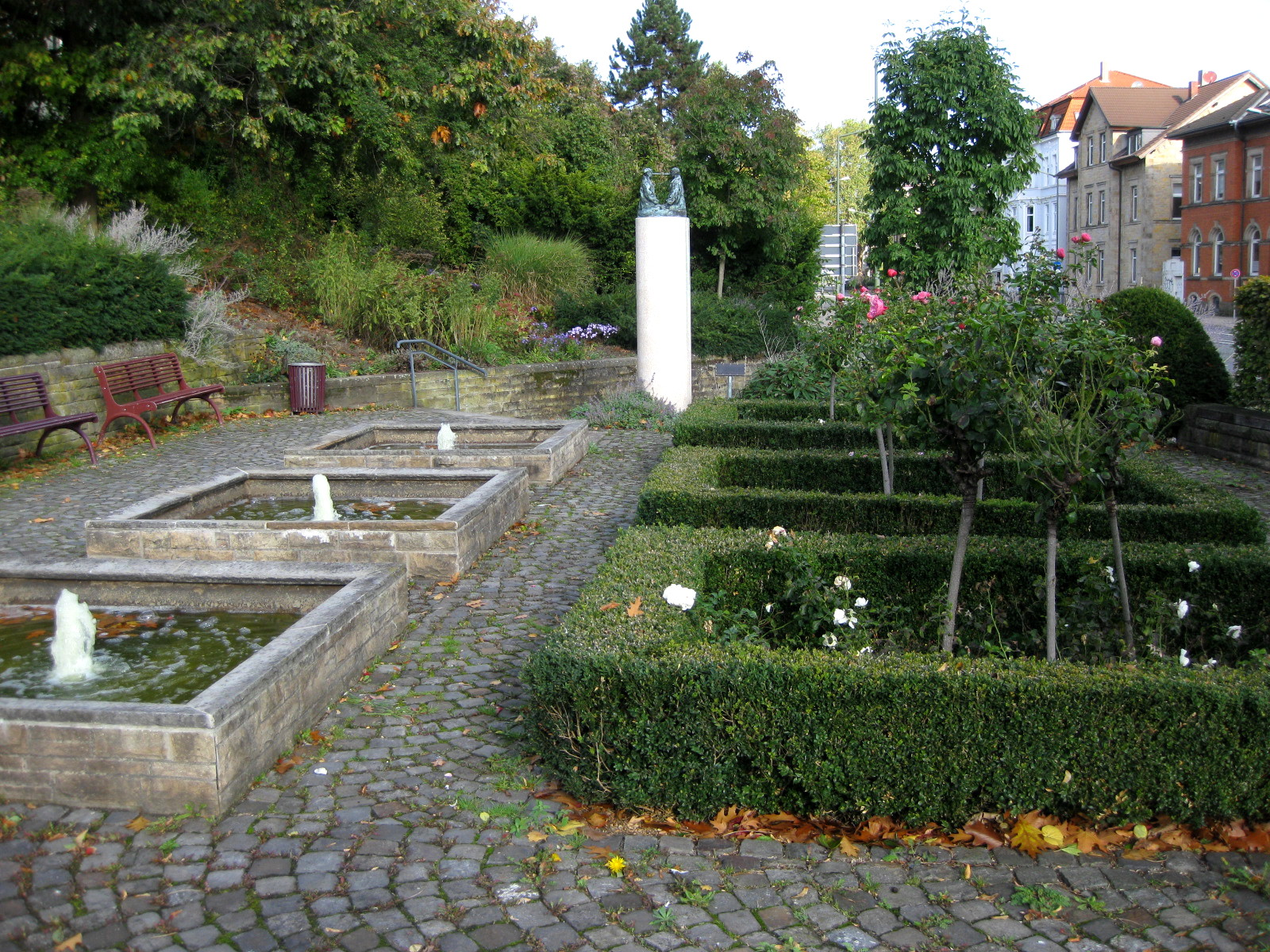
Der Lügner in der Grünanlage am Heger-Tor-Wall

### Lutz Dölle/Roland Stelter, Fragment des Regens
Fragment des Regens ist das Gemeinschaftswerk von Lutz Dölle (* 1958) und Roland Stelter (* 1953) aus dem Jahr 1999. Das Portal aus Marmor, Eisen und Stahl mit einer weiteren einzelnen Säule stammt aus dem Jahr 1999. Es befindet sich in der Osnabrücker Neustadt am südlichen Ende der Wassermannstraße.

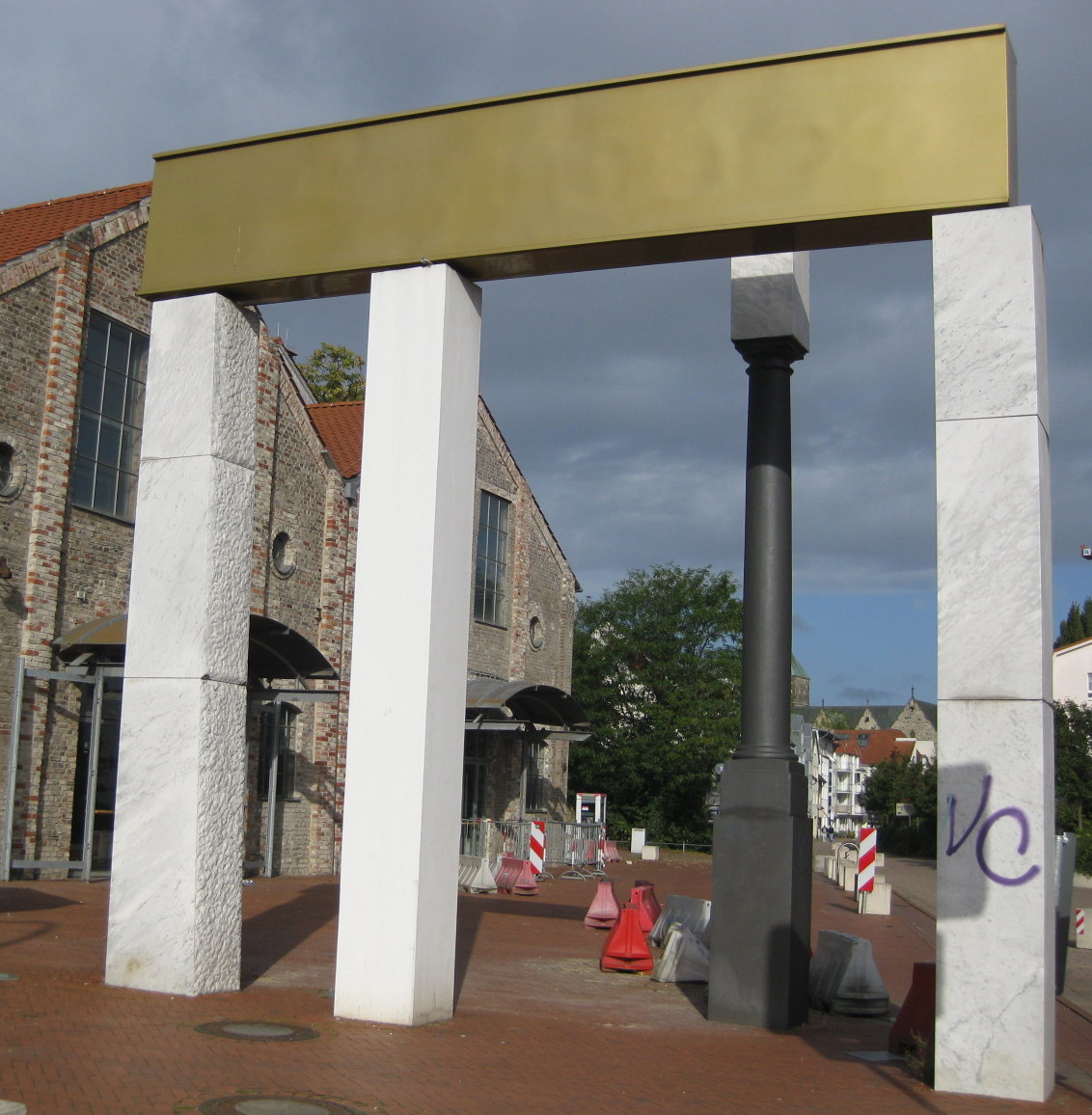
Fragment des Regens (1999) Koordinaten

### Lothar Fischer
Neben der Kunsthalle Dominikanerkirche wurde auf der Freifläche zur Bierstraße der Große sitzende weibliche Torso, eine Skulptur aus Eisenguss von Lothar Fischer (1933–2004), aufgestellt.

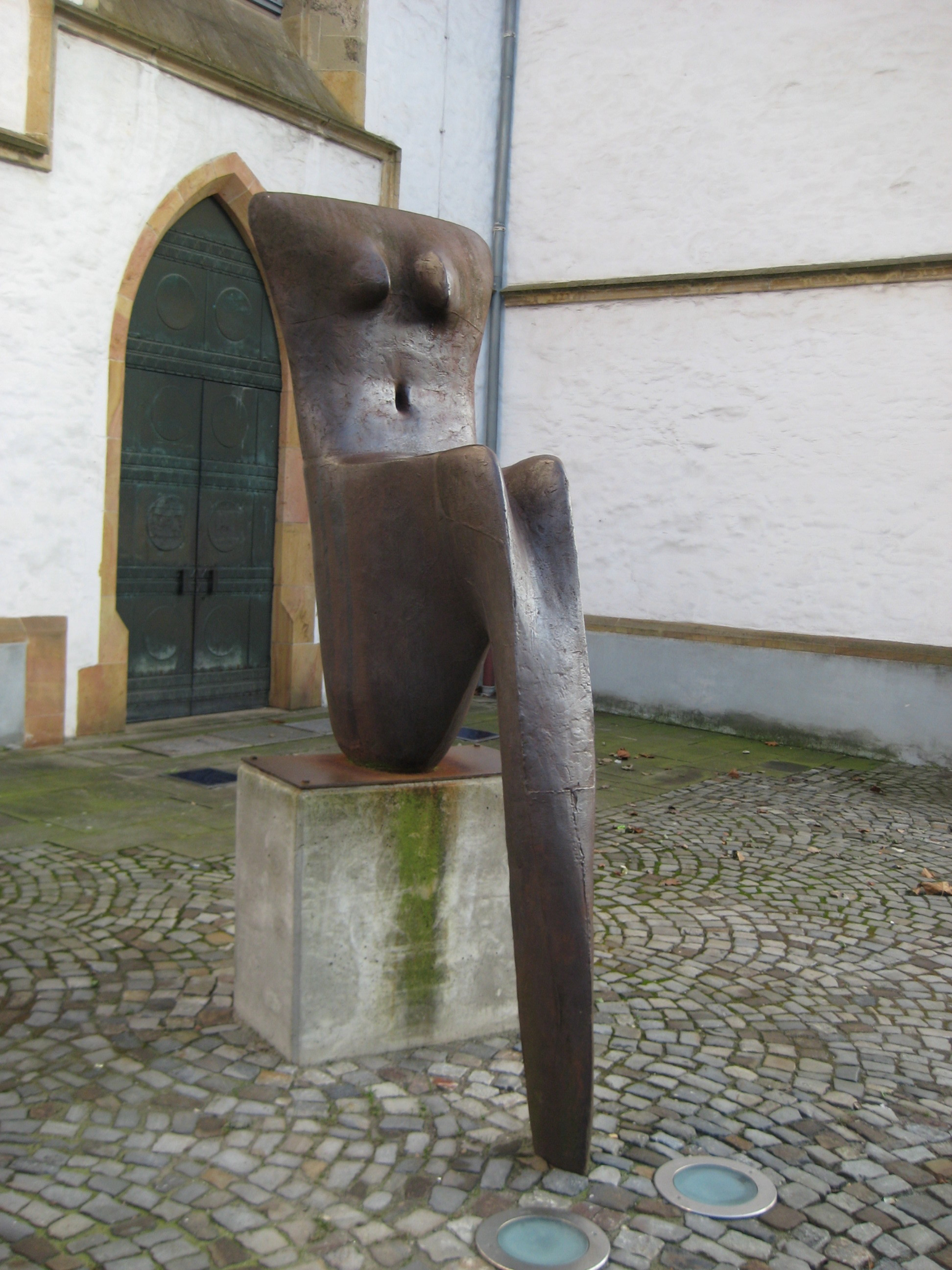
Großer sitzender weiblicher Torso Koordinaten

Die Dreikantfigur aus Eisenguss ist ein Werk Fischers aus dem Jahr 1991. Sie befindet sich vor dem Gebäude der Agentur für Arbeit am Johannistorwall zwischen Laischaftsstraße und Hermannstraße.

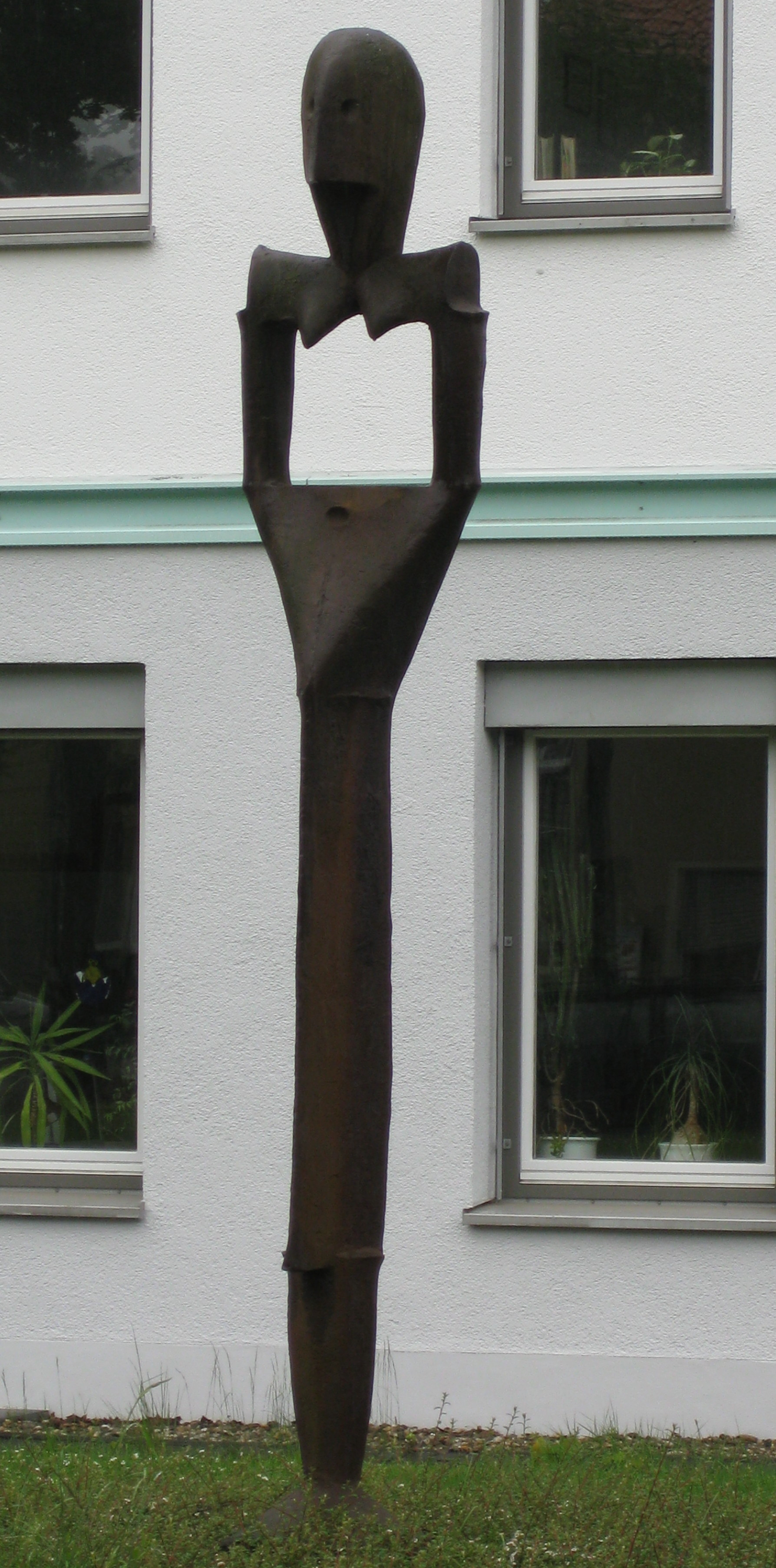
Dreikantfigur Koordinaten

### Axel Gundrum, Erinnerungsstätte „Hexenwahn“
In der Mühlenstraße Nähe Hasestraße befindet sich die Erinnerungsstätte „Hexenwahn“. Sie erinnert an 276 Frauen und zwei Männer, die im 16. und 17. Jahrhundert in Osnabrück hingerichtet wurden. Für die Erinnerungsstätte schuf der Maler Axel Gundrum (* 1953) zwei großformatige Wandgemälde mit den Titeln Hexenwahn von 1998 in der Größe 4,8 mal 7 Meter und Die Verspottung von 1999 (3,5 mal 1,8 Meter). Im Gemälde Hexenwahn greift Gundrum ein Selbstporträt des Osnabrücker Malers Felix Nussbaum aus dessen Gemälde Selbstbildnis mit Judenpass auf. Der 1904 in Osnabrück geborene und 1944 in Auschwitz ermordete jüdische Künstler malte das undatierte Bild nach August 1943 in seinem Versteck in Brüssel im von Deutschland besetzten Belgien. Für die Erinnerungsstätte stellte ein Privatmann das Gelände zur Verfügung.

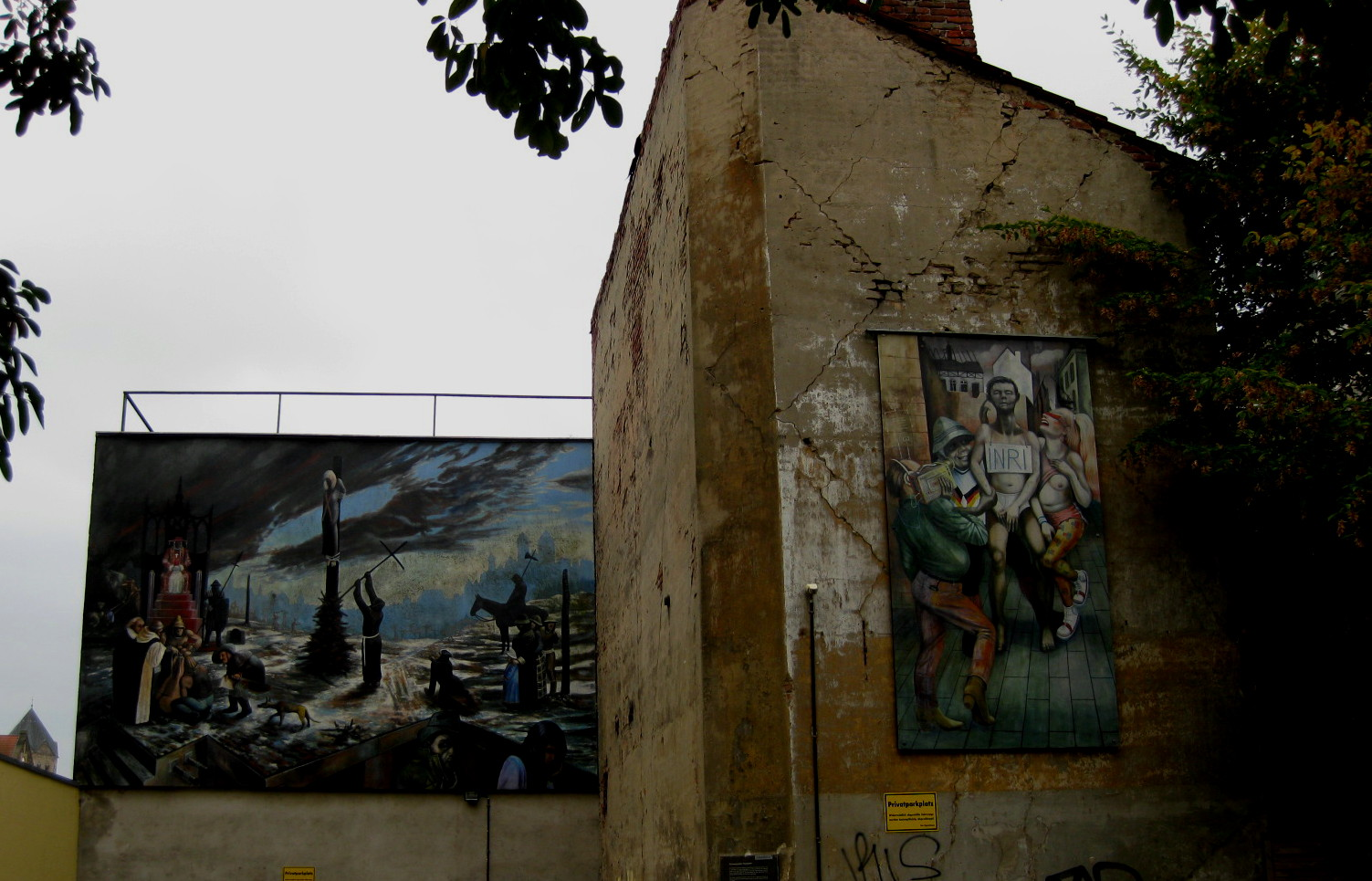
Erinnerungsstätte „Hexenwahn“ Koordinaten
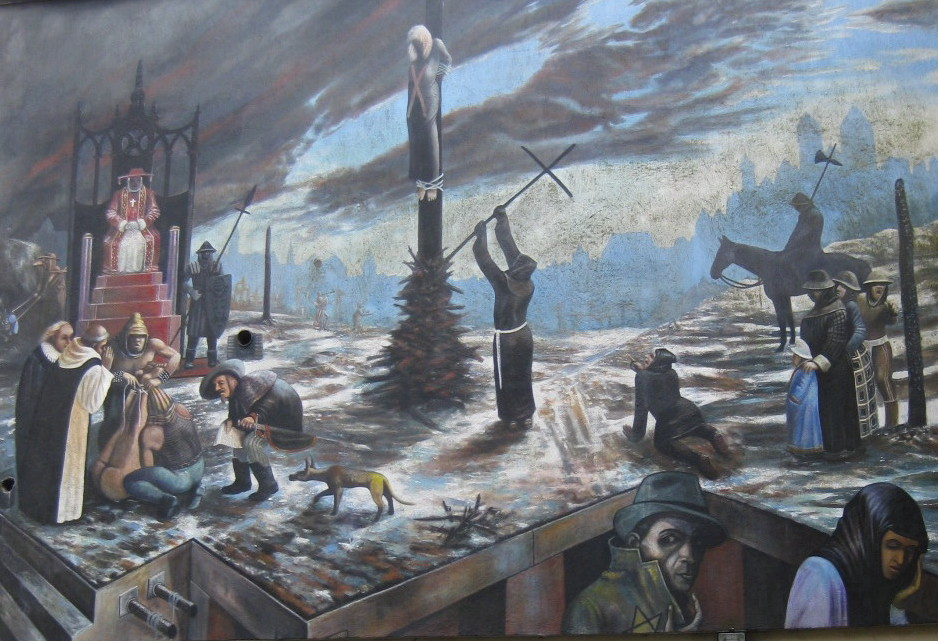
Hexenwahn (1998)
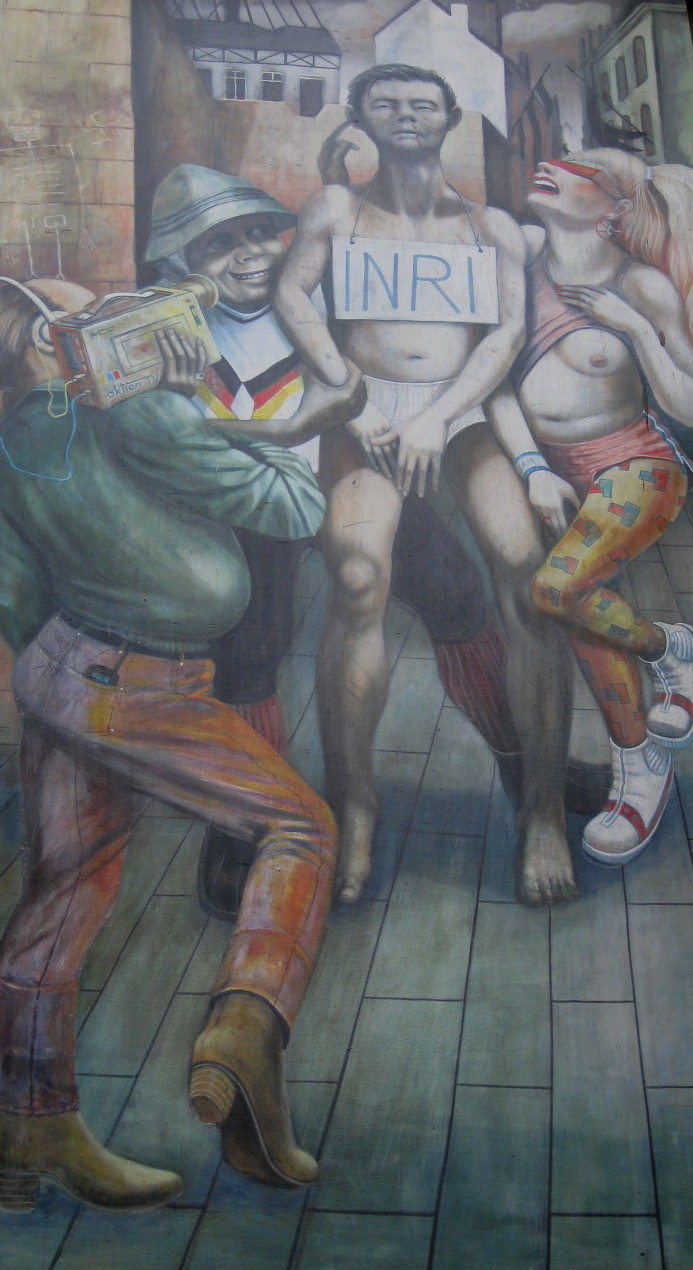
Die Verspottung (1999)

### Heinz Heiber, Lebensbaum
Den Lebensbaum aus Bronze schuf Heinz Heiber (1928–2003) im Jahr 1977. Er steht in der Krahnstraße/Ecke Dielinger Straße. Eine weitere Arbeit Heibers aus Granit von 1980/1981 befindet sich im Stadtteil Schölerberg.

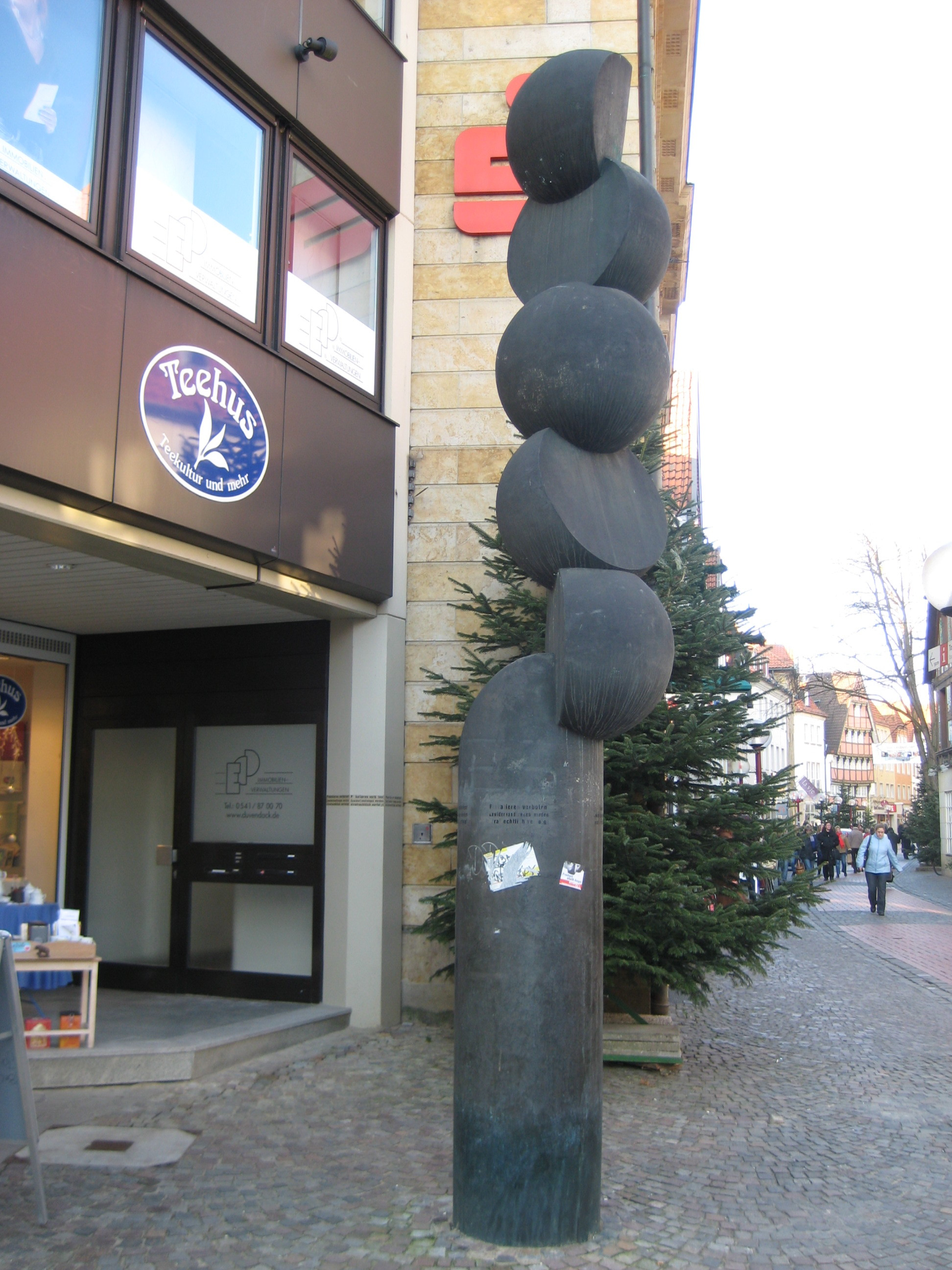
Lebensbaum, 1977 Koordinaten

### Manfred Heinze, Kunstzelle
Der Osnabrücker Künstler Manfred Heinze (* 1959) stellte 2019 an der Kokschen Straße 79 die Kunstzelle auf. In einer gelben Telefonzelle sind wechselnde Kunstwerke und Installationen von verschiedenen Künstlern zu finden. Die Kunstzelle ist von der Morgendämmerung bis um 23 Uhr zugänglich.

### Georg Hörnschemeyer, Schäferbrunnen
Der Schäferbrunnen in der Fassung von Georg Hörnschemeyer (1907–1983) wurde 1950 am Rosenplatz aufgestellt. Ursprünglich trug der Brunnen eine Skulptur des in Dersum geborenen Bildhauers Lukas Memken (1860–1934). Dessen Kupferplastik wurde während des Zweiten Weltkriegs nach einer Metallsammlung eingeschmolzen. Der Schäferbrunnen symbolisiert den Guten Hirten. Er wird auch als Ströker-Brunnen bezeichnet, nach dem 1909 gestorbenen Schäfer Heinrich Adolf Ströker, den Franz Hecker malte.

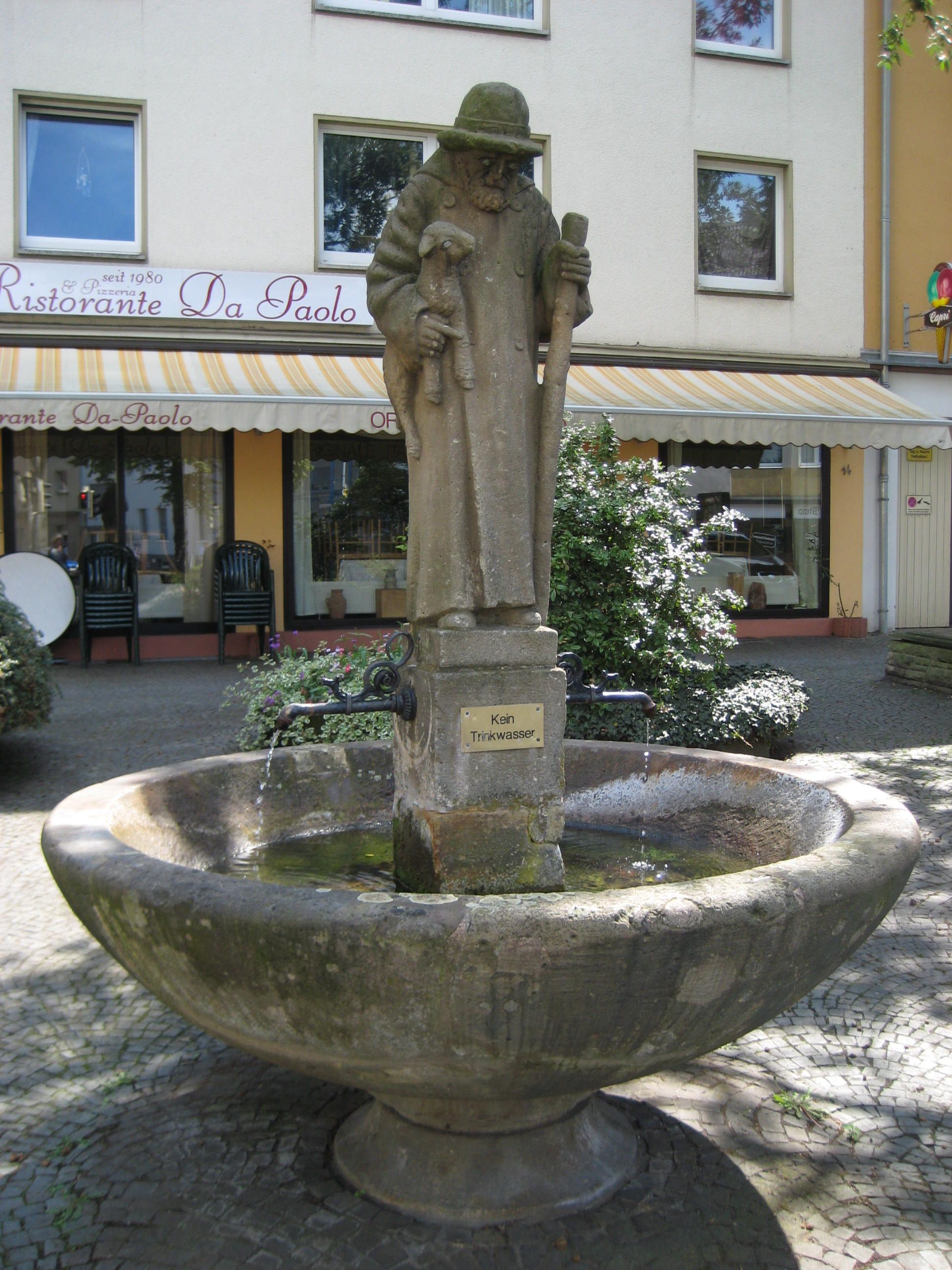
Schäferbrunnen Koordinaten
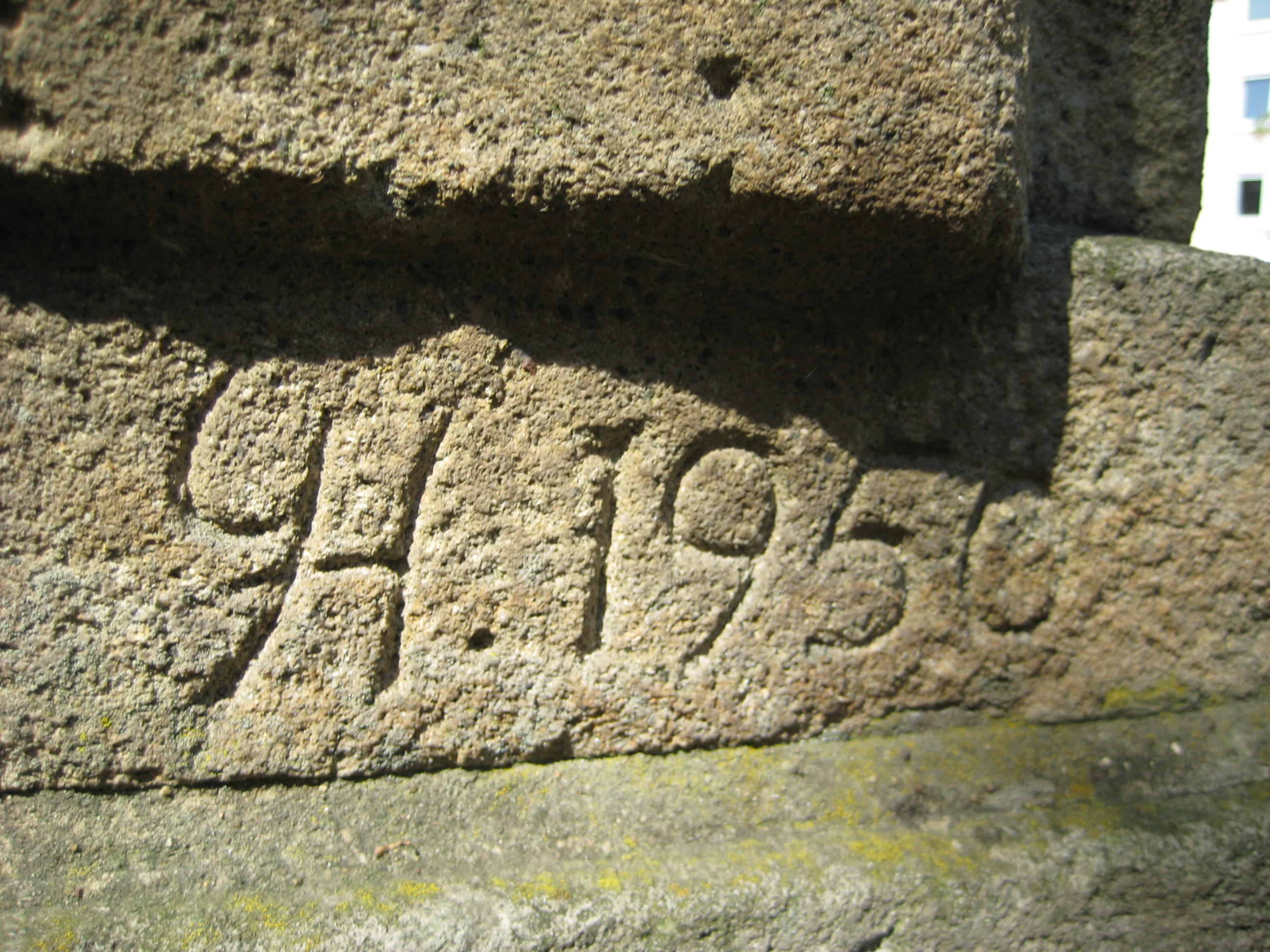
Signatur von Georg Hörnschemeyer

### Johann Janikowski, Windthorst-Denkmal
Das Denkmal für den Politiker Ludwig Windthorst (1812–1891) in Form einer lebensgroßen Bronzestatue wurde von dem Bildhauer Johann Janikowski 2008 geschaffen und an der Südseite des Osnabrücker Doms in unmittelbarer Nähe des Osnabrücker Rads aufgestellt. Auf einer Gedenktafel steht ein bekanntes Zitat Windthorsts: Ich werde das Recht, das ich für die Katholiken und für die katholische Kirche und deren Diener in Anspruch nehme, jederzeit vertreten auch bei den Protestanten und nicht minder bei den Juden. Ich will eben das Recht für alle.

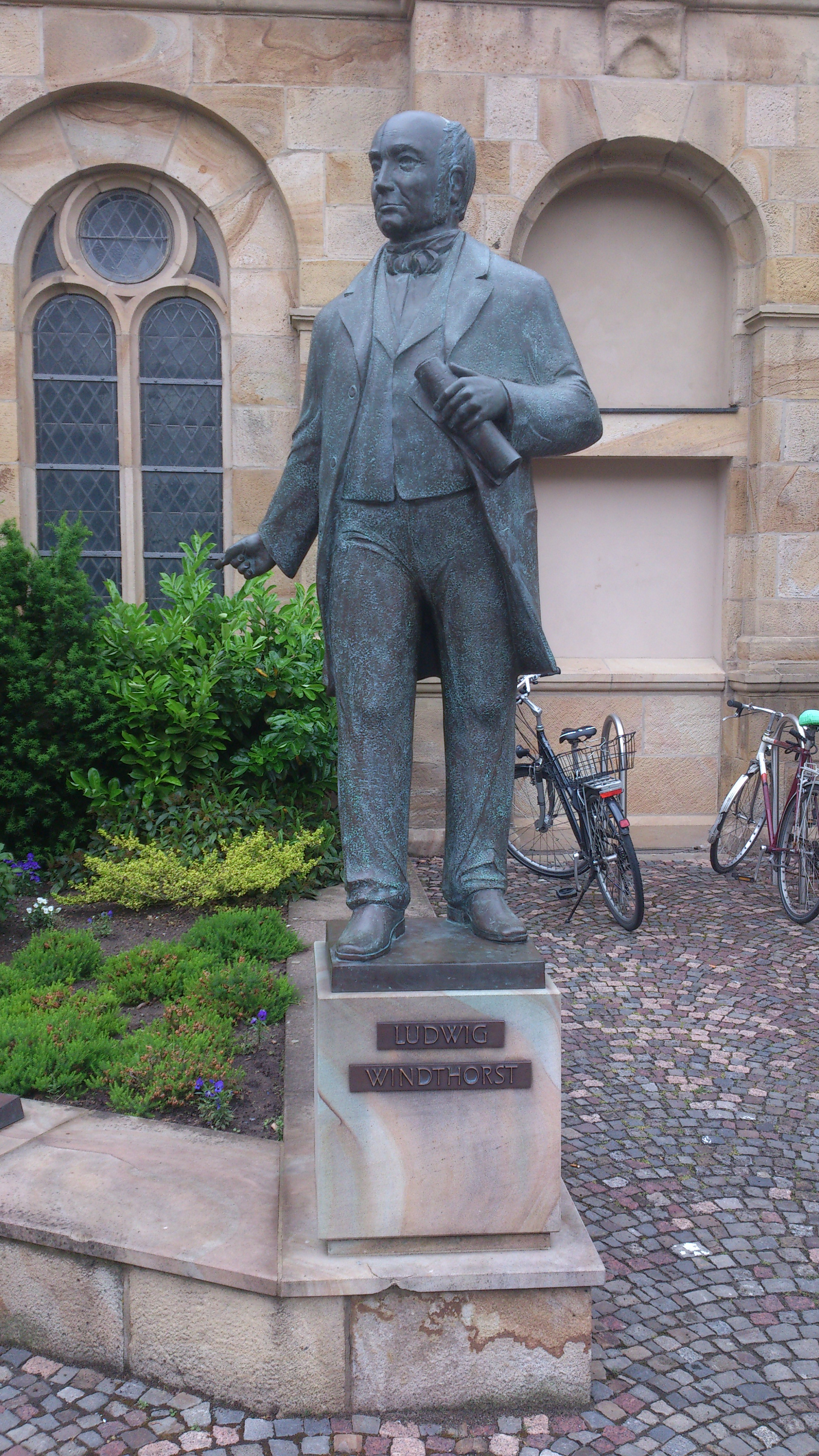
Windthorst-Denkmal, Osnabrück
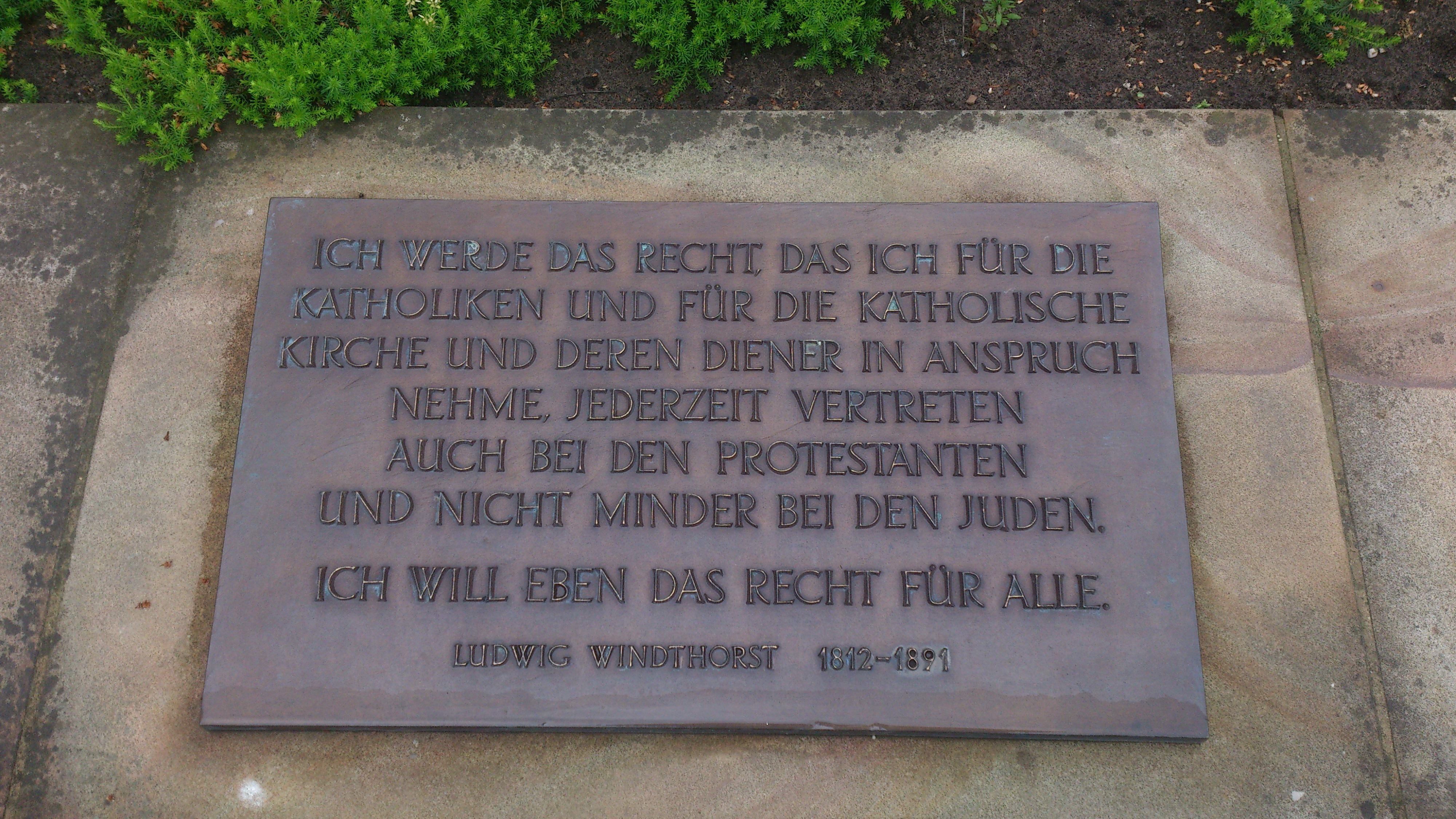
Tafel am Windthorst-Denkmal, Osnabrück

### Friedel Kantaut, ...is watching you
Im öffentlichen Raum der Stadt Osnabrück befindet sich eine Installation Friedel Kantauts (* 1954) an der Mauer der Bahnstrecke Osnabrück–Bremen des E.-M.-Remarque-Rings gegenüber dem Pernickelturm. Die 2,47 mal 3,66 Meter große Installation mit dem Titel ...is watching you aus Siebdruck mit Graffiti und Digitaluhr entstand im Jahr 1993. Sie war ein Kunst-in-der-Stadt-Projekt Kantauts, das in Kooperation mit Michael Thomm (Elektronik) und Nico-Maxim Krämer (Graffiti) entstand. Das Werk ist im Besitz der Stadt Osnabrück. Über weitere Arbeiten Kantauts verfügt in Osnabrück die Artothek der Kunsthalle Dominikanerkirche.

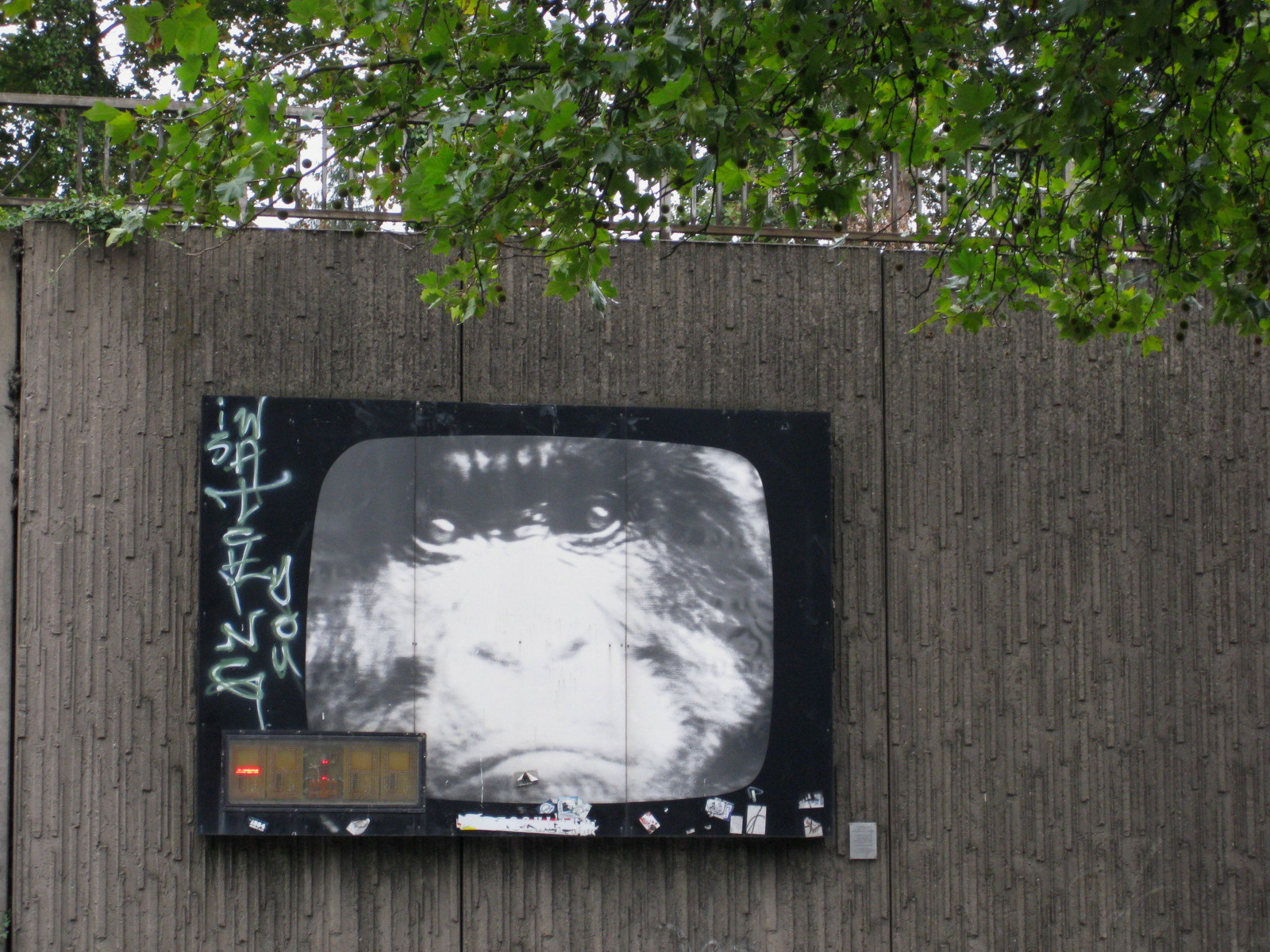
...is watching you, 1993 Koordinaten

### Werner Klenk, Fritz-Wolf-Denkmal
Das Denkmal für den Osnabrücker Karikaturisten Fritz Wolf (1918–2001), der jahrzehntelang für die Neue Osnabrücker Zeitung, den stern und die Frauenzeitschrift Brigitte arbeitete, steht seit 2003 hinter einer Passage zwischen Markt und Domhof, die von der Krahnstraße nach Nordosten führt. Das Denkmal aus Bronze und Marmor wurde von Werner Klenk (* 1942) aus Oelde geschaffen.

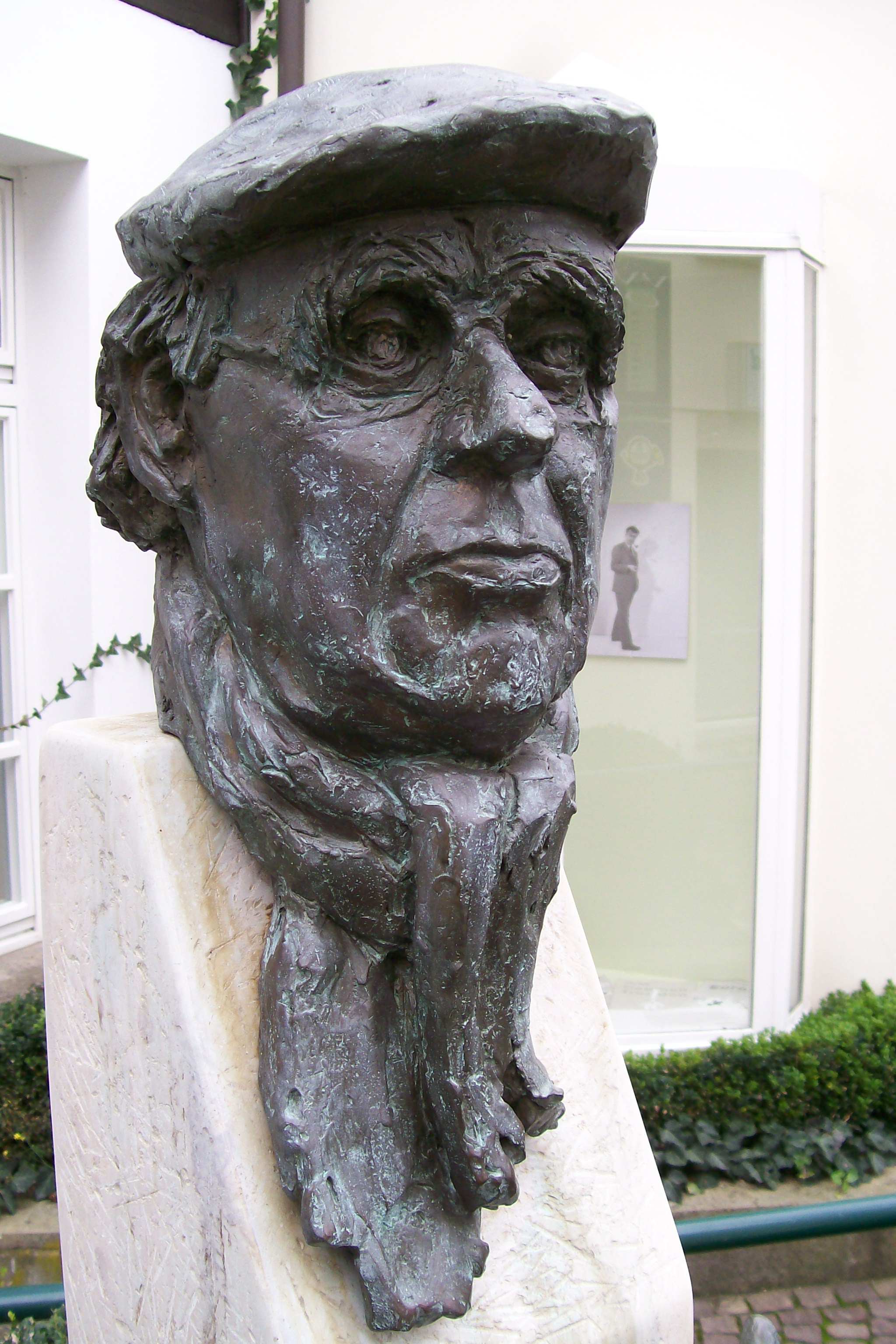
Fritz-Wolf-Denkmal (Detail) Koordinaten
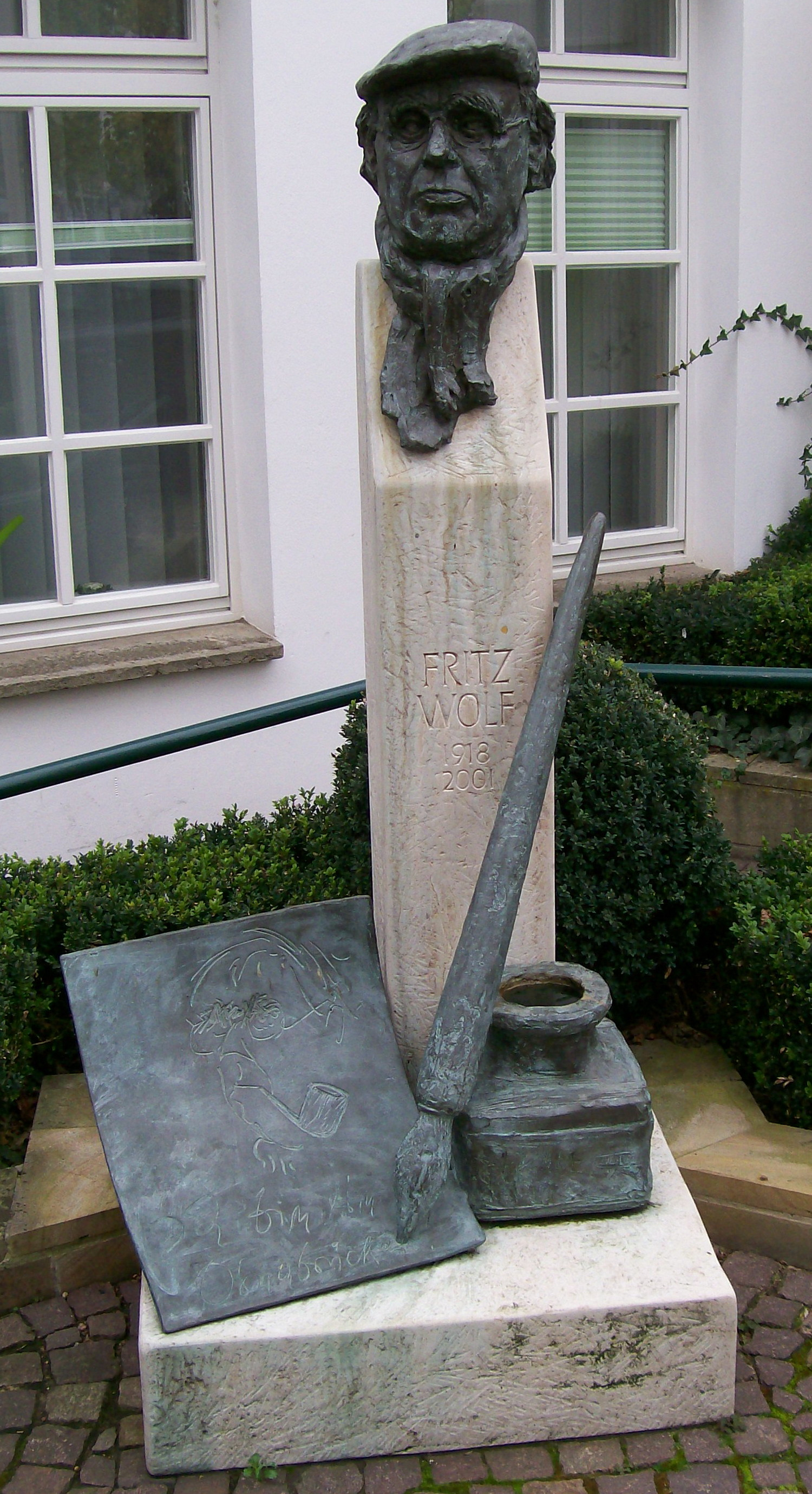
Fritz-Wolf-Denkmal

### Joseph Krautwald, Leidensweg
Auf dem Jüdischen Friedhof, der in einen Teil des Johannisfriedhofs an der Iburger Straße/Magdalenenstraße/Hauswörmannsweg ragt, befindet sich die Sandsteinskulptur Leidensweg von Joseph Krautwald (1914–2003). Die Skulptur steht an der hinteren Ecke der Schmalseite zur Magdalenenstraße.

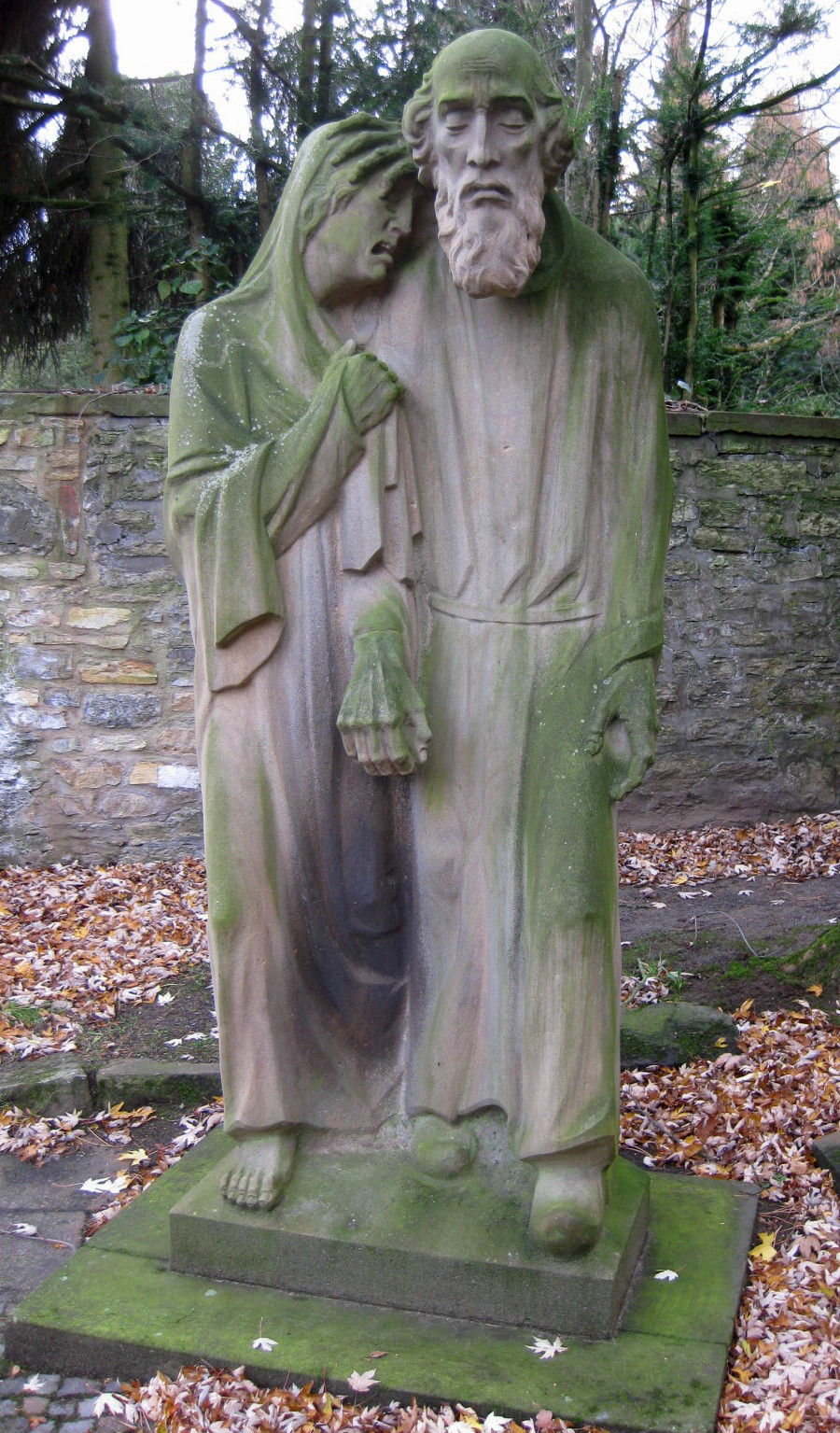
Leidensweg (1951) Koordinaten

### Rainer Kriester, Großer Nagelkopf
Der Große Nagelkopf von 1981/1982 ist eine Bronzeplastik des Bildhauers Rainer Kriester (* 1935 in Plauen; † 2002 in Savona). Sie befindet sich auf der Freifläche südwestlich der Kunsthalle Dominikanerkirche. Kriesters Plastik Großes weißes Kopfzeichen steht in Berlin im Innenbereich des Bundeskanzleramts.

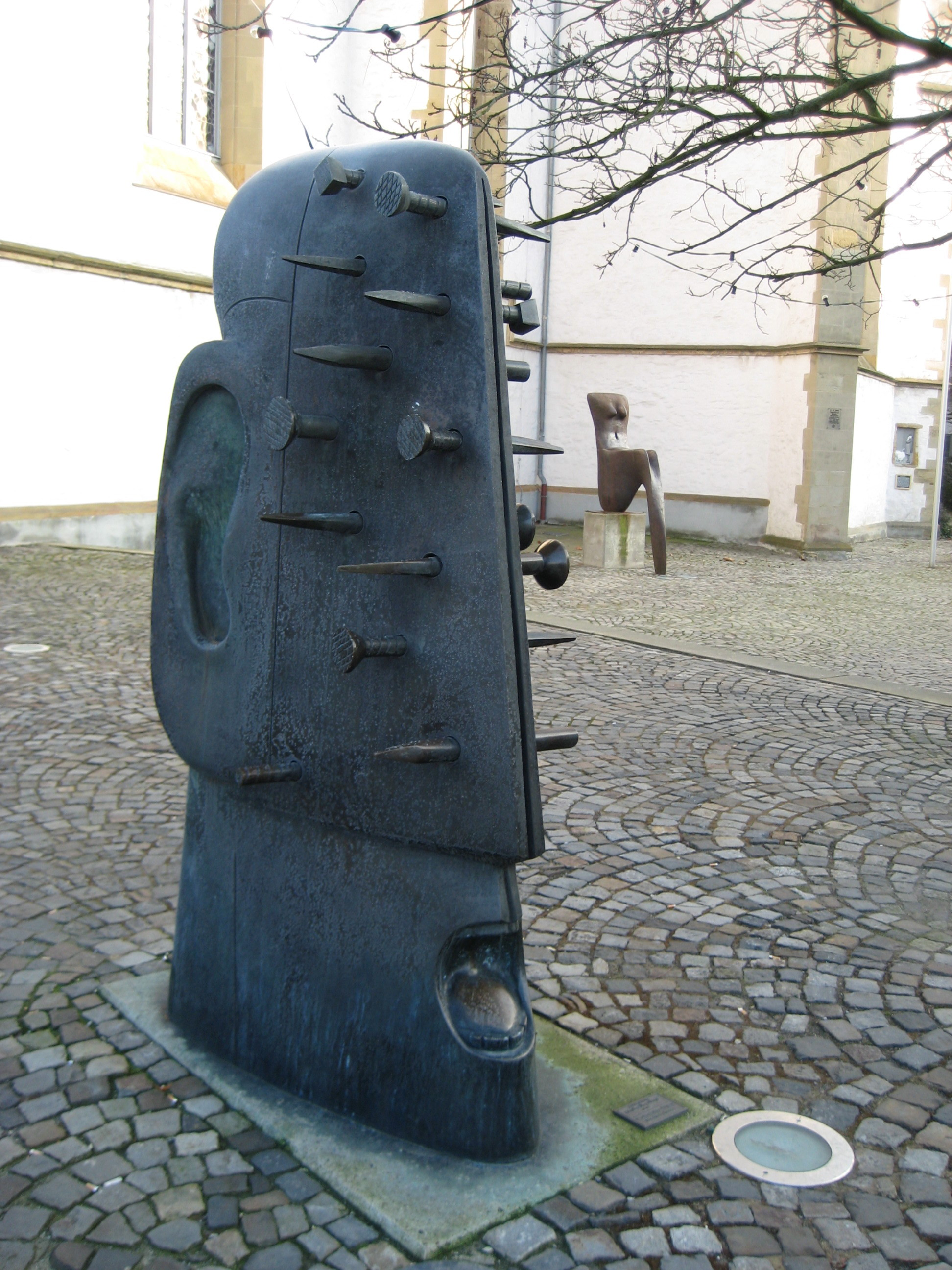
Großer Nagelkopf, 1981/1982 Koordinaten

### Gudrun Kunstmann, Der Hundefreund
Der Hundefreund von Gudrun Kunstmann (1914–1994) wurde vom ehemaligen Zoodirektor Dr. Wolf Everts gestiftet. Es steht im Zoo Osnabrück auf der Innenseite des Eingangsgebäudes.

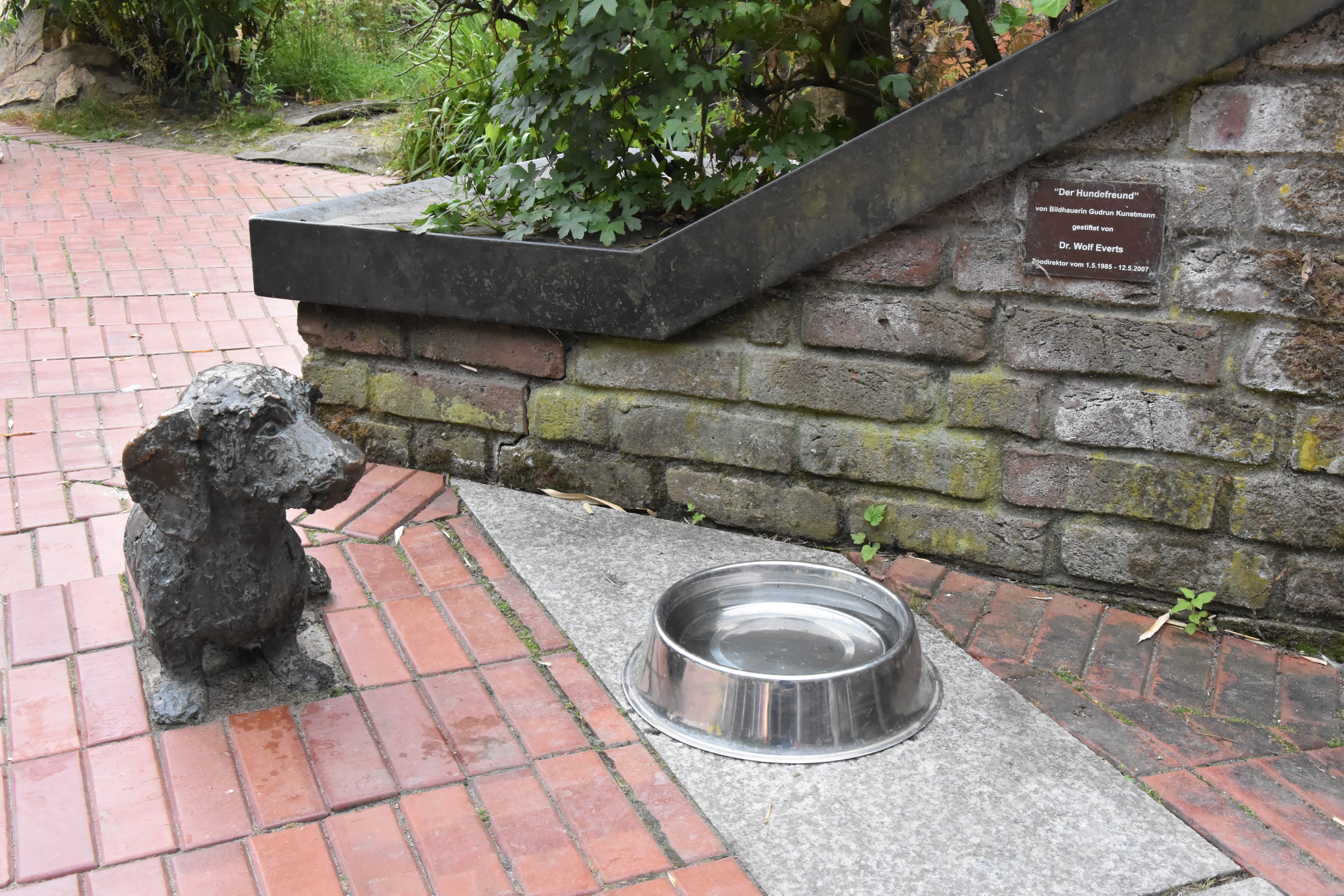
Der Hundefreund Koordinaten

### Kurt Lehmann, Knabe mit Taube
Der Knabe mit Taube aus Bronze von Kurt Lehmann (1905–2000) steht am Rande des Osnabrücker Neumarkts.

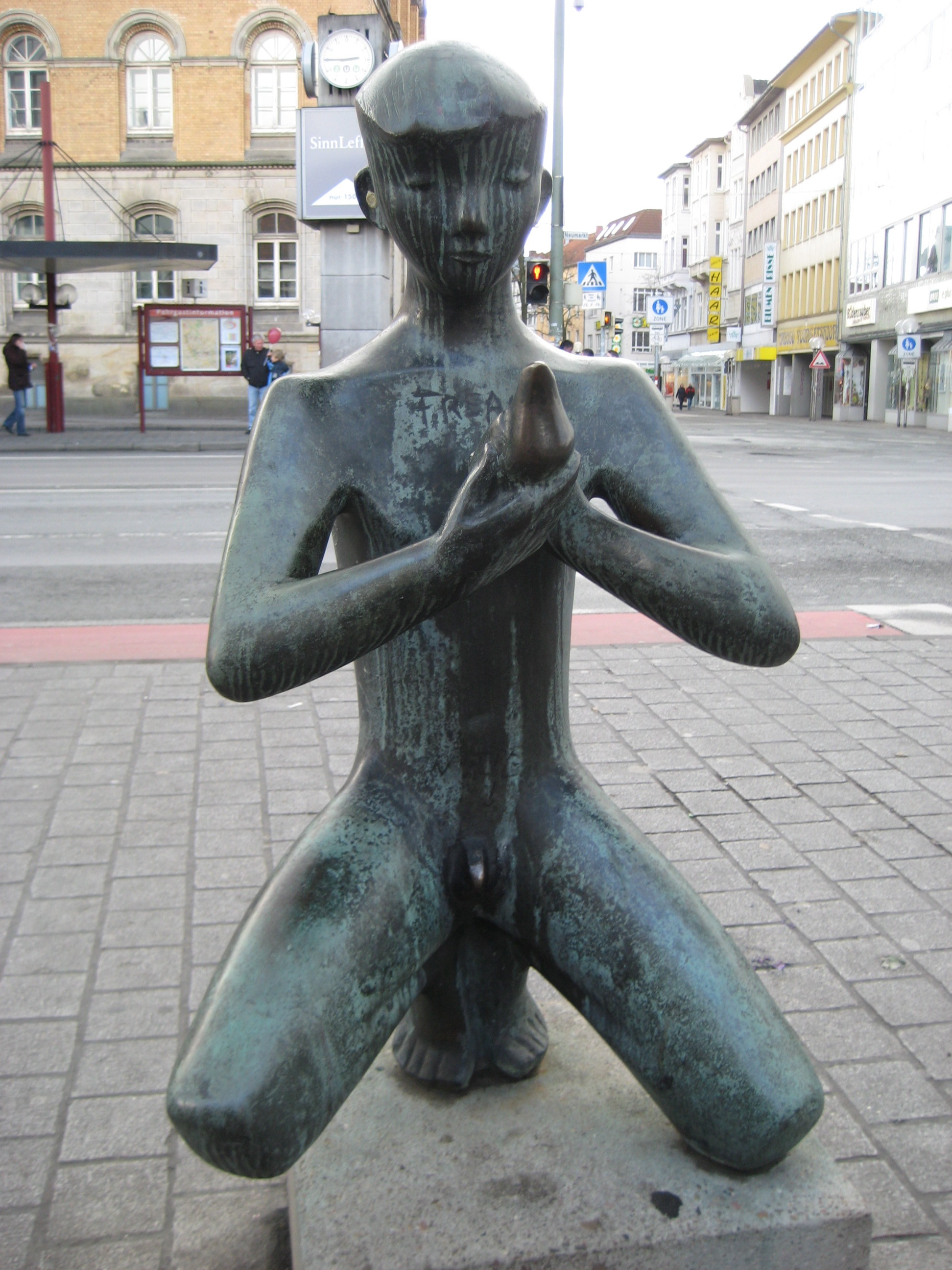
Knabe mit Taube, 1958 Koordinaten

### Heinz Mack, Identifikationsplastik
Heinz Mack (* 1931), Mitbegründer der Düsseldorfer Künstlergruppe ZERO, schuf 1979 das in Osnabrück als Identifikationsplastik bekannte Kunstwerk aus geschliffenem und poliertem Edelstahl. Es befindet sich im Schlossgarten zwischen dem Osnabrücker Schloss und der Stadthalle. Im Februar 2021 sagte Mack der Neuen Osnabrücker Zeitung: „Der Titel ‚Identifikationsplastik‘ ist […] Quatsch, der stammt nicht von mir. Den hat irgendjemand erfunden.“ Er beklagte außerdem, dass die Skulptur „in keinem guten Zustand“ sei und forderte: „Dann sollte man sie besser entsorgen, anstatt dass man sie als Ruine stehenlässt“.

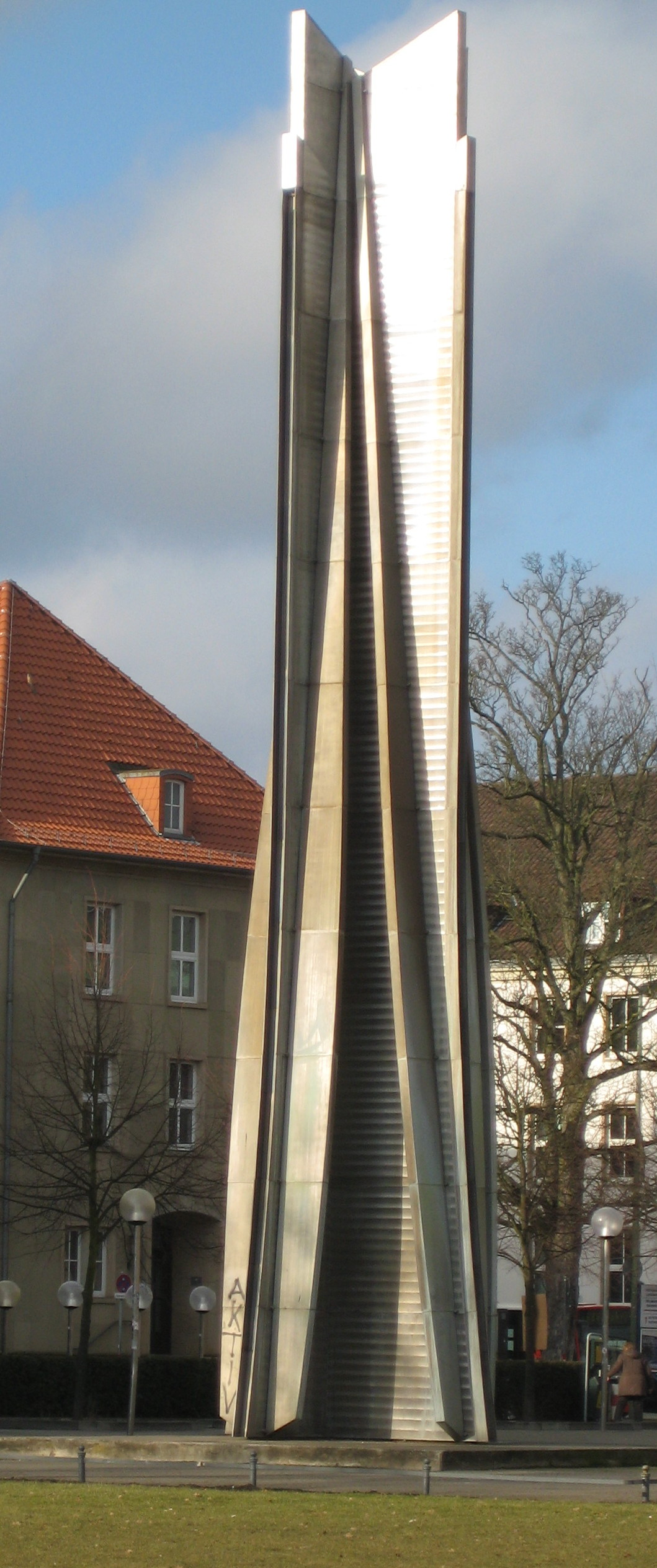
Identifikationsplastik, 1979 Koordinaten

### Tud Majores, Der Stahlarbeiter
Tud Majores’ (1908–2004) Bronzeskulptur Der Stahlarbeiter (auch Schmied mit der Kurbelwelle) ist eine Arbeit von 1952/1953. Sie stand ursprünglich am Gewerkschaftshaus am Neuen Graben. Seit 2003 befindet sie sich auf dem August-Bebel-Platz vor dem Neubau des Gewerkschaftshauses in der Nähe des Osnabrücker Hauptbahnhofs.

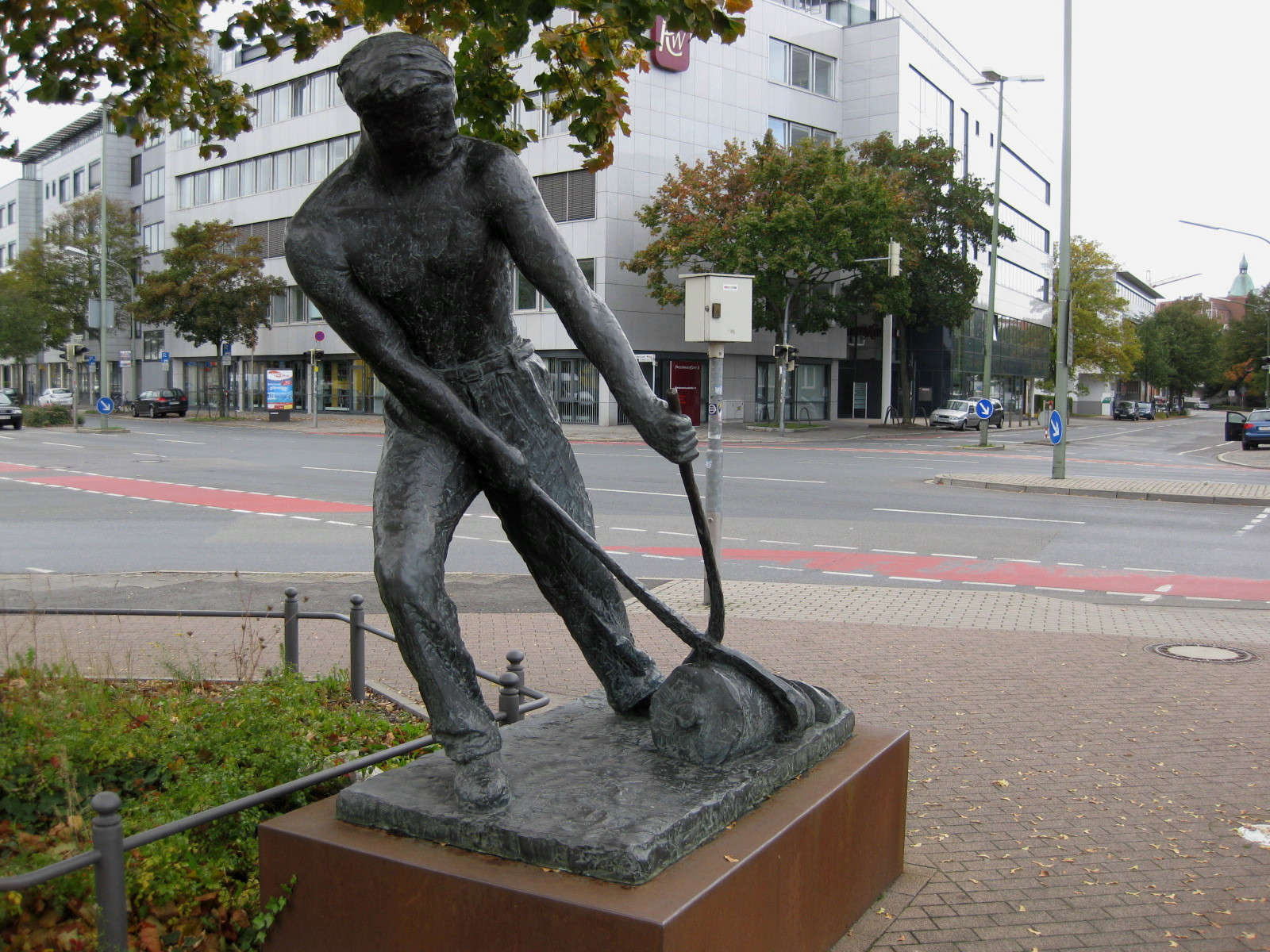
Der Stahlarbeiter (1952/1953) Koordinaten

### Gerhard Marcks, Der Gefesselte
Der Gefesselte von Gerhard Marcks (1889–1981) ist eine Arbeit von 1963/1964. Die Basalt-Plastik trägt die Inschrift „Den Opfern - Für Wahrheit und Freiheit“. Sie befindet sich neben der Kunsthalle Dominikanerkirche auf dessen südwestlicher Seite zur Bierstraße.

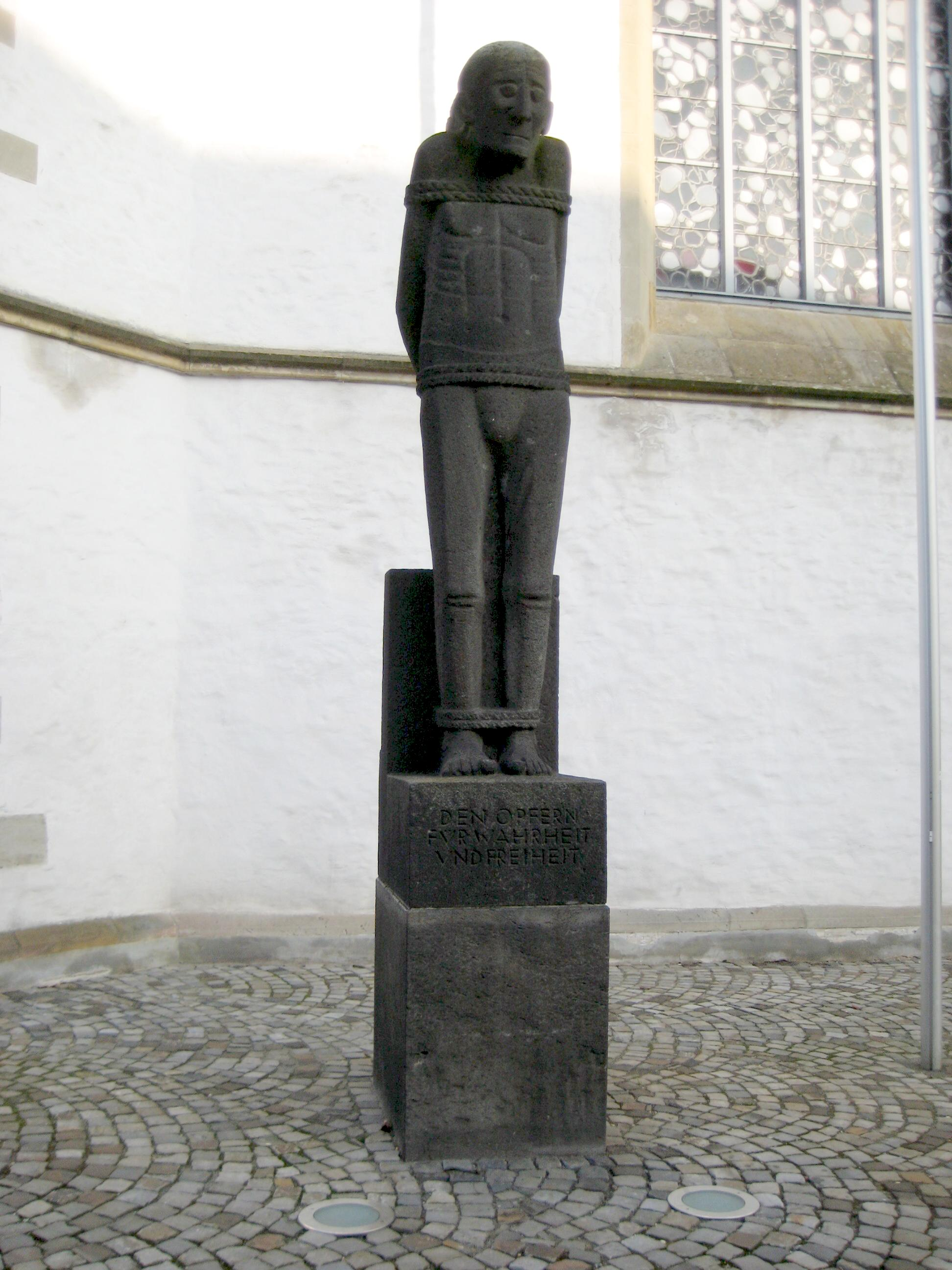
Der Gefesselte, 1963/1964 Koordinaten

### Walter Mellmann
Der so genannte Tränenbrunnen von Walter Mellmann (1910–2001) ist ein Wasserspiel in der Großen Straße/Georgstraße. Die Arbeit aus Bronze auf Granitplatten schuf Mellmann 1973. Ebenfalls aus den 1970er Jahren stammt ein weiteres Werk von Mellmann im Öffentlichen Raum der Stadt, die Geschwister aus Bronze. Es befindet sich an der Kreuzung Hasetorwall/Stüvestraße. Mellmann, der ab 1933 als freischaffender Künstler in Osnabrück arbeitete, wurde auch als Krippenschnitzer bekannt. Er gehört zu den Schnitzern der aus einem Holzstock gefertigten Osnabrücker Blockkrippen. Seine bekannteste Krippe aus dem Jahr 1947 befindet sich in St. Johann.

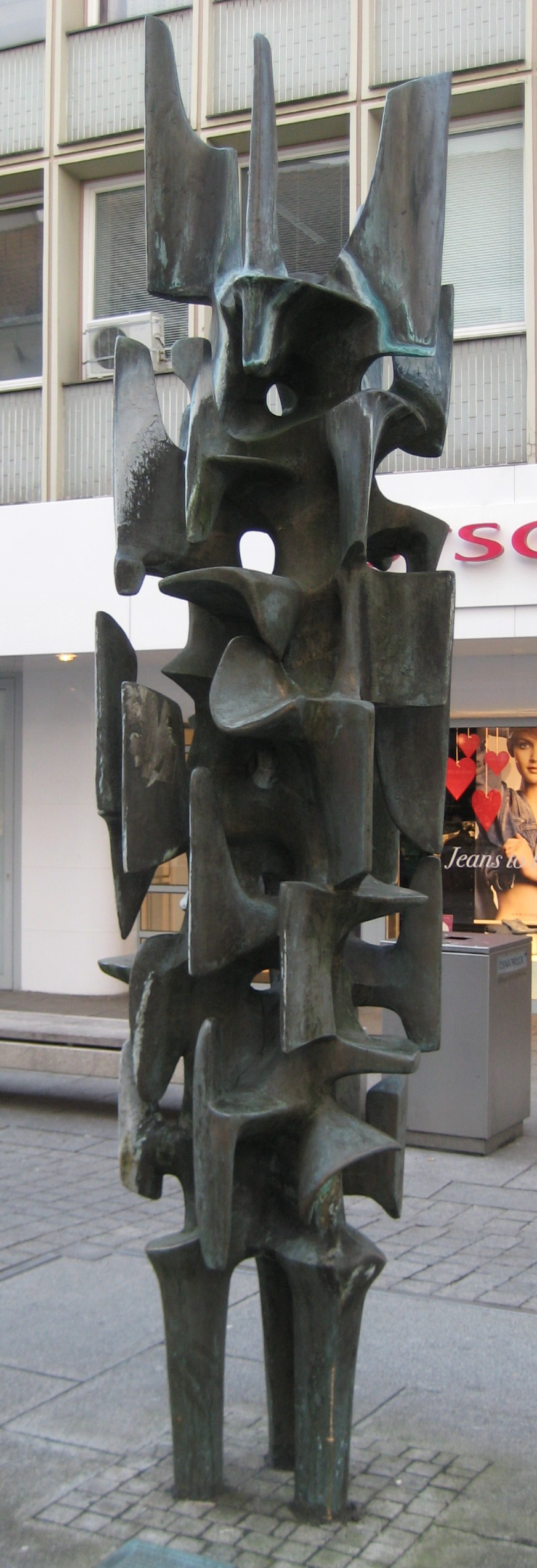
Tränenbrunnen, 1973 Koordinaten
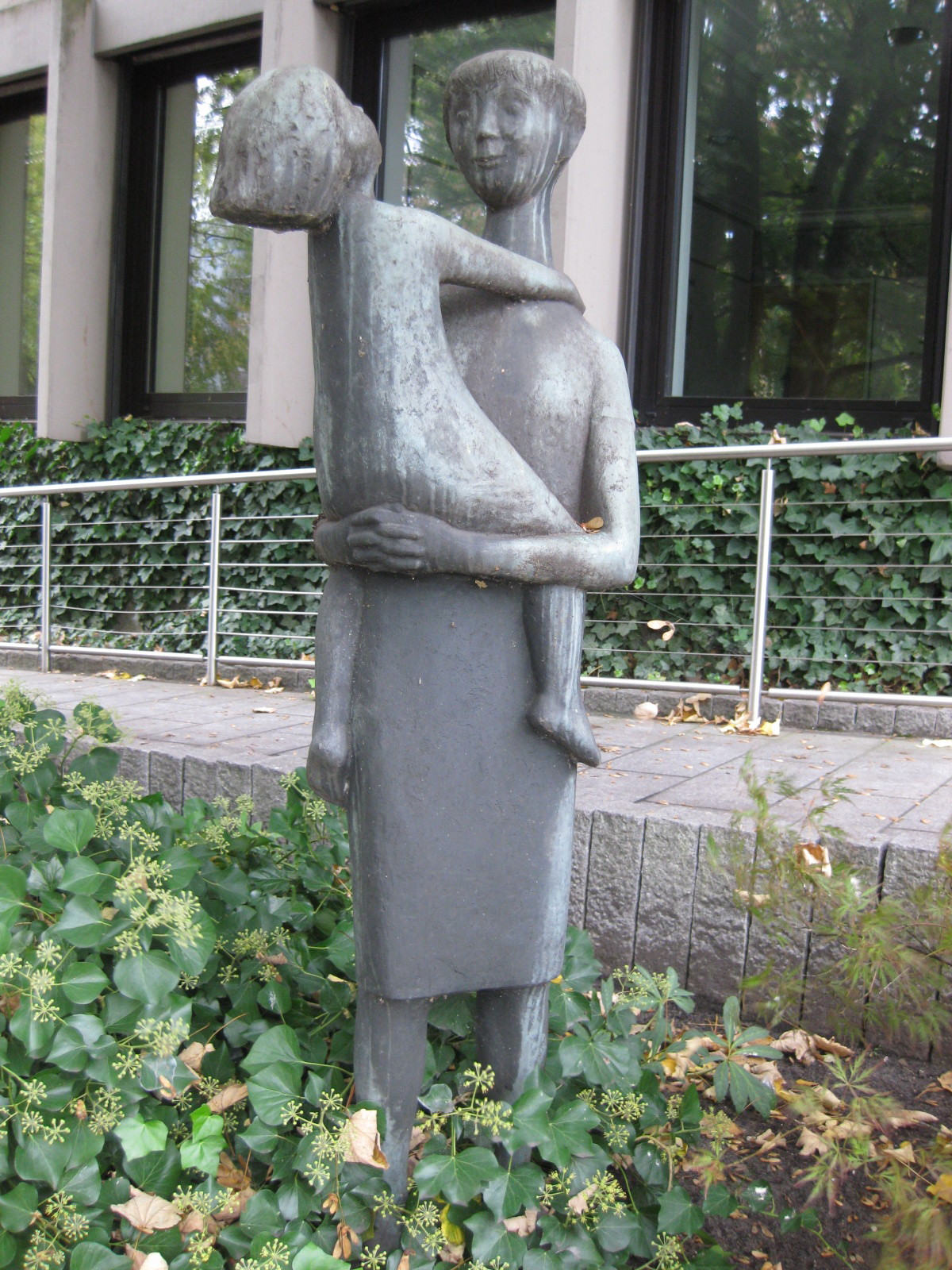
Geschwister, 1970er Jahre Koordinaten

### Petra Murray, Osnabrücker Bürger und Gäste
Die Stele Osnabrücker Bürger und Gäste aus Keramikfliesen auf einem Backsteinsockel steht auf dem Platz neben dem Ledenhof unweit des Osnabrücker Schlosses. Sie wurde 1982/1983 von der Keramikgestalterin Petra Murray (* 1957) geschaffen.

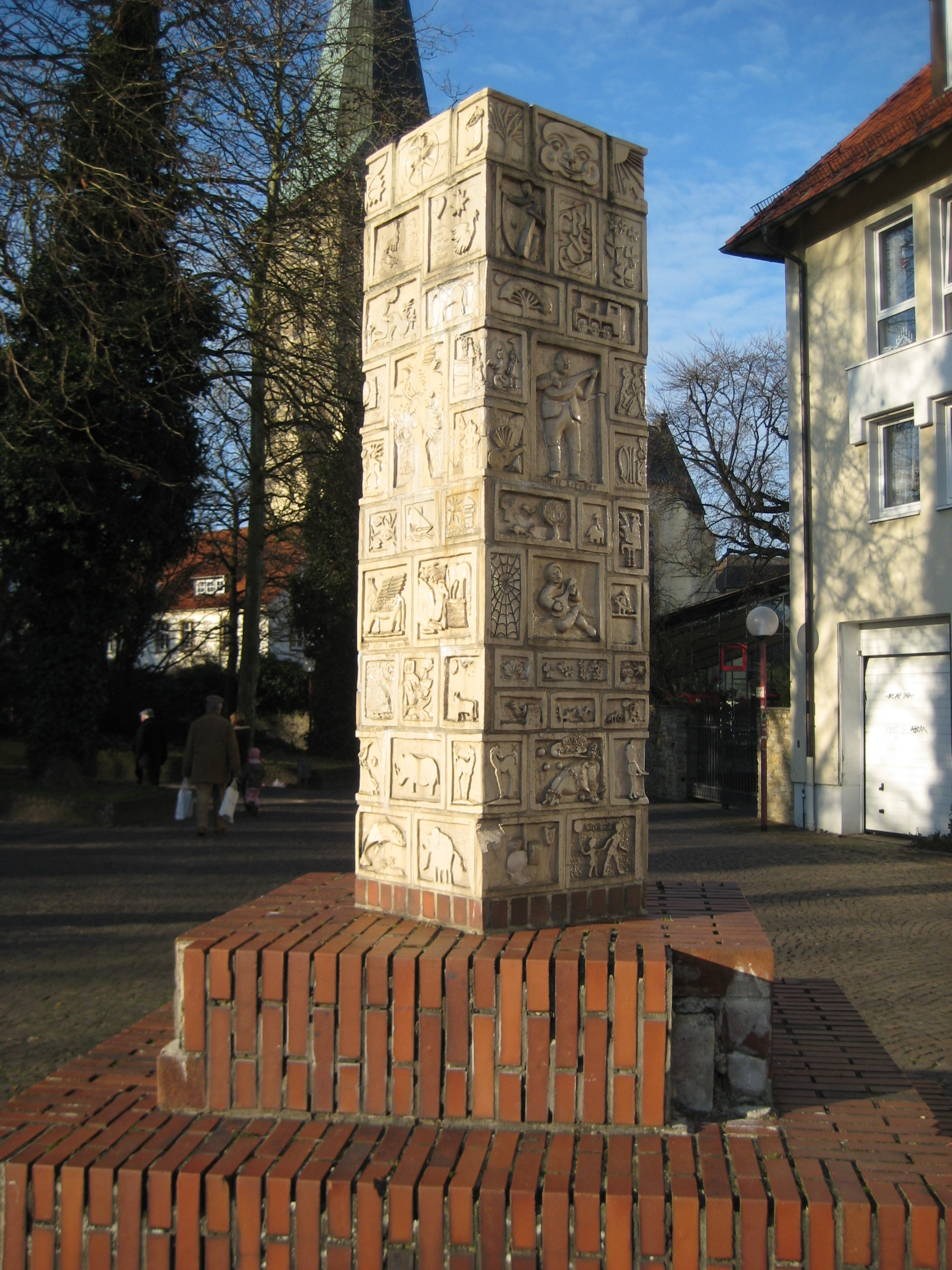
Osnabrücker Bürger und Gäste Koordinaten
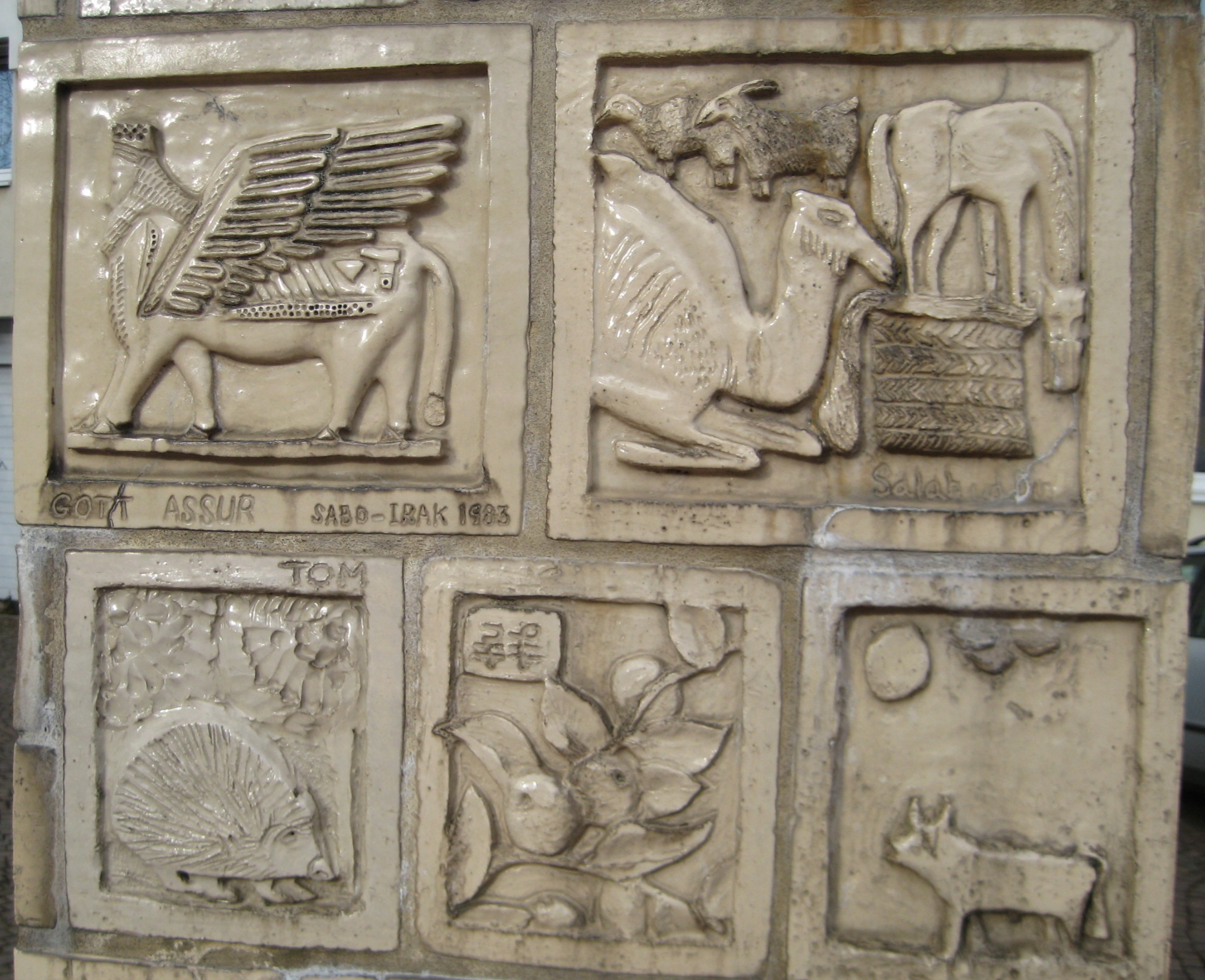
Detail

### Claire Ochsner, Solara
Im Garten des Osnabrücker Schlosses steht die Plastik Solara der Schweizer Künstlerin Claire Ochsner (* 1948). Das Werk aus bemaltem Polyester ist beweglich; die Energie liefern Solarzellen. Die sieben Meter hohe Skulptur wurde 1999 aus Anlass einer Umweltmesse aufgestellt und sollte anschließend wieder entfernt werden. Eine Schulklasse sammelte Unterschriften für den Verbleib.

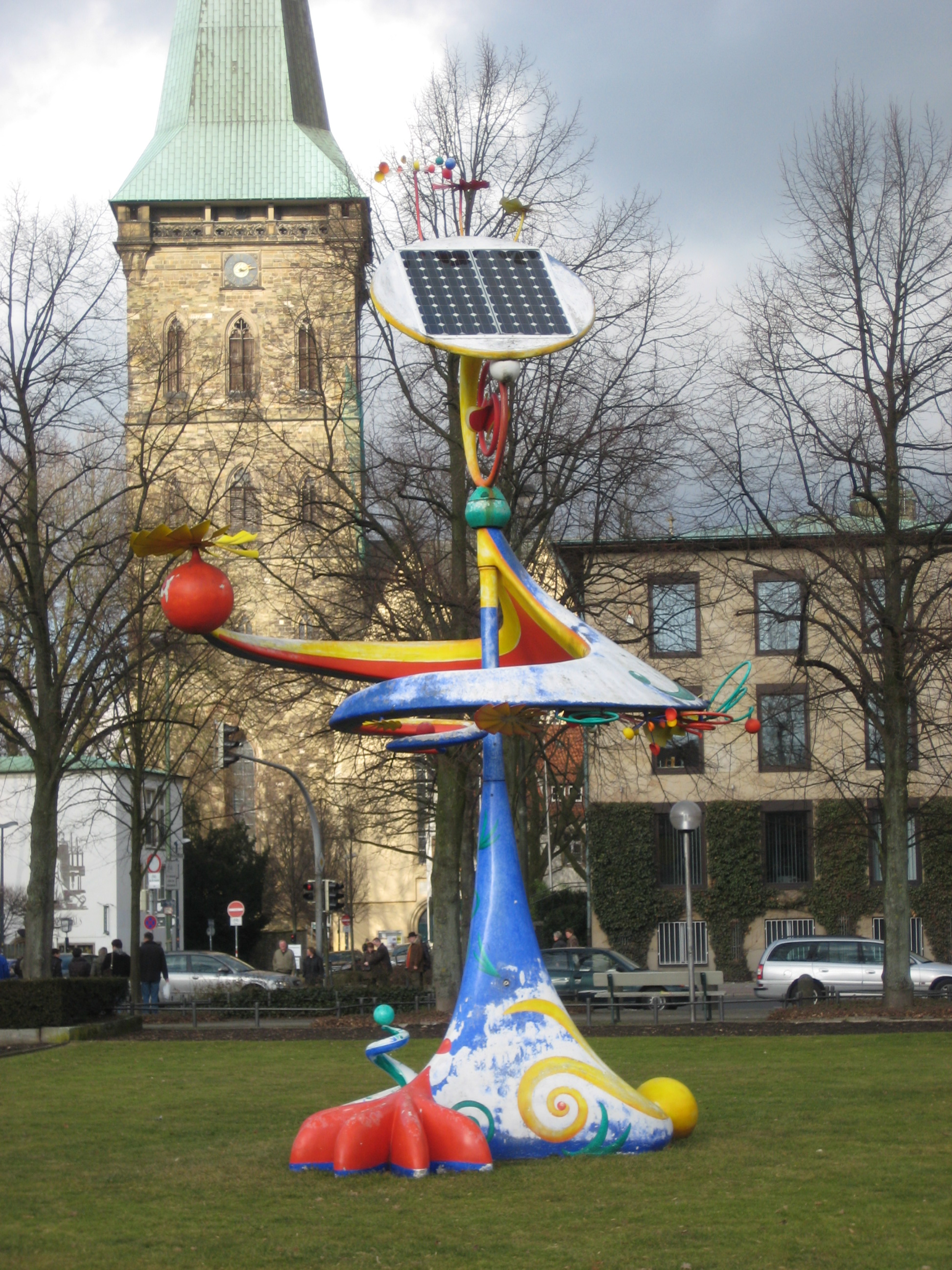
Solara, 1998 Koordinaten

### Dennis Oppenheim, Battle Drums
Auf dem Theodor-Heuss-Platz vor dem Hauptbahnhof steht die 2009 vom Künstler Dennis Oppenheim (1938–2011) geschaffenen Installation „Battle Drums“. Sie wurde zum 2000-jährigen Jubiläum der Varusschlacht dort aufgestellt.

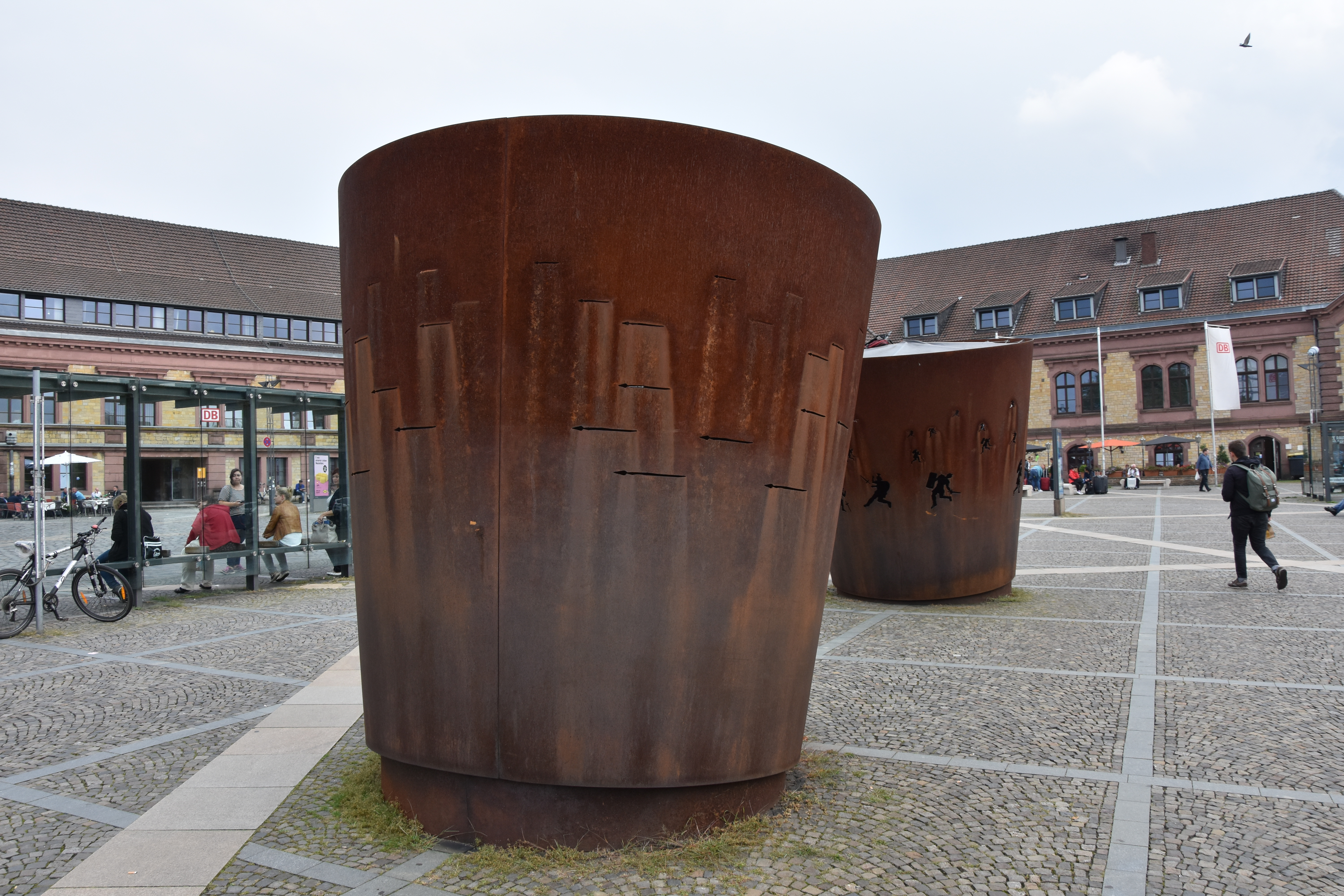
Battle Drums, 2009 Koordinaten

### Waldemar Otto, Mann im November
In der Osnabrücker Innenstadt ist Waldemar Otto (1929–2020) mit seiner Plastik Mann im November vertreten. Die Bronzeplastik steht in der Großen Straße.

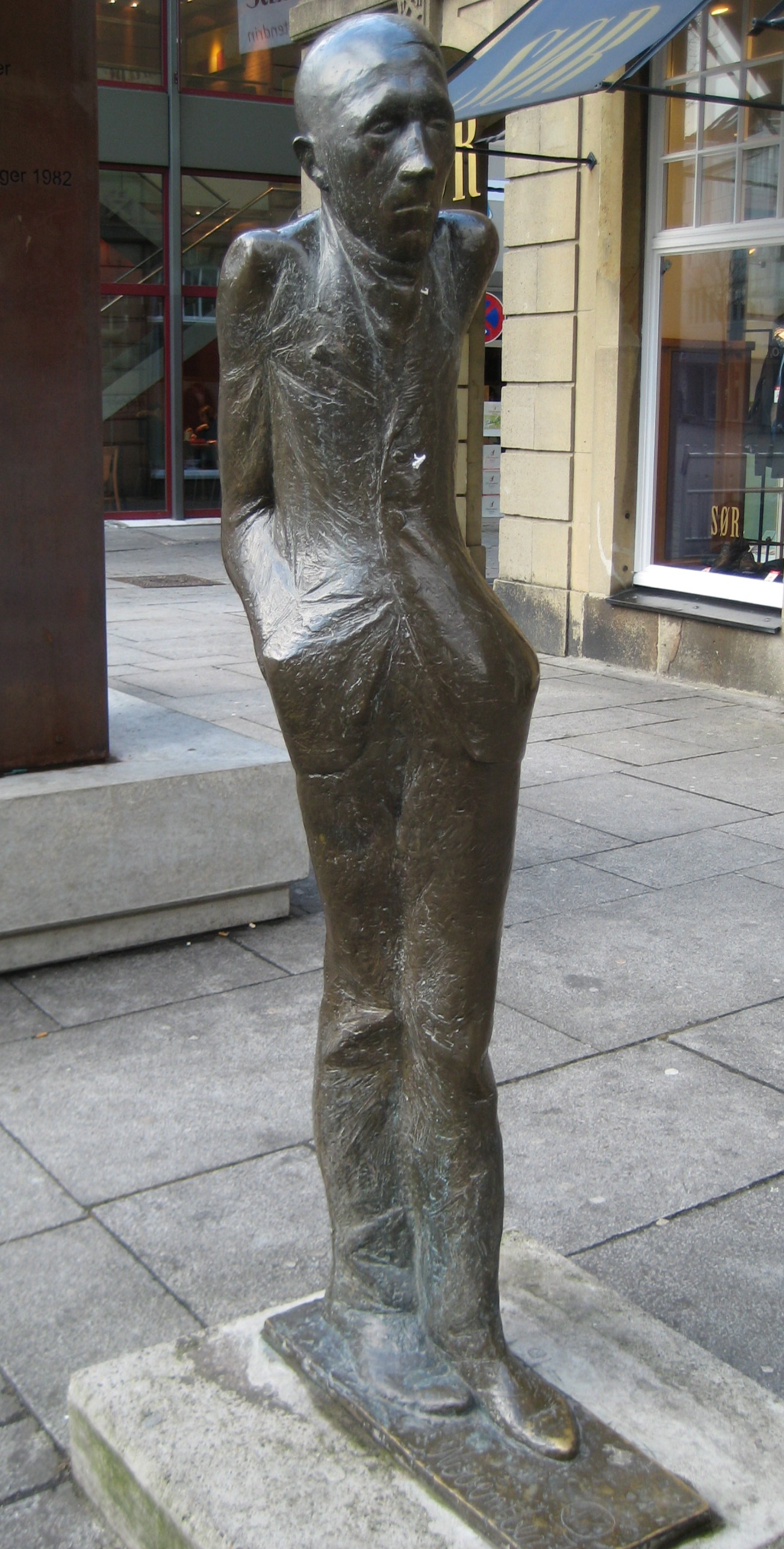
Mann im November, 1974 Koordinaten

### Rolf Overberg
Mit einer Reihe von Werken ist auch der Keramikkünstler Rolf Overberg (1933–1993) in seiner Heimatstadt Osnabrück vertreten. Zu ihnen gehören die Ossenbrügge am Kamp in der Innenstadt, die den niederdeutschen Namen der Stadt thematisiert, und die Eule an der Schloßstraße/Schloßwall.

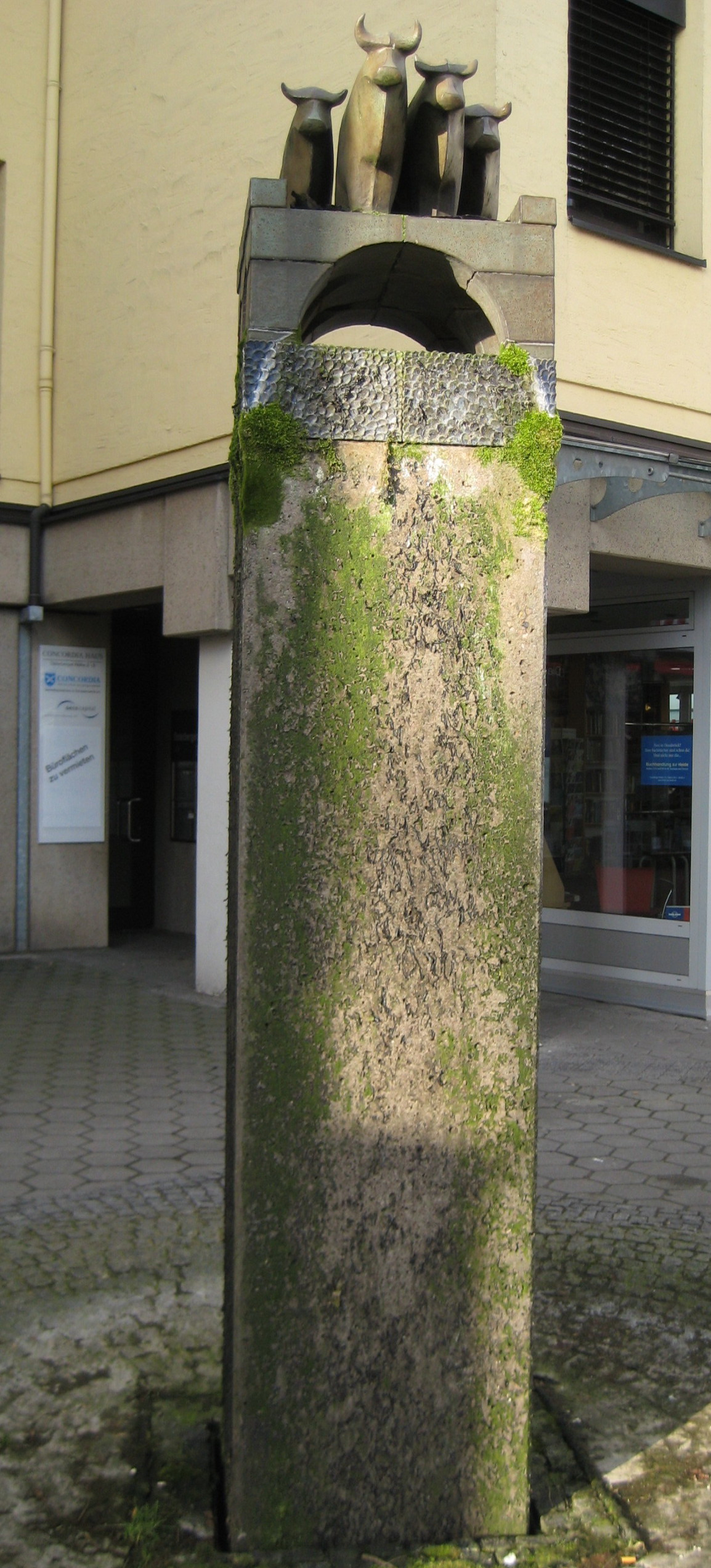
Ossenbrügge, Keramik auf Betonstele, 1983 Koordinaten
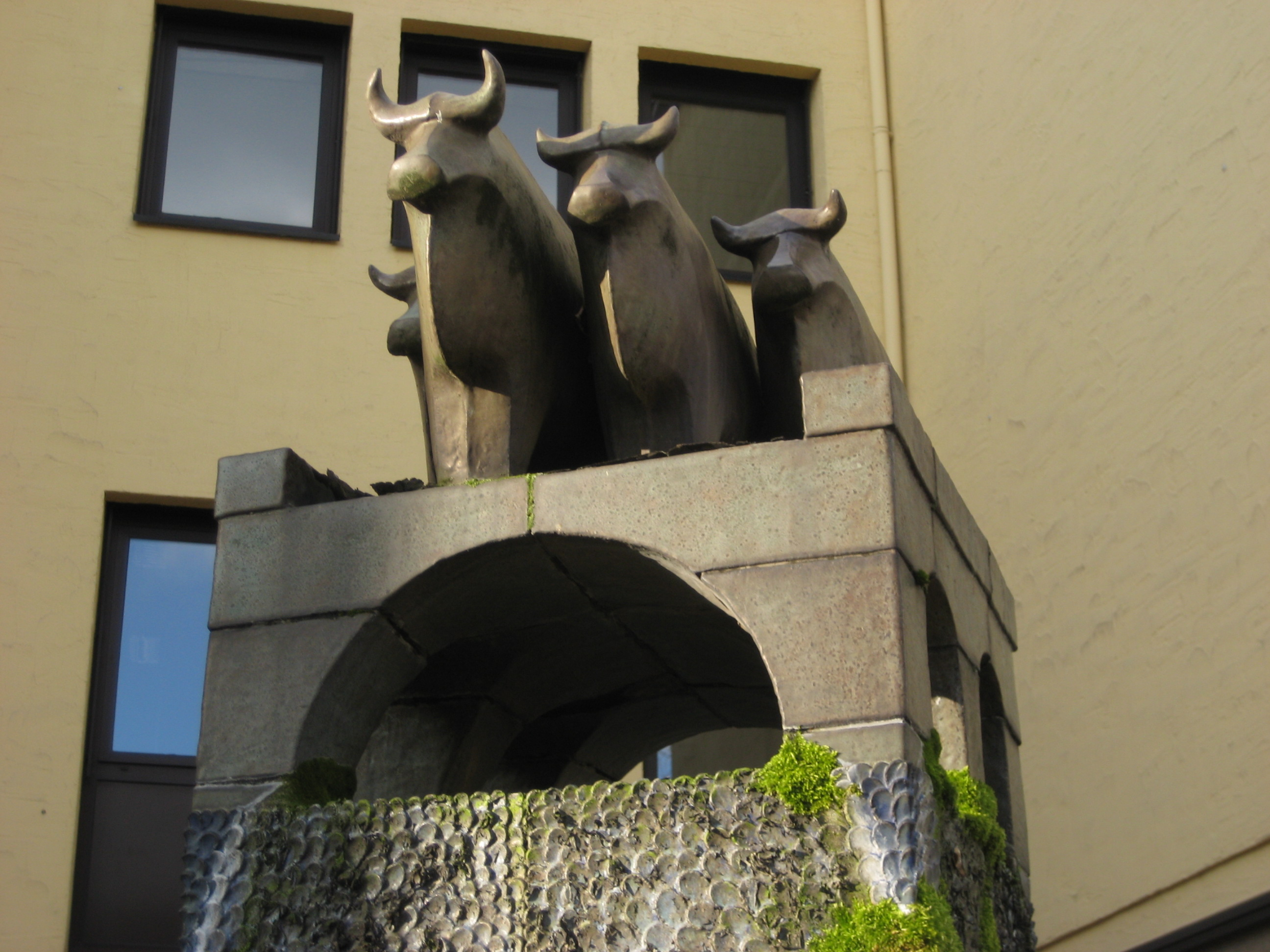
Detail der Ossenbrügge
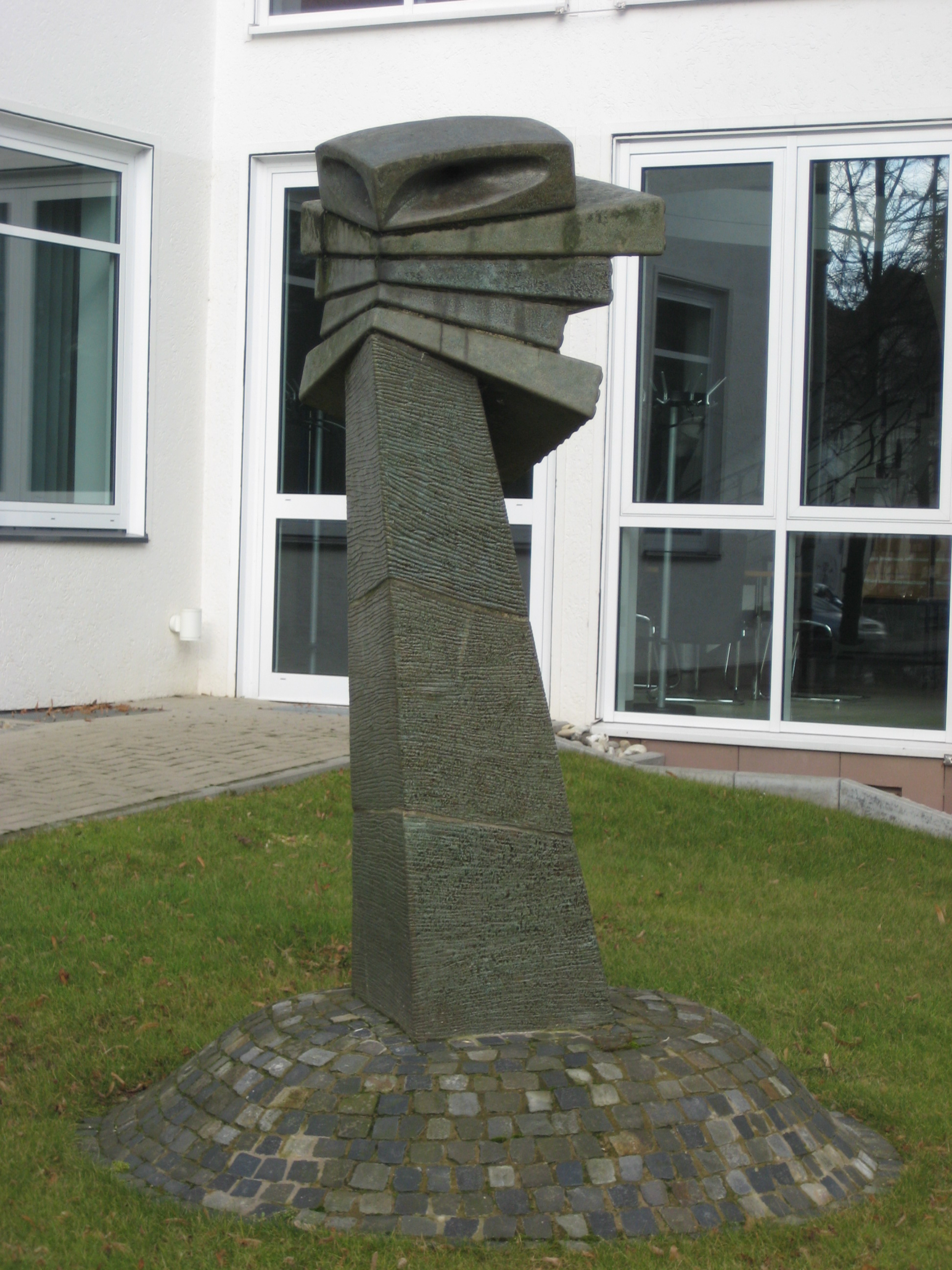
Eule, 1987 Koordinaten

### Jochen Piepmeyer, Echo
Im Schlossgarten wurde 1989 die Plastik Echo von Jochen Piepmeyer (* 1944) aufgestellt. Sie besteht aus lackiertem Holz.

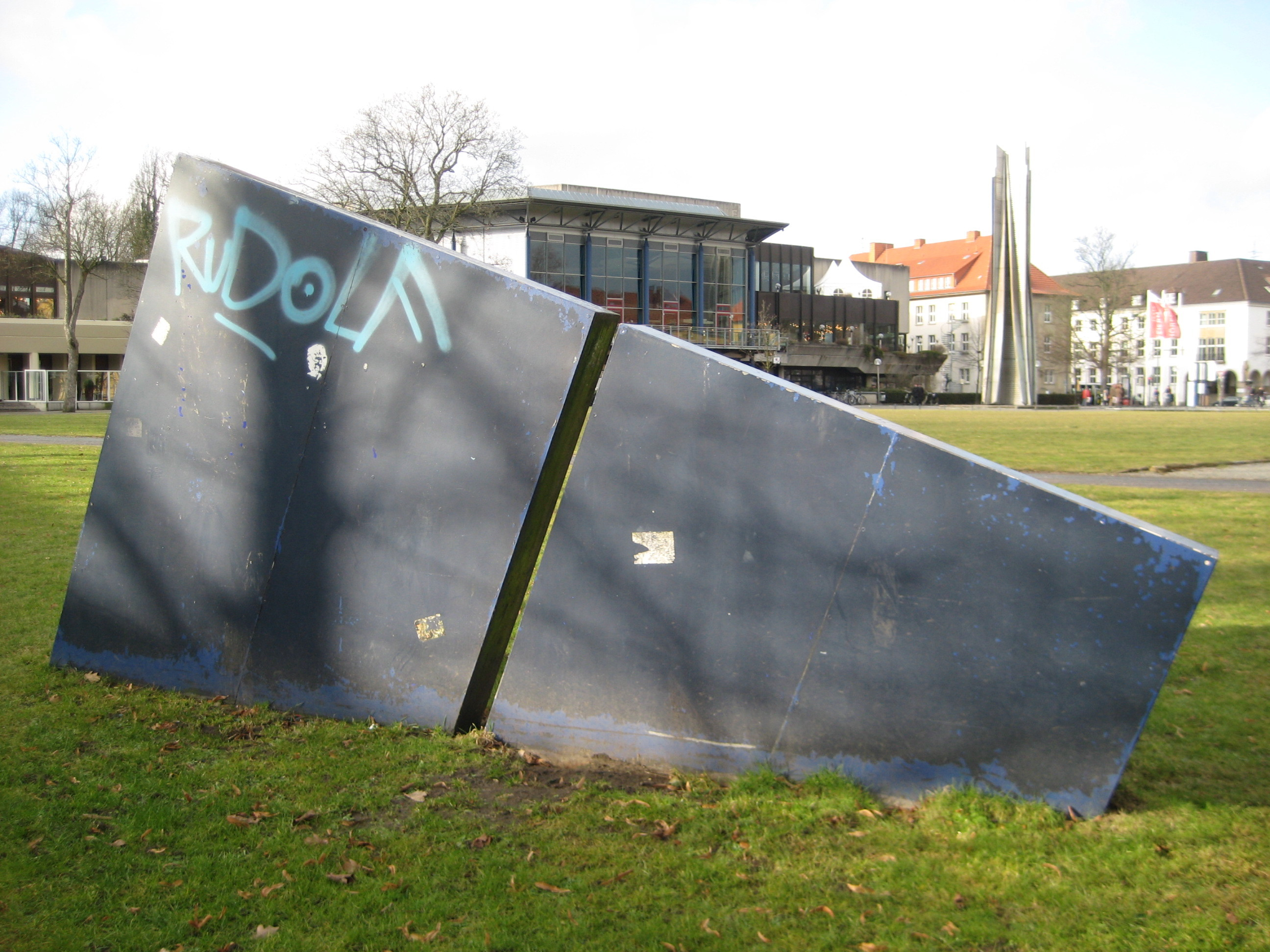
Echo, 1991 Koordinaten

### Stefan Pietryga
An der Straßenkreuzung Fürstenauer Weg/Süberweg in Osnabrück-Pye befindet sich das im Jahr 2000 aufgestellte Kunstwerk „dem Berg seine Spitze zurück geben“ von Stefan Pietryga (* 1954).

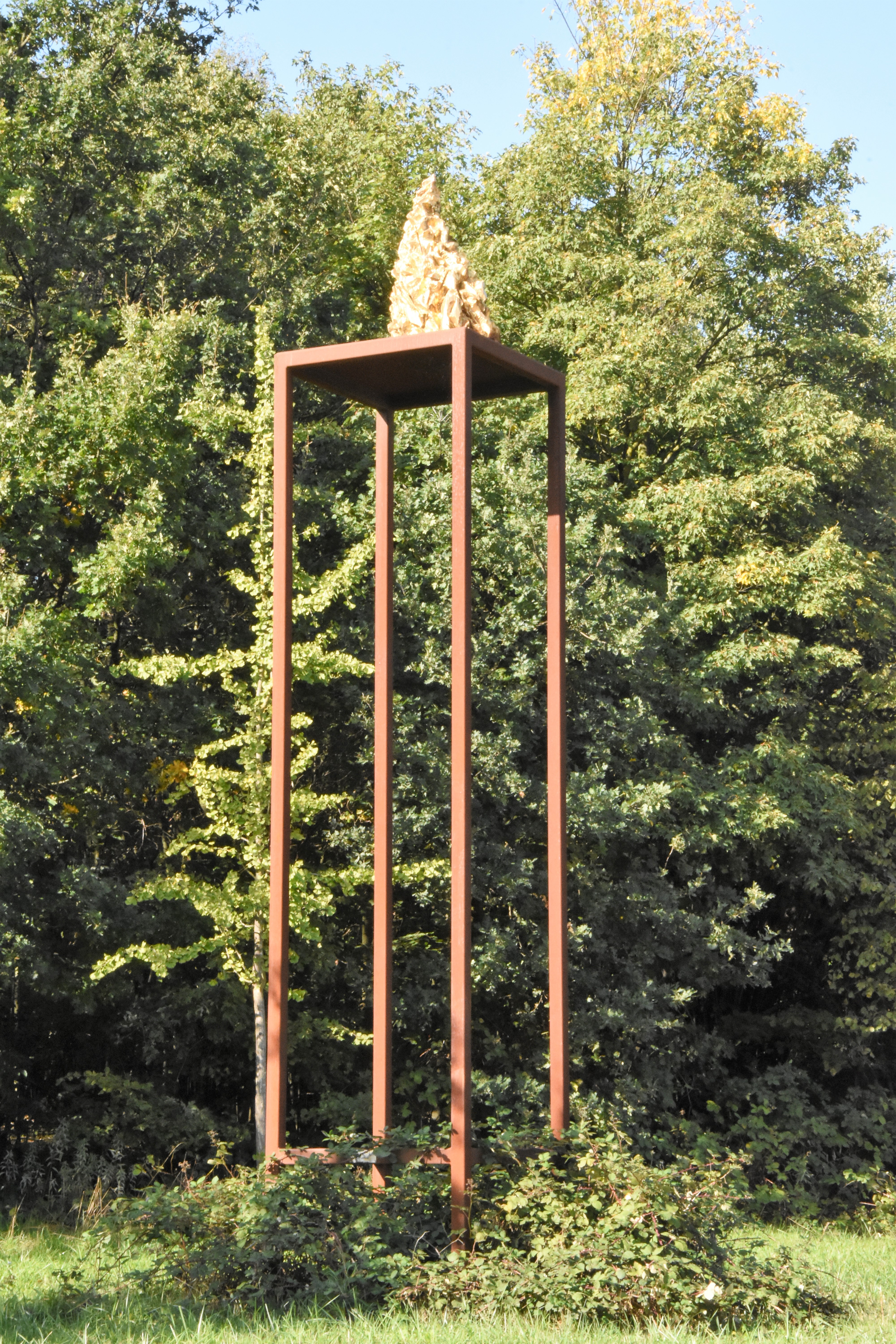
„dem Berg seine Spitze zurück geben“, 2000 Koordinaten

### Hans Gerd Ruwe
Der Bildhauer Hans Gerd Ruwe (1926–1995) schuf eine Vielzahl von Plastiken und Brunnenanlagen für seine Heimatstadt Osnabrück. Sein bekanntestes Werk in der Stadt ist der Bürgerbrunnen. Sein Steckenpferdreiter auf der Ostseite der Katharinenkirche ist dem Brauch des Osnabrücker Steckenpferdreitens gewidmet. Die Plastik Der Spezialist wird volkstümlich auch Till Ossenbrügge oder „Rohrbruchbrunnen“ genannt. Der Schäfer an der Tränke (1983) steht neben der Klosterkirche des Klosters Gertrudenberg. Der Mann mit Laute befindet sich in der Grünanlage am Riedenbach südlich des Schölerbergs zwischen der Ameldungstraße/Pattbrede und der Schölerbergstraße. Am Vitihof (Nähe Hasestraße) steht die Brunnenanlage Die Waschfrau (1983). Im Osnabrücker Zoo stehen seine Bronze-Plastiken Seeadler (Ende der 1960er/Anfang der 1970er Jahre), Puma (1978), Tiergericht (1978) und Entenbaum (1990er Jahre). Dort befindet sich auch ein Gedenkstein für Wilhelm Karmann, der das Südamerikahaus gestiftet hatte. Ruwe schuf dafür die Bronzeplatte mit dem Porträt des Osnabrücker Unternehmers. Weitere Werke: Pan, 1982

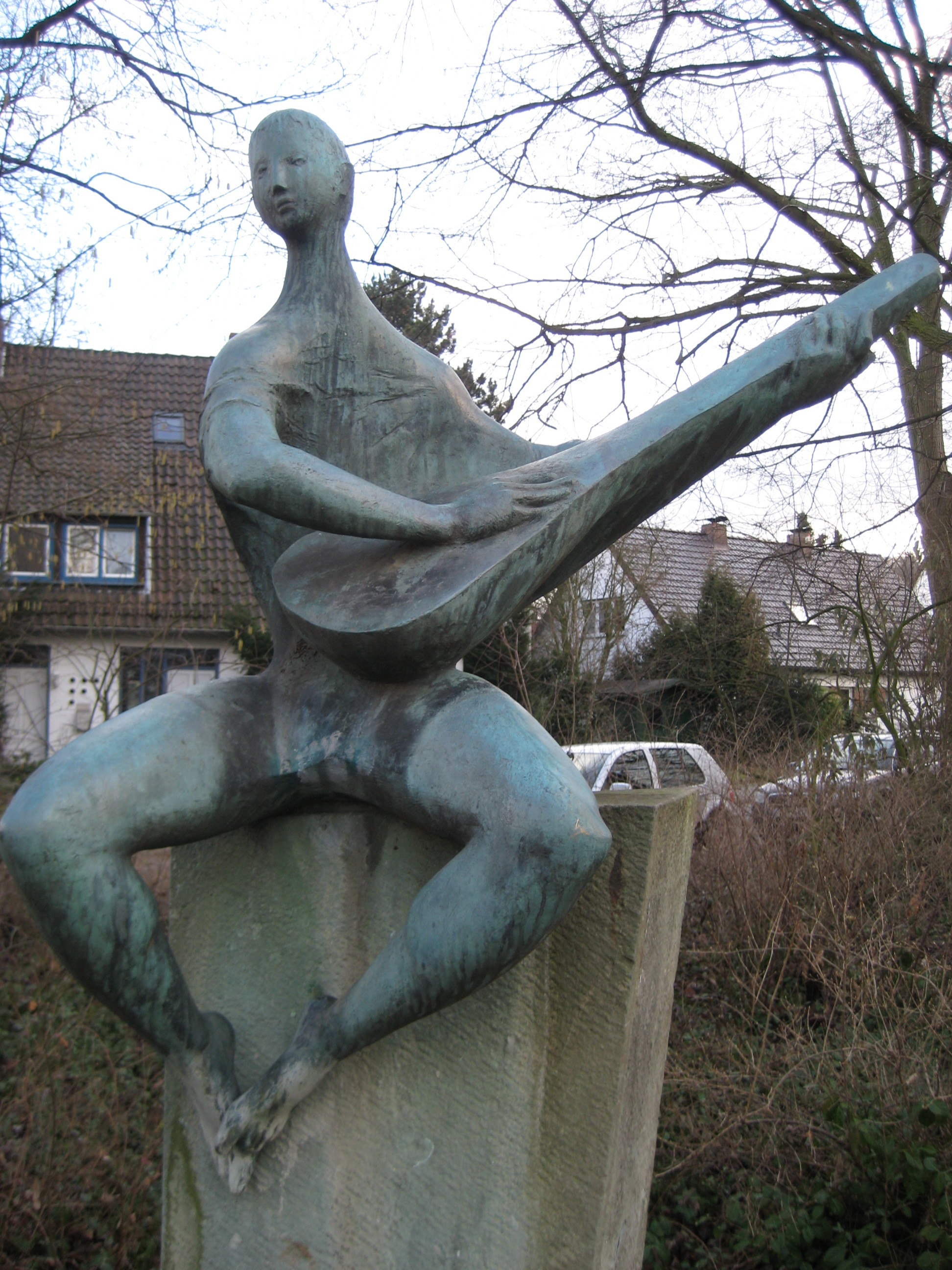
Mann mit Laute, 1963 Koordinaten
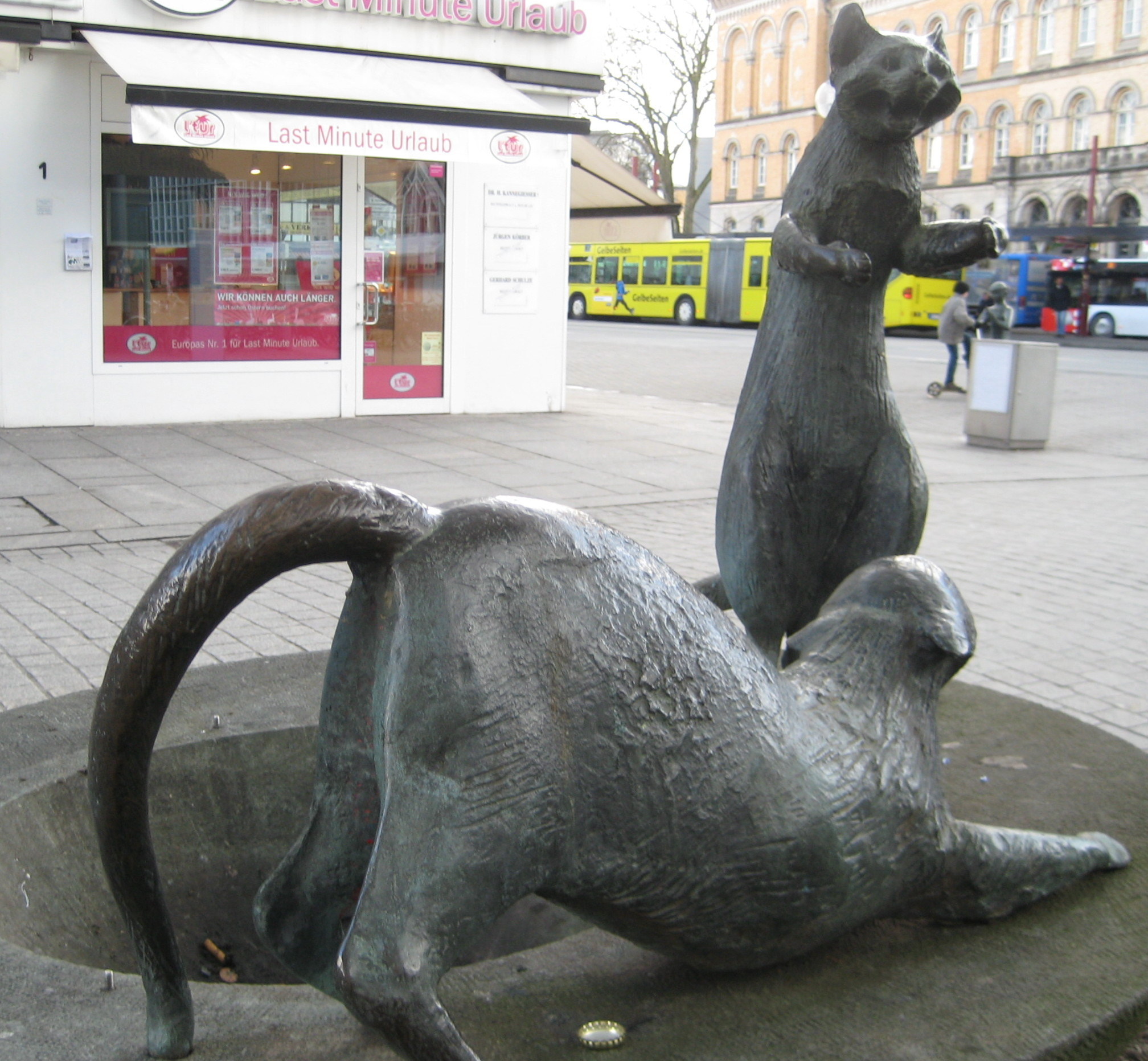
Katzenbrunnen, erste Hälfte der 1970er Jahre Koordinaten
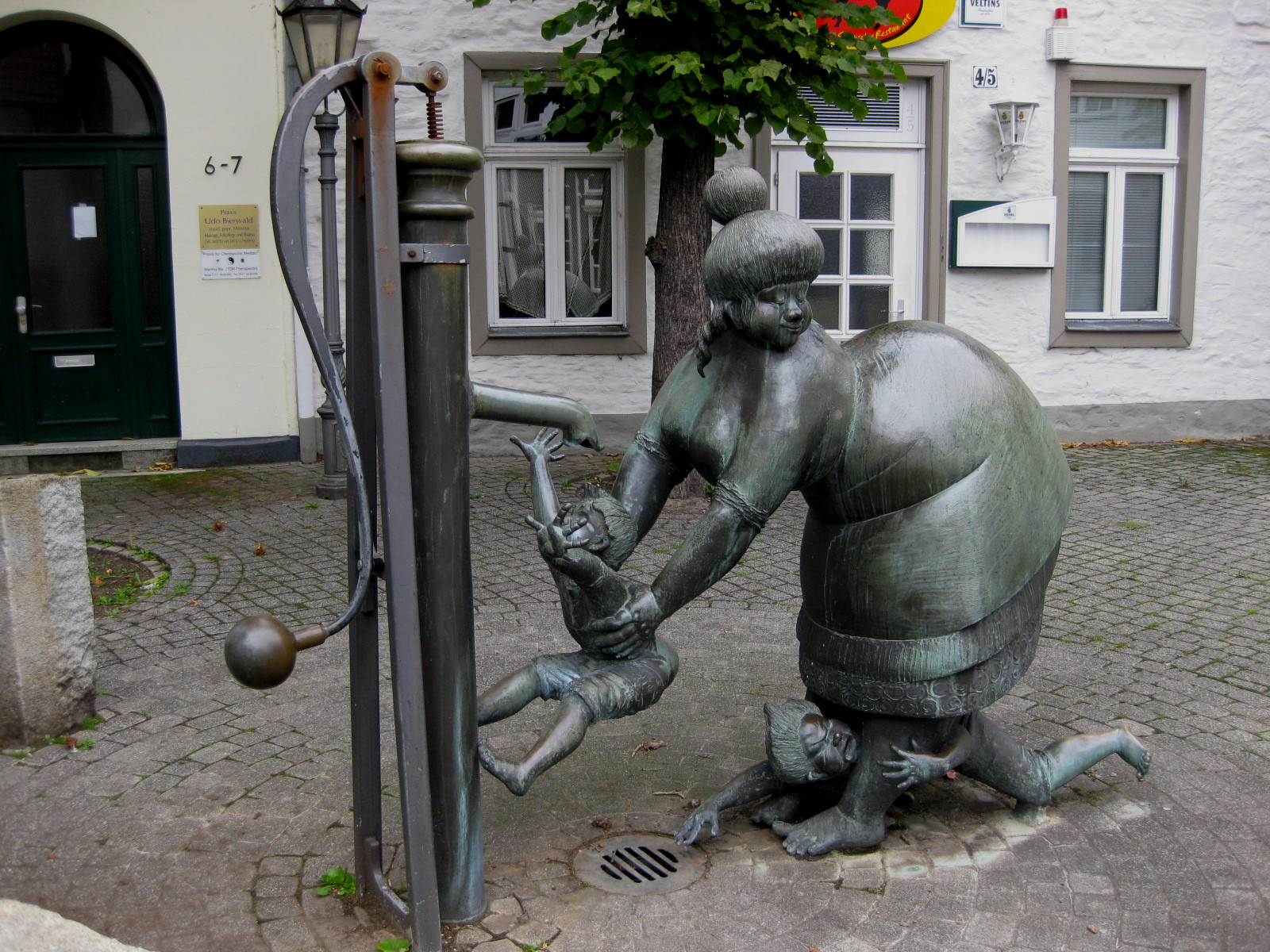
Die Waschfrau, 1983 Koordinaten
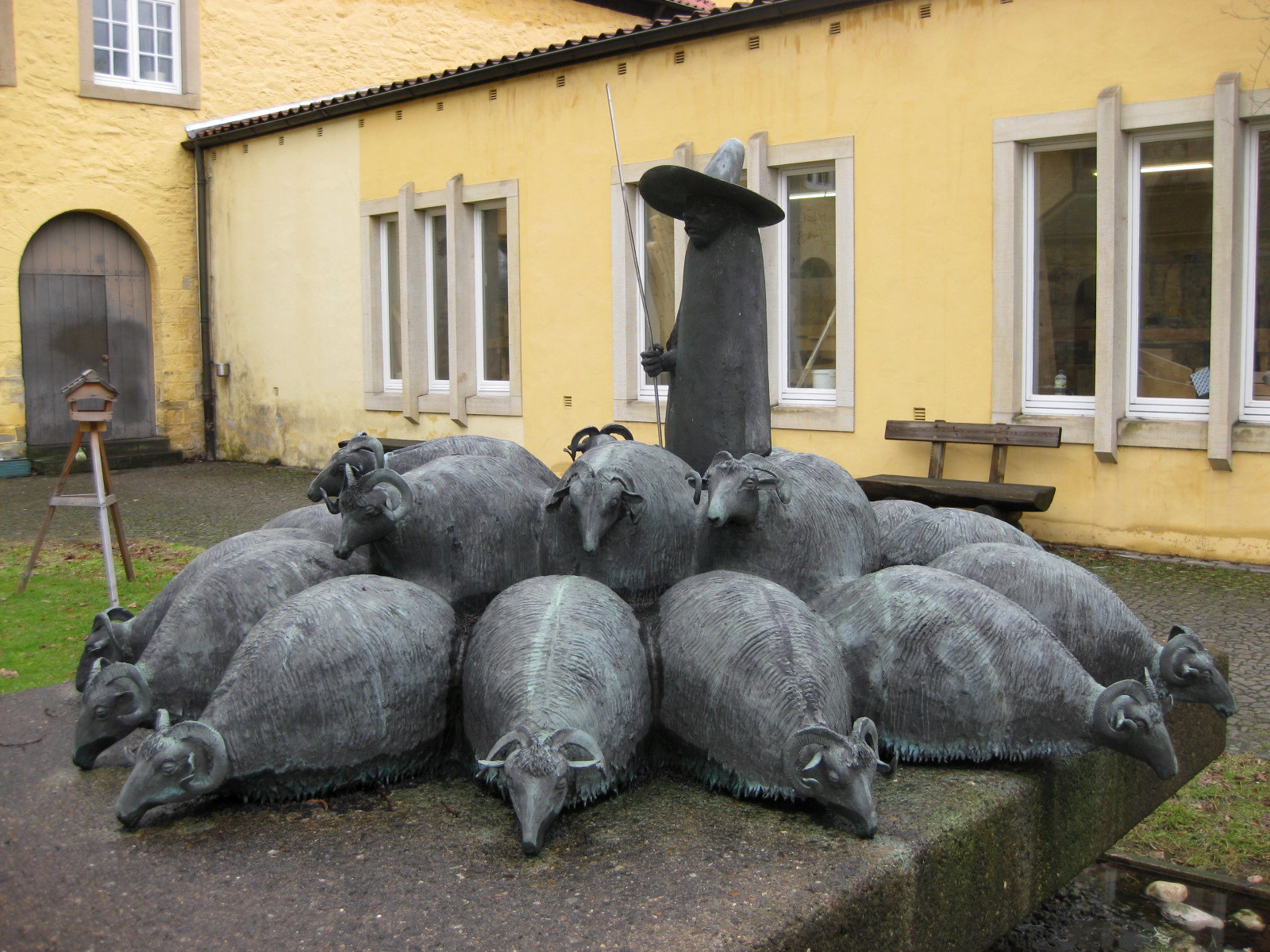
Schäfer an der Tränke, 1983 Koordinaten
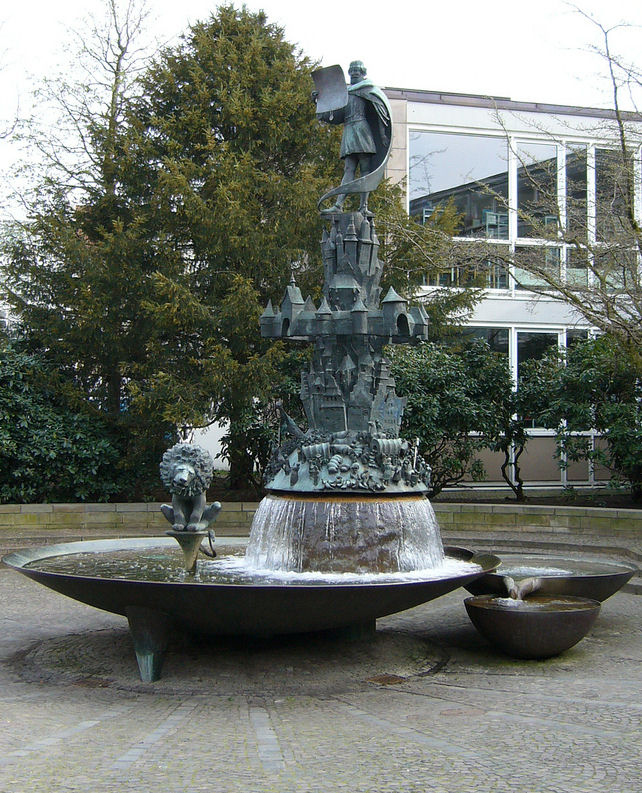
Bürgerbrunnen auf dem Platz des Westfälischen Friedens, 1986 Koordinaten
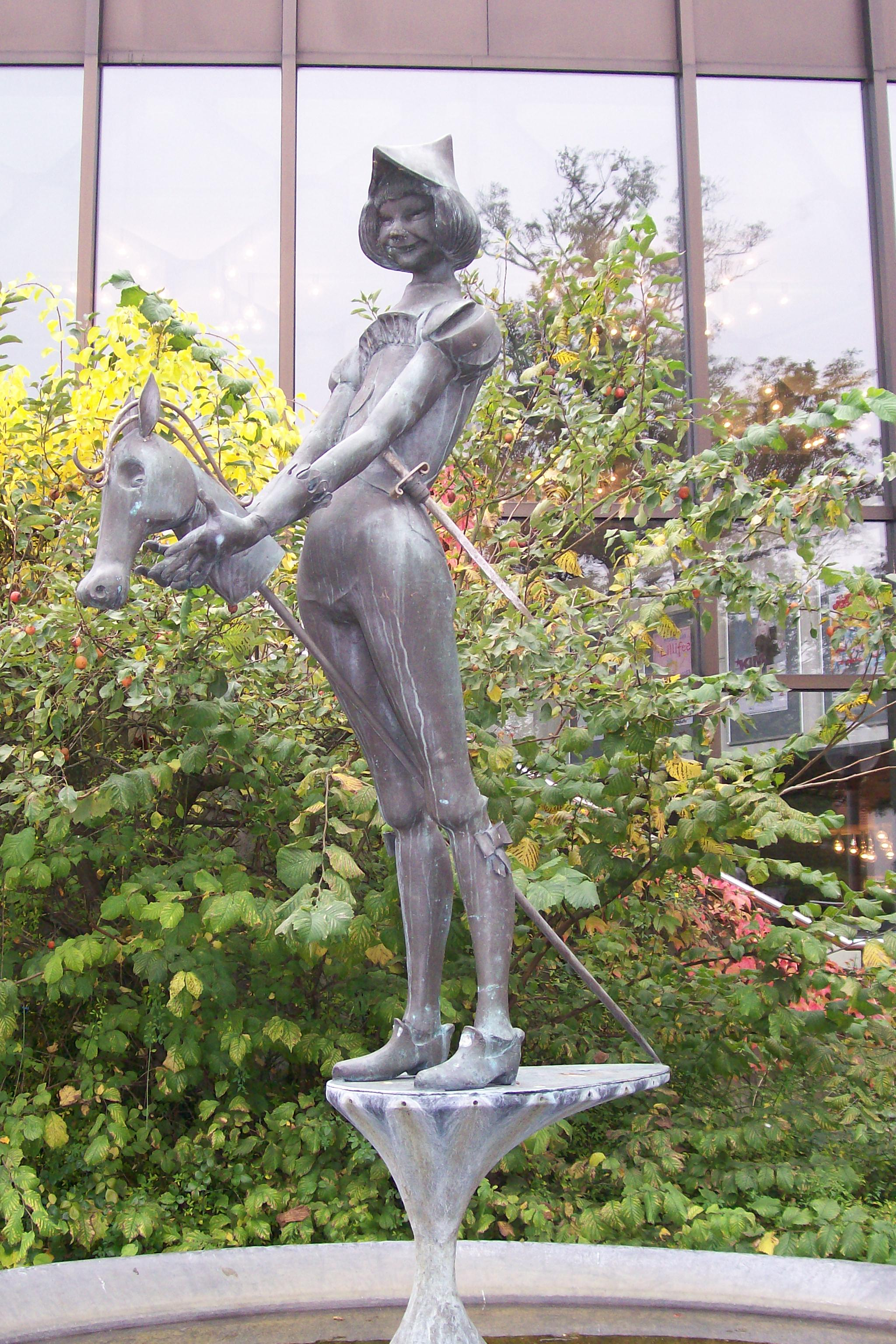
Steckenpferdreiter östlich der Katharinenkirche, 1978/1979 Koordinaten
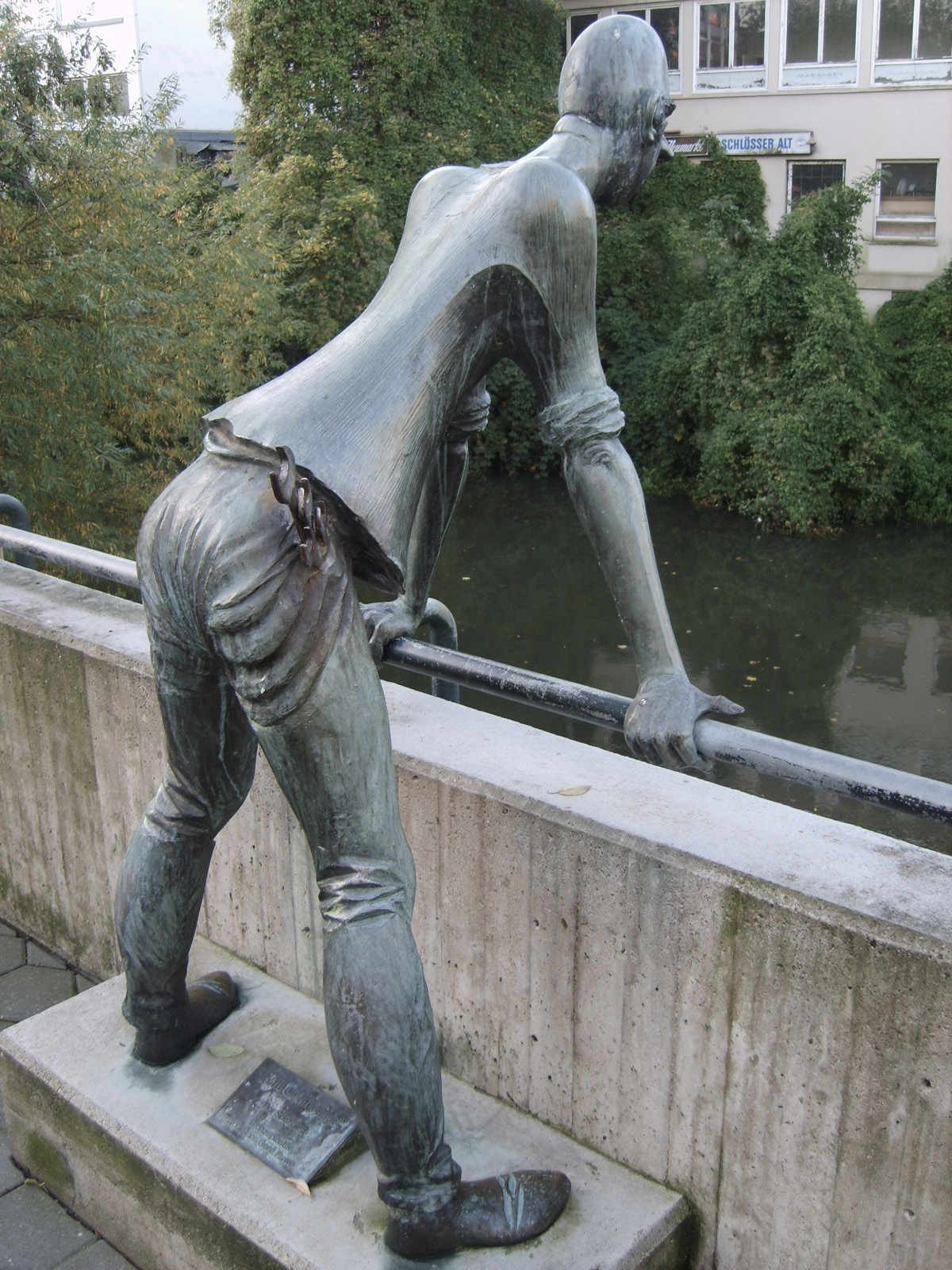
Der Spezialist, 1984
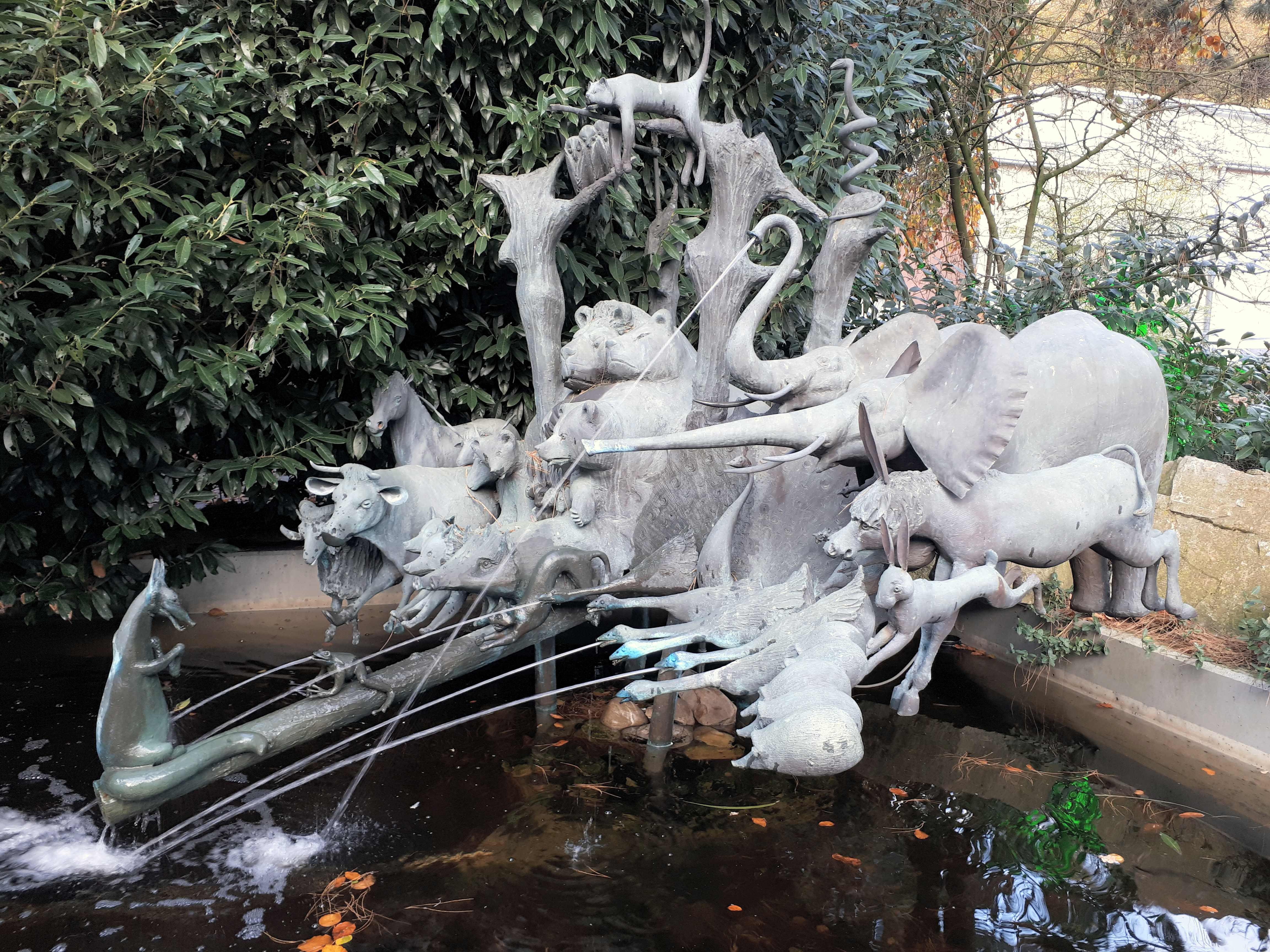
Tiergericht im Zoo Osnabrück, 1978

Koordinaten
- Tiergericht im Zoo Osnabrück, 1978

### Stefan Schwerdtfeger, Wolkenbrunnen
Stefan Schwerdtfeger (1928–2018), Architekt, Maler und Bildhauer und von 1971 bis 1993 Hochschullehrer an der Gottfried Wilhelm Leibniz Universität Hannover, schuf für die Hauptverwaltung der Stadtwerke Osnabrück in der Buerschen Straße/Ecke Sandbachstraße den Wolkenbrunnen (1978–1980) aus Granit, Beton und Edelstahl.

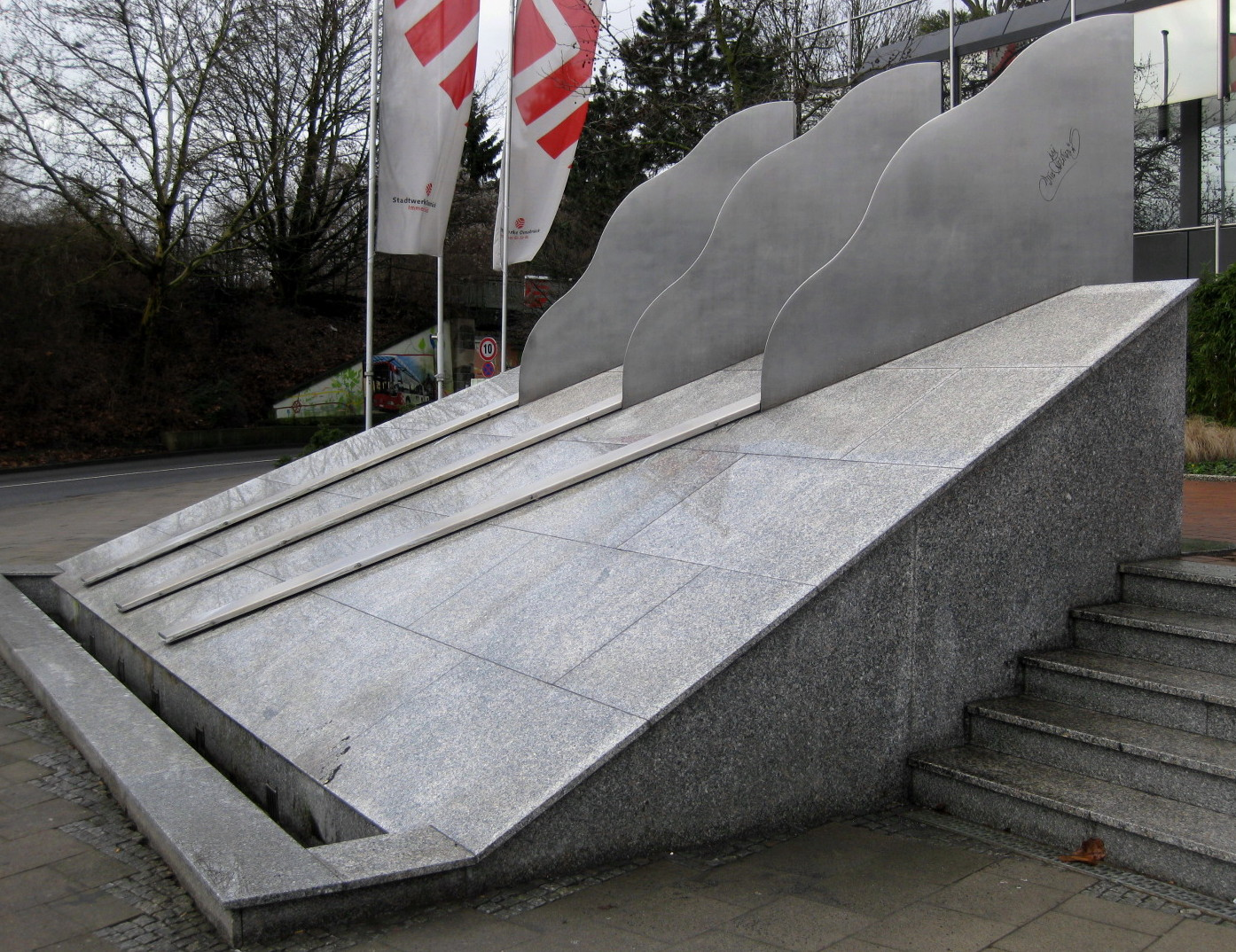
Wolkenbrunnen (1978–1980) Koordinaten
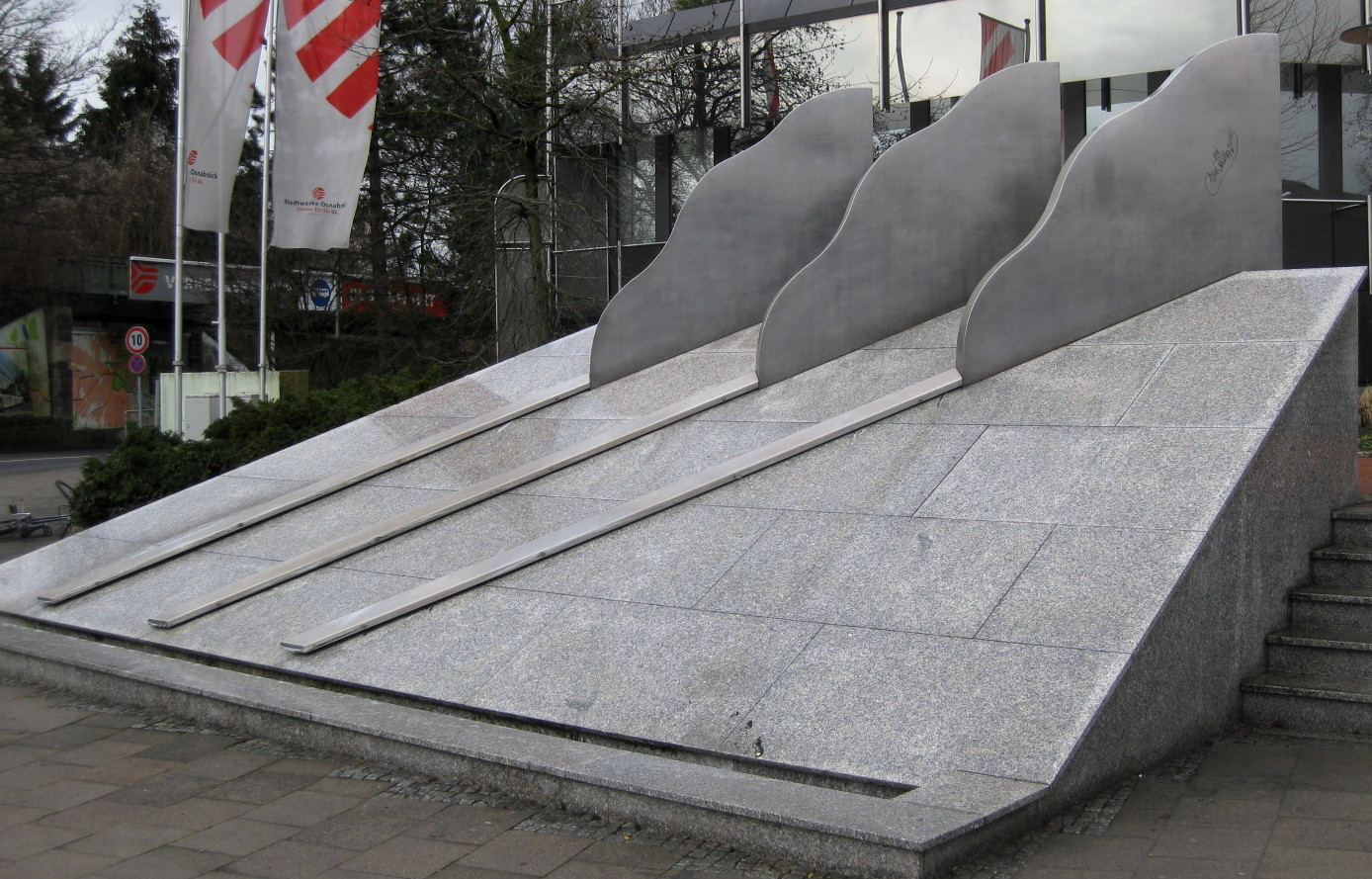
Wolkenbrunnen

### Manfred Setzepfand, Adolf-Reichwein-Büste
Die Bronzebüste des Pädagogen und Widerstandskämpfers Adolf Reichwein, ein Werk des Lehrers und Bildhauers Manfred Setzepfand (* 1929) aus Bad Essen, wurde im Jahr 2004 auf der Grünfläche zwischen den Straßen Kamp und Alte Münze, dem Adolf-Reichwein-Platz, aufgestellt. Die ehemalige Pädagogische Hochschule in Osnabrück, aus der 1974 die Universität Osnabrück hervorging, trug den Namen Adolf-Reichwein-Hochschule.

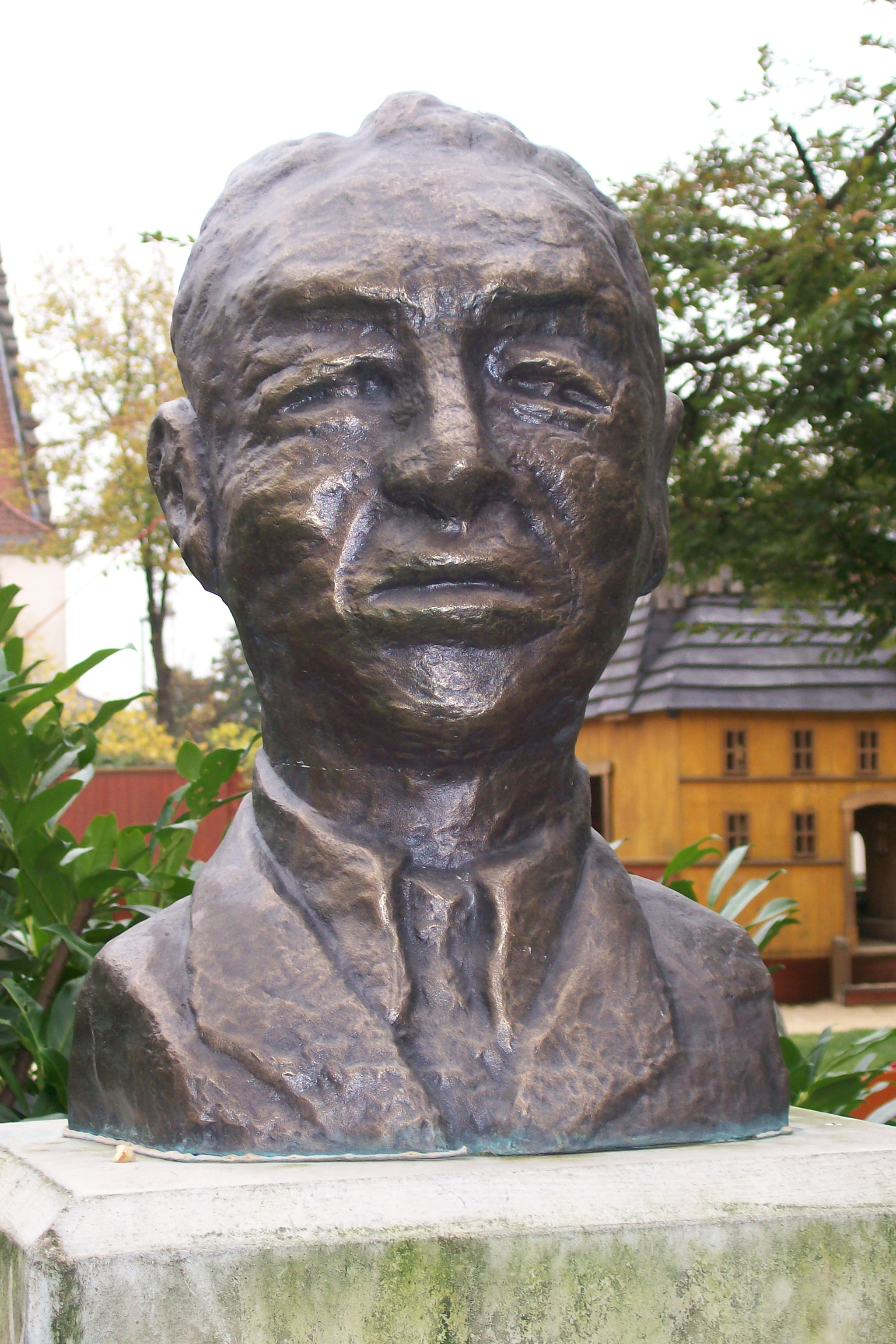
Adolf-Reichwein-Büste Koordinaten

### Bonifatius Stirnberg, Ständebrunnen
Den Ständebrunnen schuf der Beuys-Schüler Bonifatius Stirnberg (* 1933). Die Bronzearbeit von 1980/1981 steht auf der Freifläche neben der ehemaligen Stiftskirche St. Johann in der Neustadt. Er erinnert an die historischen Landstände.

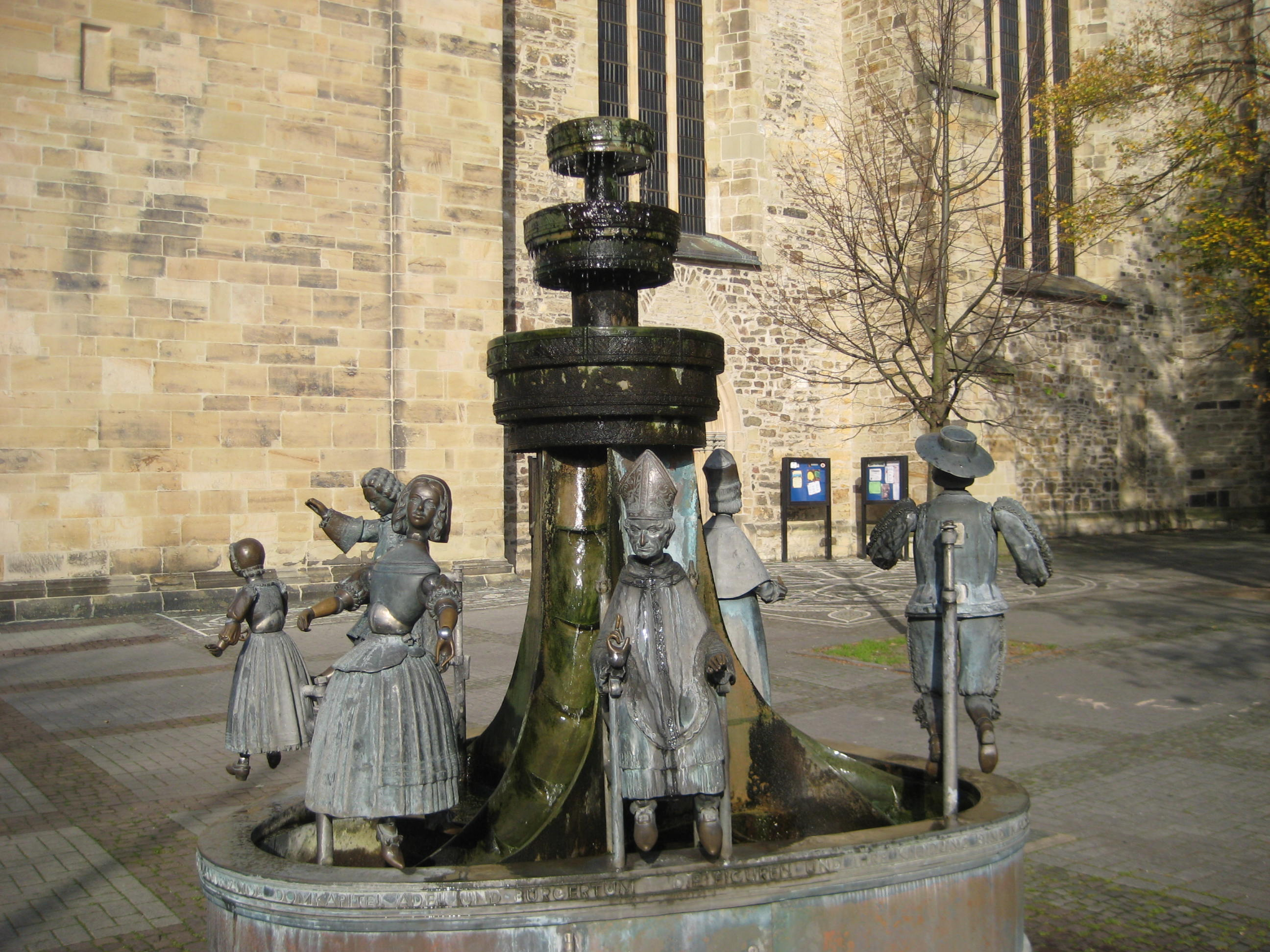
Ständebrunnen Koordinaten

### Fritz Szalinski
Der Bildhauer Fritz Szalinski (1905–1978) schuf eine Reihe von Arbeiten, die sich im Öffentlichen Raum seiner Heimatstadt Osnabrück befinden. Zu ihnen gehört der Gedenkstein Franz Hecker von 1967 mit den Lebensdaten Heckers und der Inschrift Dem Maler der Osnabrücker Landschaft und ihrer Menschen zum Gedenken am südlichen Ende der Grünanlage am Riedenbach in der Nähe der Schölerbergstraße. Besonders bekannt ist der Türgriff Friede 1648 aus Bronze an der Eingangstür des Osnabrücker Rathauses zur Erinnerung an den Westfälischen Frieden, der in Münster und im Osnabrücker Rathaus ausgehandelt und vereinbart wurde. Der Türgriff zeigt das sechsspeichige Rad aus dem Wappen der Stadt und die Inschrift Friede 1648. Auf dem Griff sitzt eine 25 Zentimeter hohe Friedenstaube. Alleine sieben seiner Werke befinden sich in der Osnabrücker Altstadt.

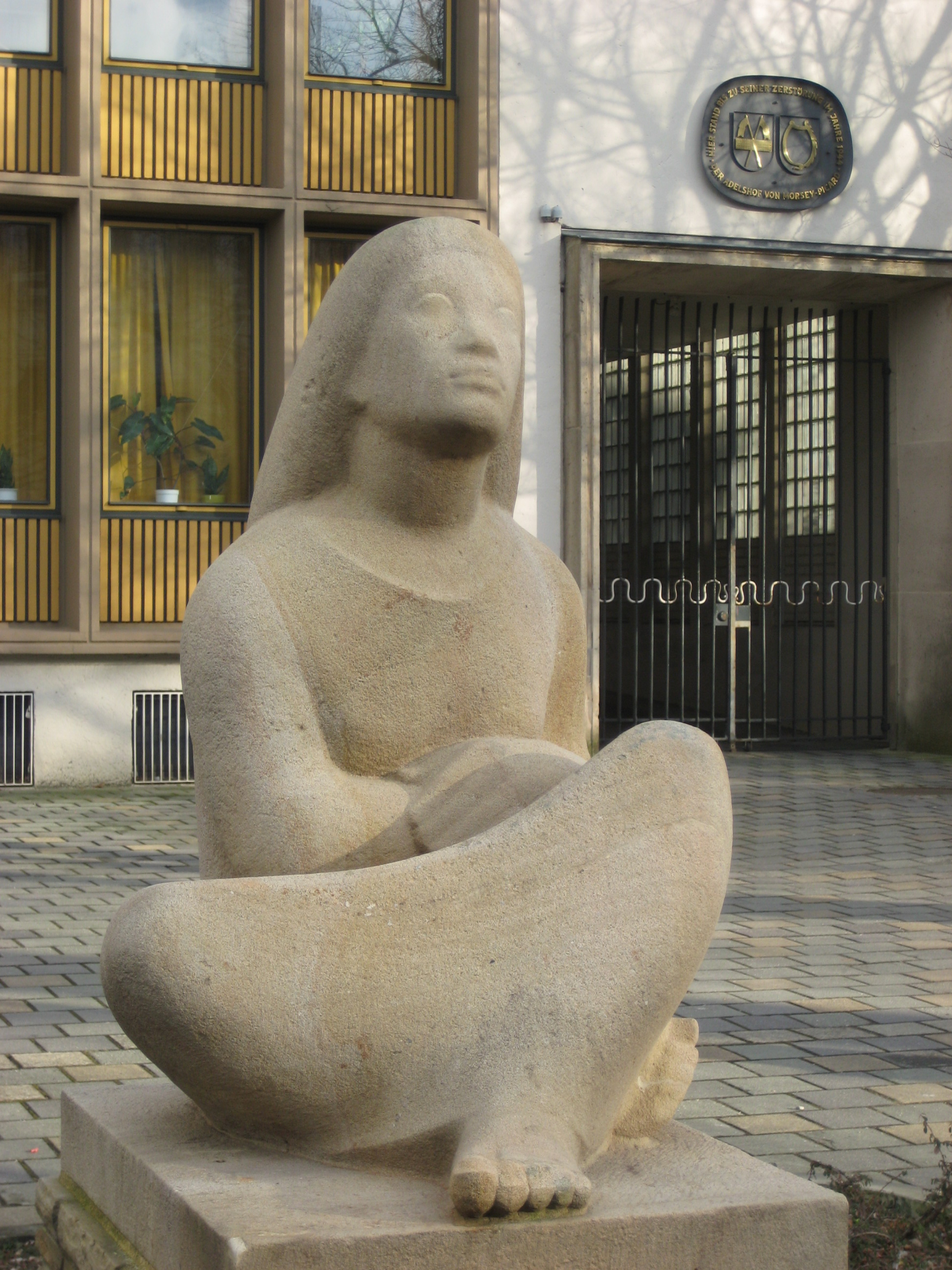
Sitzende oder Sinnende, 1955 Koordinaten
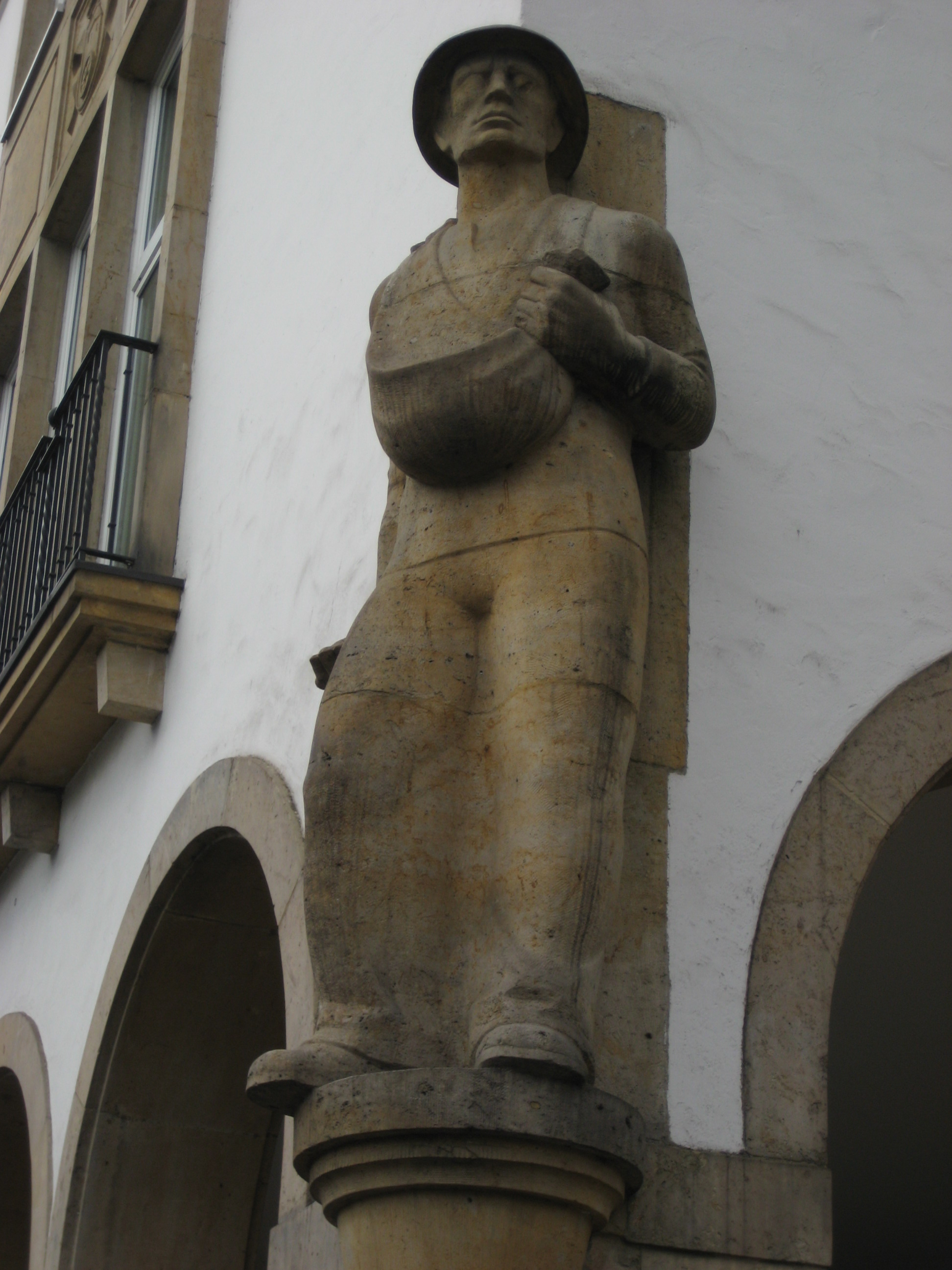
Der Landmann, 1956 Koordinaten
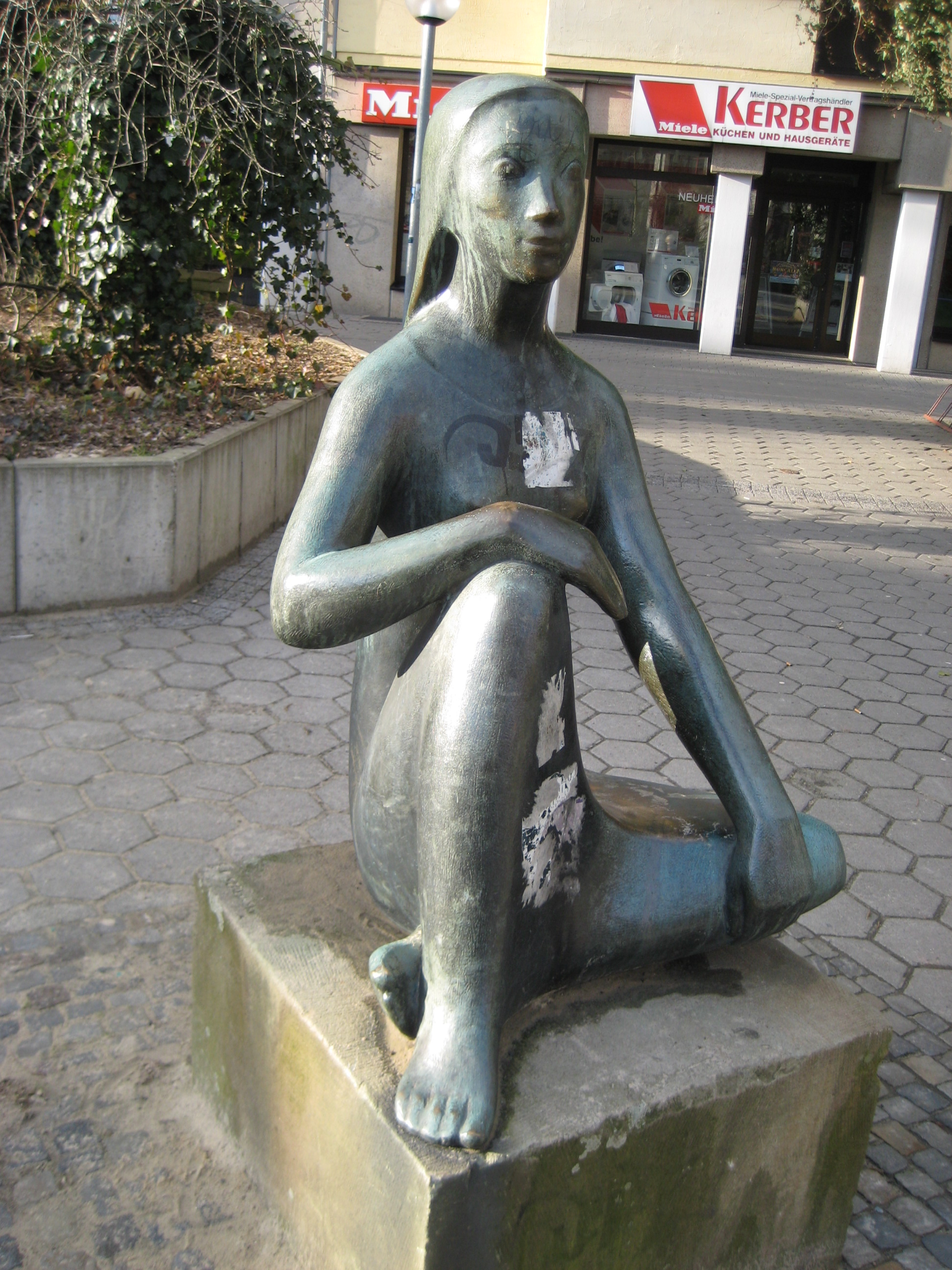
Sitzende, 1962 Koordinaten
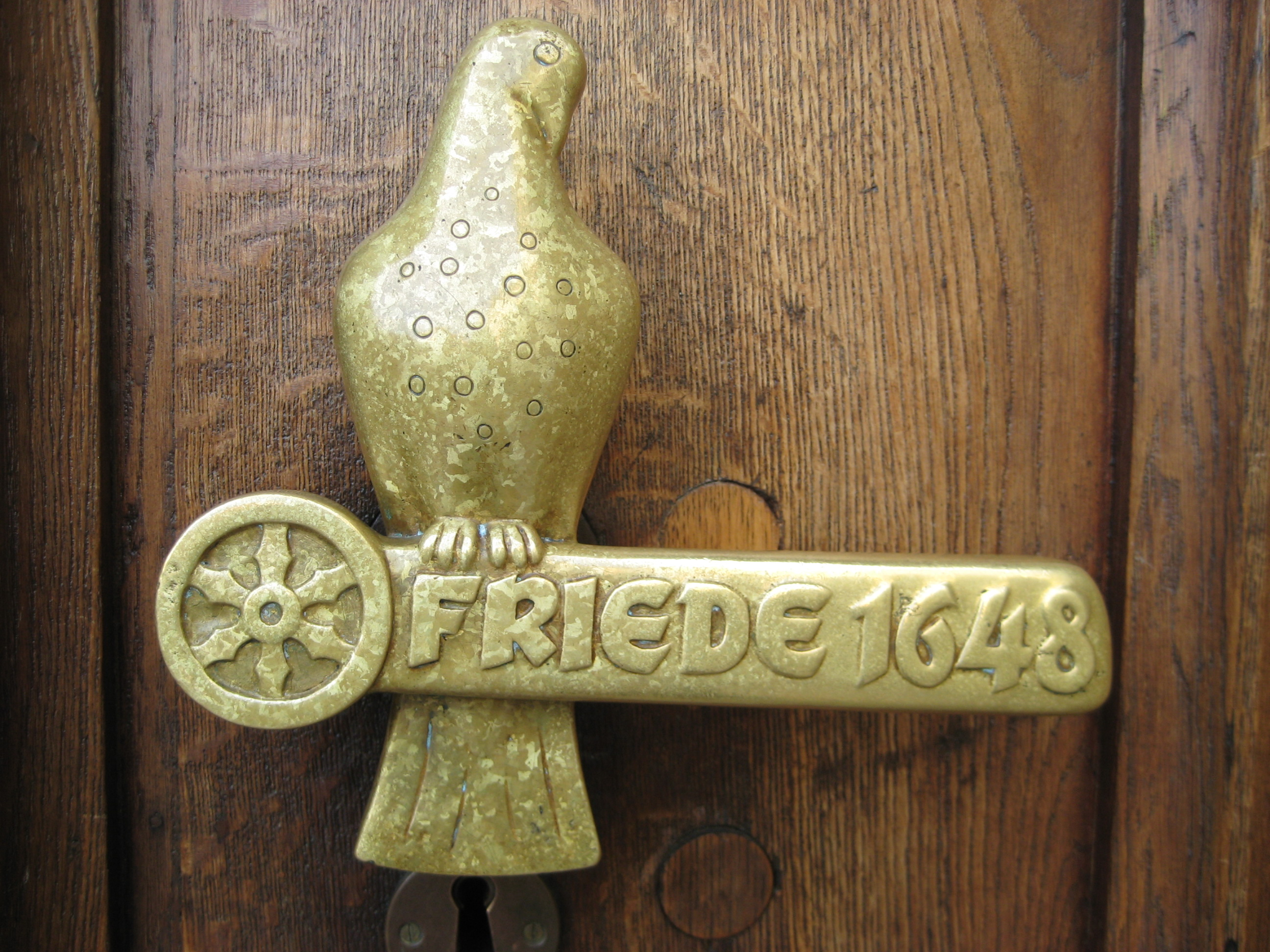
Türgriff Friede 1648, 1963 Koordinaten
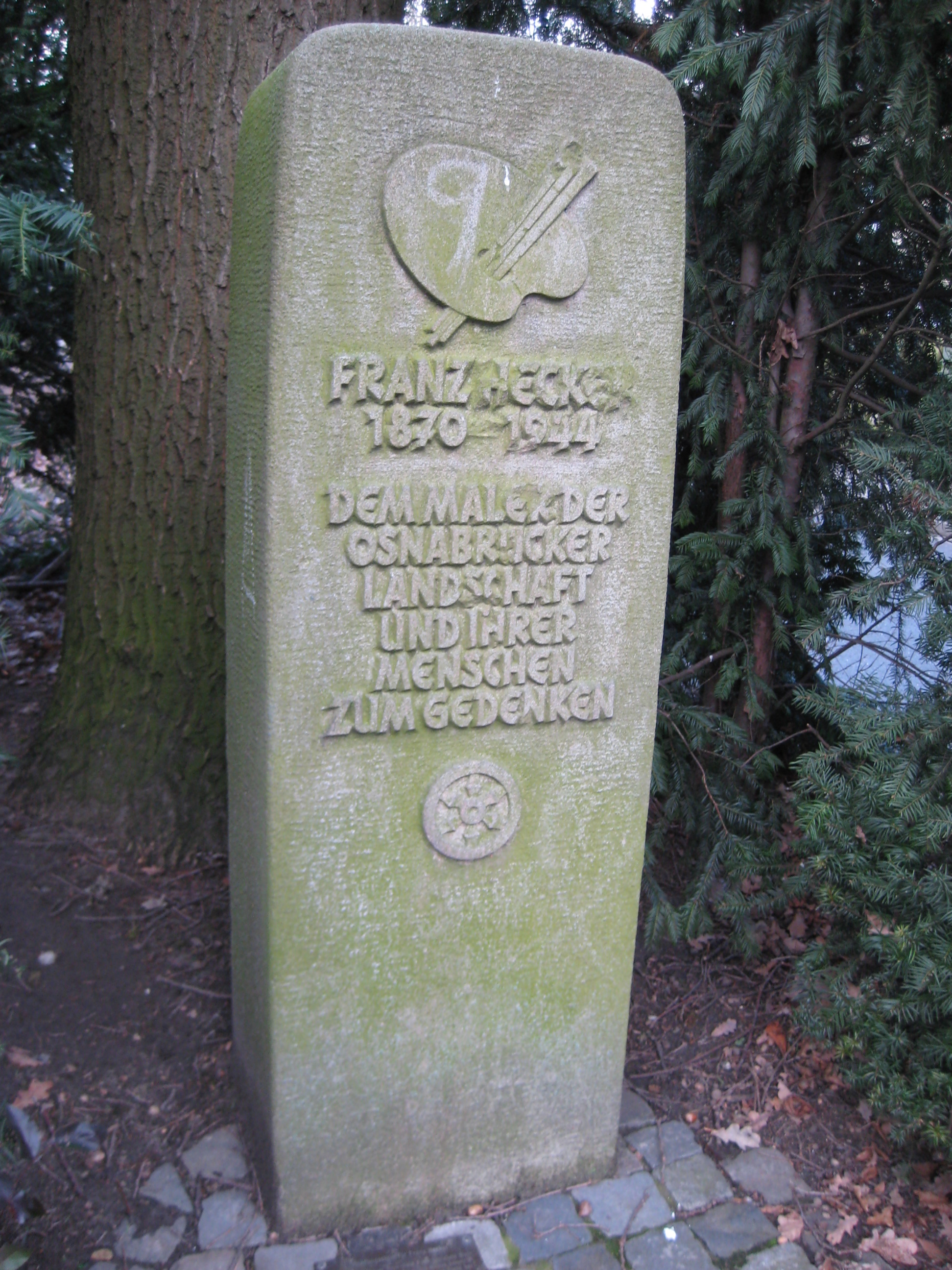
Gedenkstein Franz Hecker, 1967 Koordinaten

#### Weitere Werke
- Bärengruppe, 1949
- Bärengruppe mit Jungen, 1953
- Rehe, 1950er/1960er Jahre
- Bären, um 1958
- Engel vom Ehrenmal der Gefallenen beider Weltkriege, 1964
- Ausschauende, 1967
- Mädchen mit Vogel, 1969
- Reihergruppe, 1969
- Die Kniende, 1969

### Volker-Johannes Trieb, Koexistenz
Von Volker-Johannes Trieb (* 1966) finden sich in Osnabrück eine Reihe von Arbeiten, darunter Koexistenz aus geschweißtem Eisen von 1998. Dafür erhielt er 1999 den ersten Preis im Skulpturenwettbewerb arte regionale II. Mehrere seiner Friedensreiter, die die reitenden Boten zwischen Osnabrück und Münster während der Friedensverhandlungen in den beiden Städten zur Beilegung des Dreißigjährigen Kriegs symbolisieren, stehen an größeren Einfallstraßen der Stadt. Die Erneuerung der Erinnerung befindet sich im Schlossgarten.

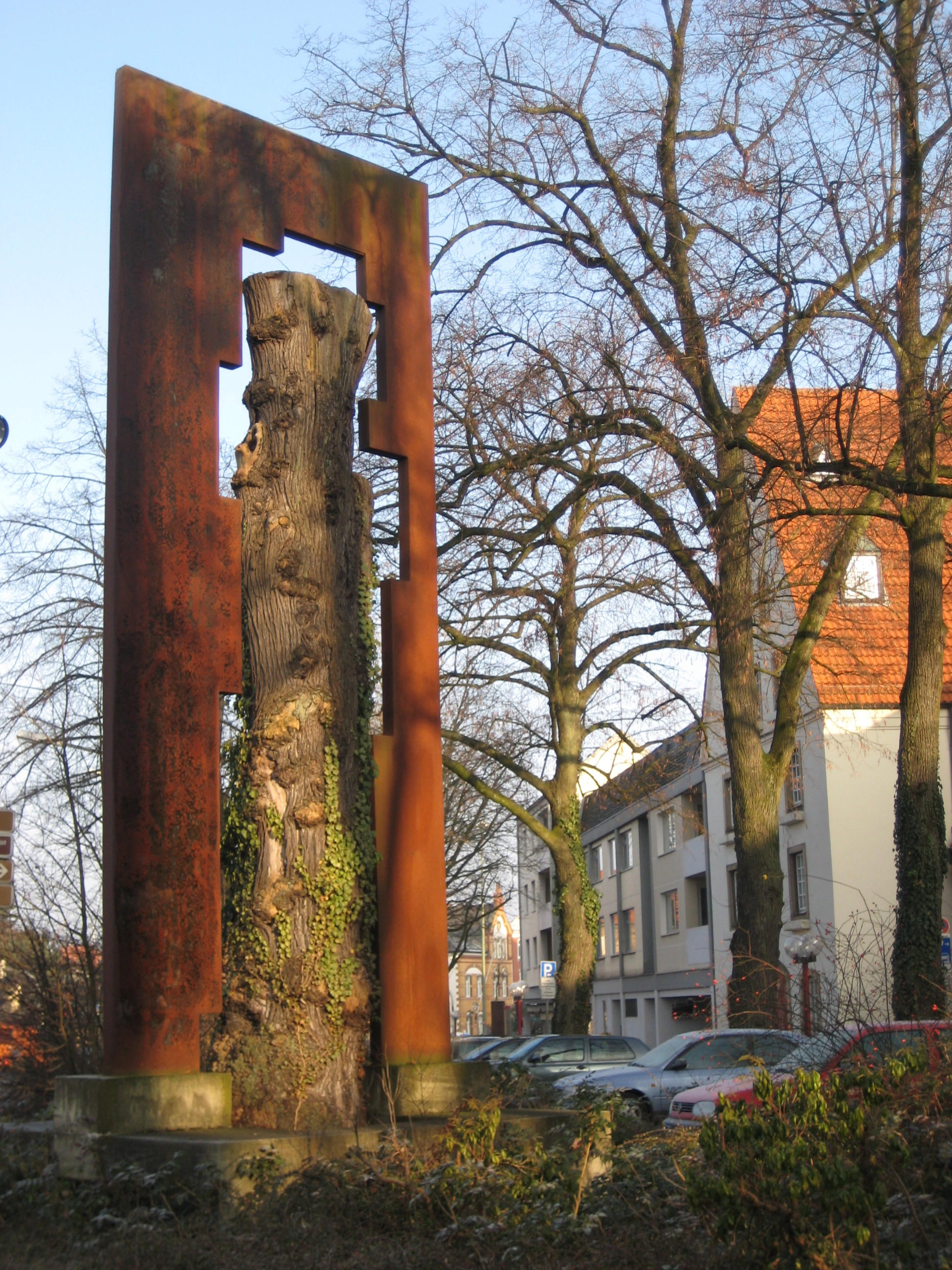
Koexistenz, 1998 Koordinaten
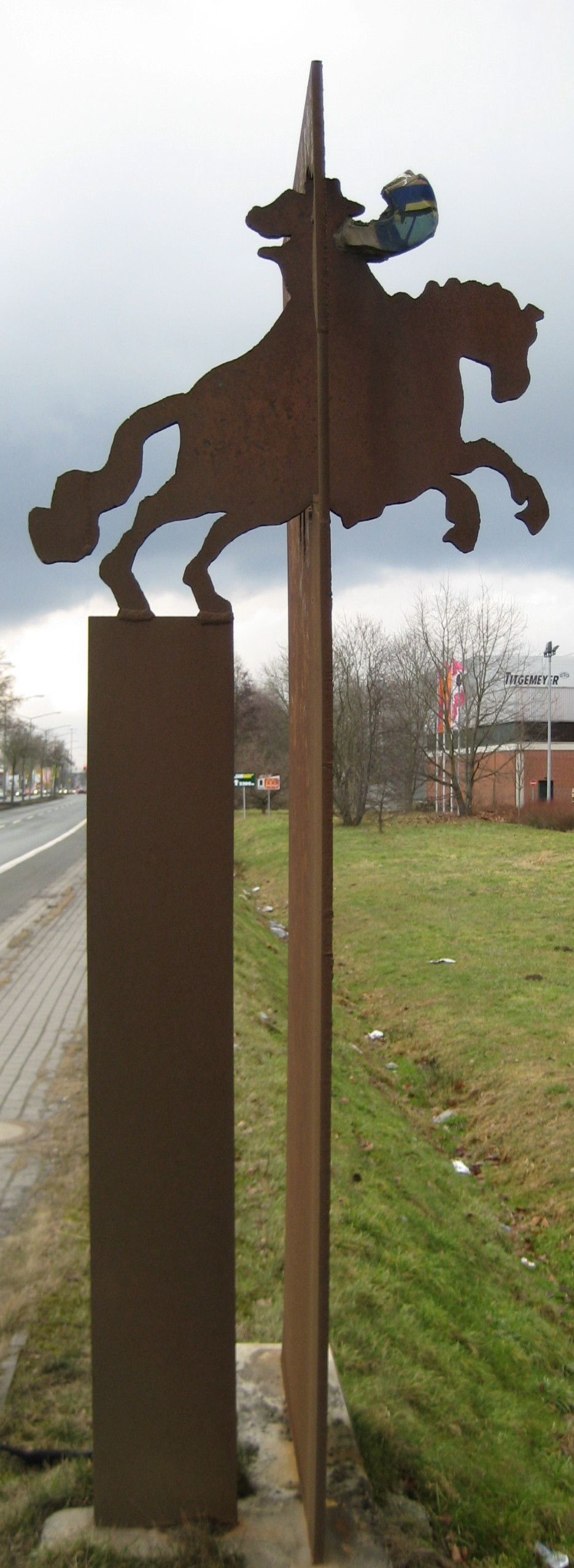
Friedensreiter, 1998 Koordinaten
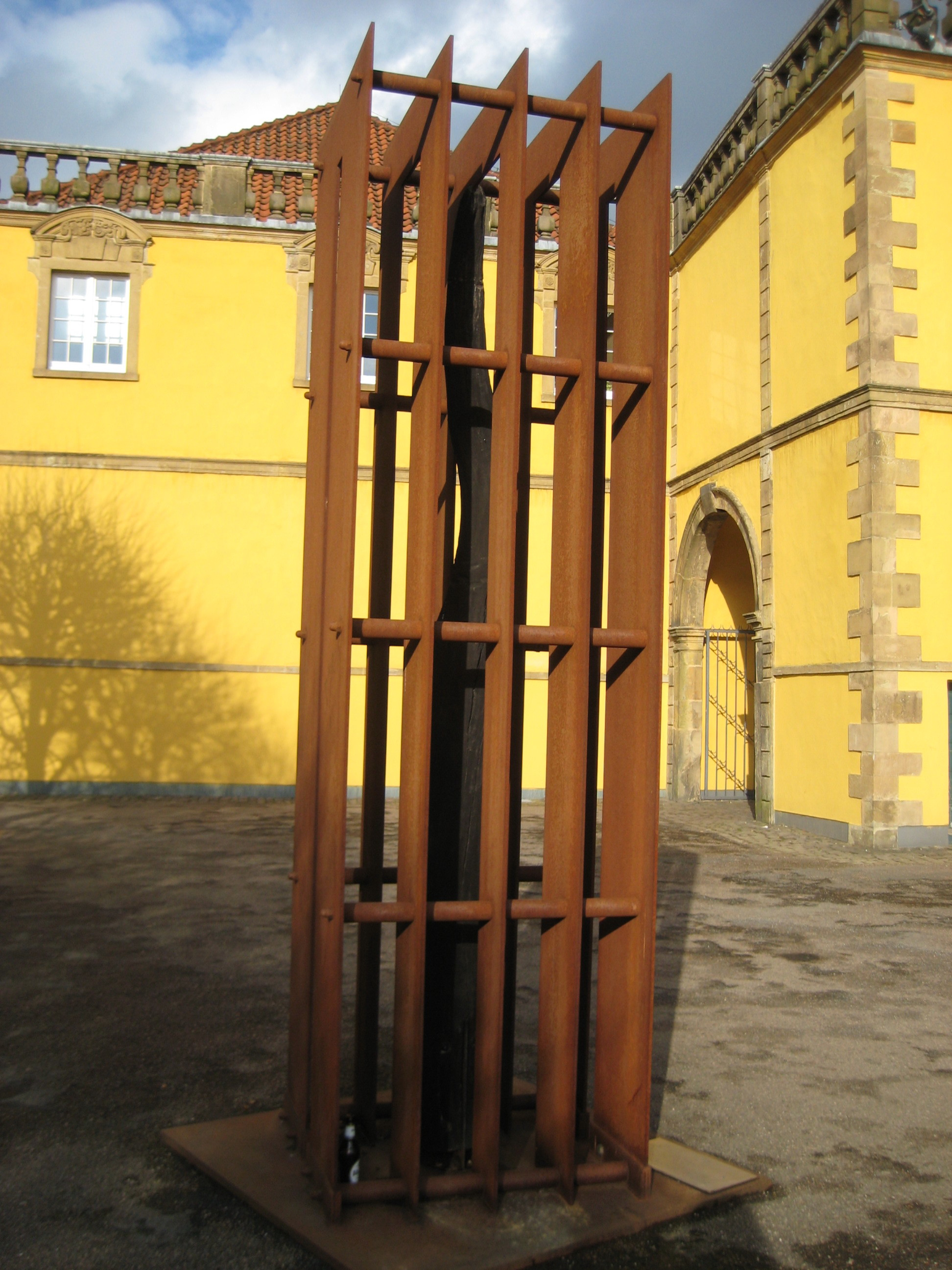
Erneuerung der Erinnerung, 2003 Koordinaten

#### Weitere Werke
- Stierzeichen, 1998
- Bauerngarten, 1999
- Altar, 2001
- Synergie, 2001
- Kraft in Zeit und Raum II, 2005

### Holger Voigts, o. T.
Neben der spätgotischen Kirche St. Katharinen/Hakenstraße befindet sich eine unbenannte Skulpturengruppe des 1952 in Bremen geborenen Bildhauers Holger Voigts, der zu den Schülern von Waldemar Otto gehört. Die Arbeit aus Sandstein und Bronze stammt aus dem Jahr 1990.

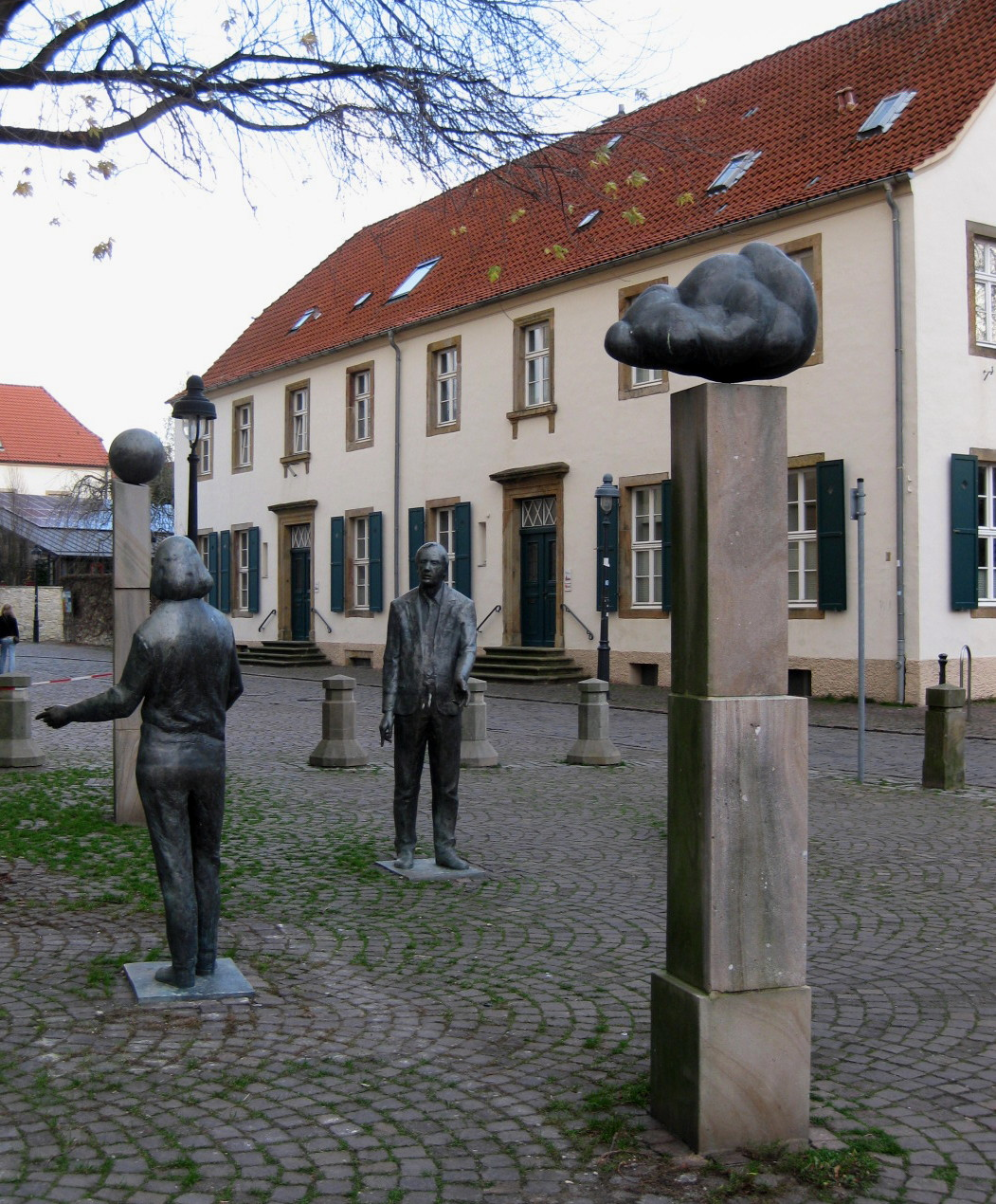
o. T., 1990 Koordinaten
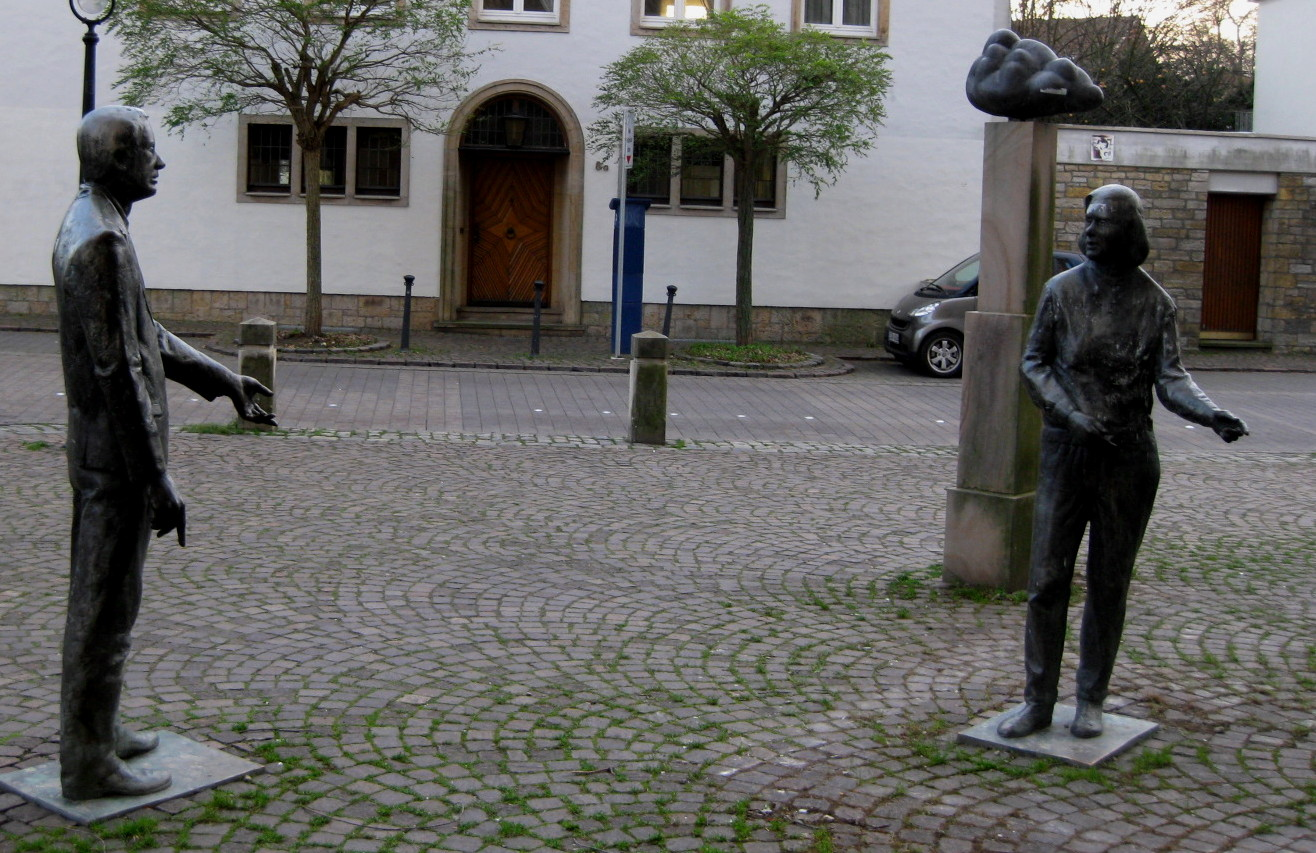
o. T.

### Frauke Wehberg
An der Südfront des ehemaligen Äbtissinnenhauses des Klosters Gertrudenberg steht die Bronzeskulptur Lilie der in Schleswig-Holstein lebenden Künstlerin Frauke Wehberg (* 1940). Ihre Friedenstaube befindet sich in der Nähe vor dem Aufgang zur früheren Klosterkirche.
Die Schlange von 1989 befindet sich am Eingang der Staatsanwaltschaft Osnabrück, Kollegienwall 11.

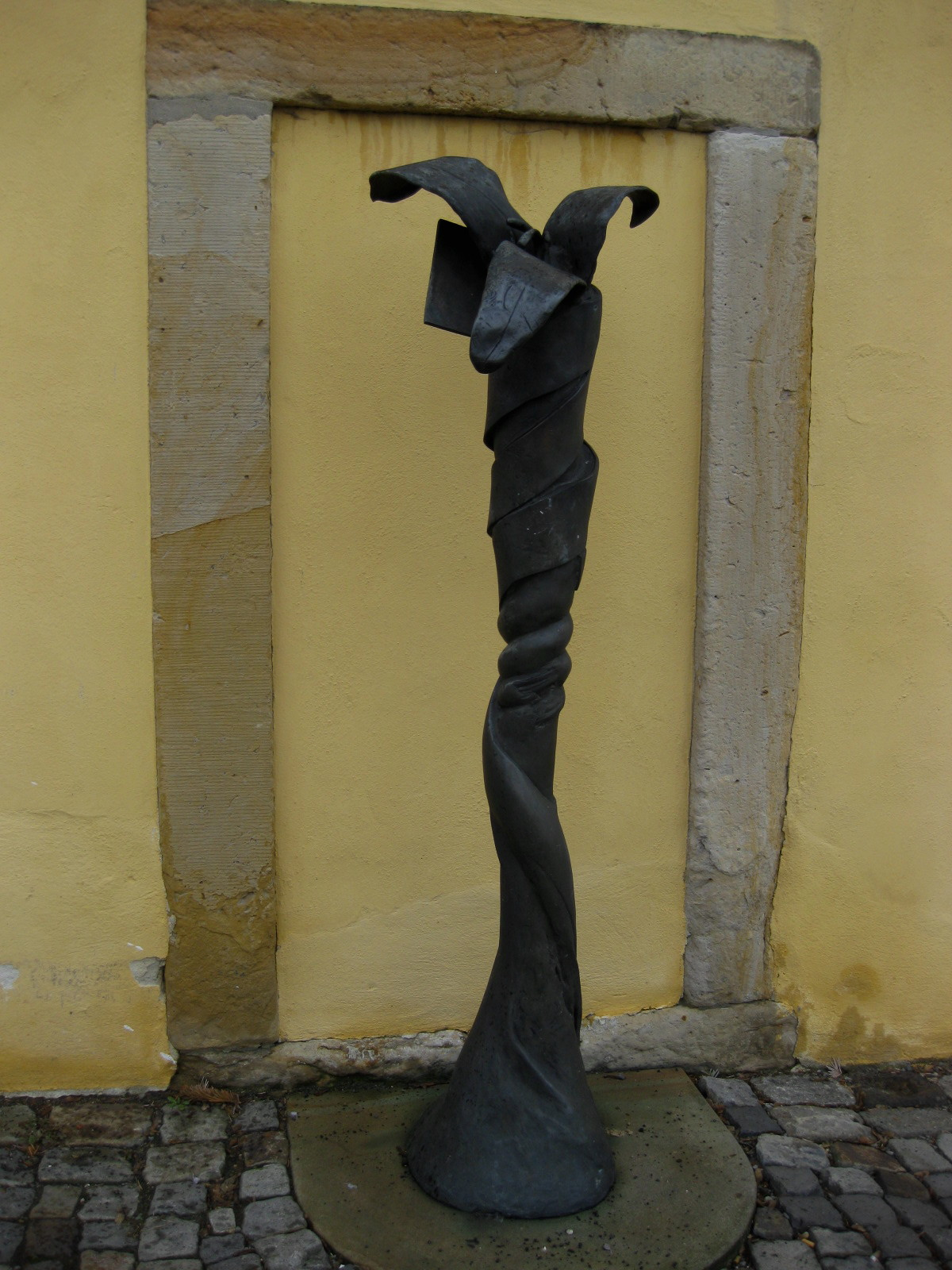
Lilie (1986) Koordinaten
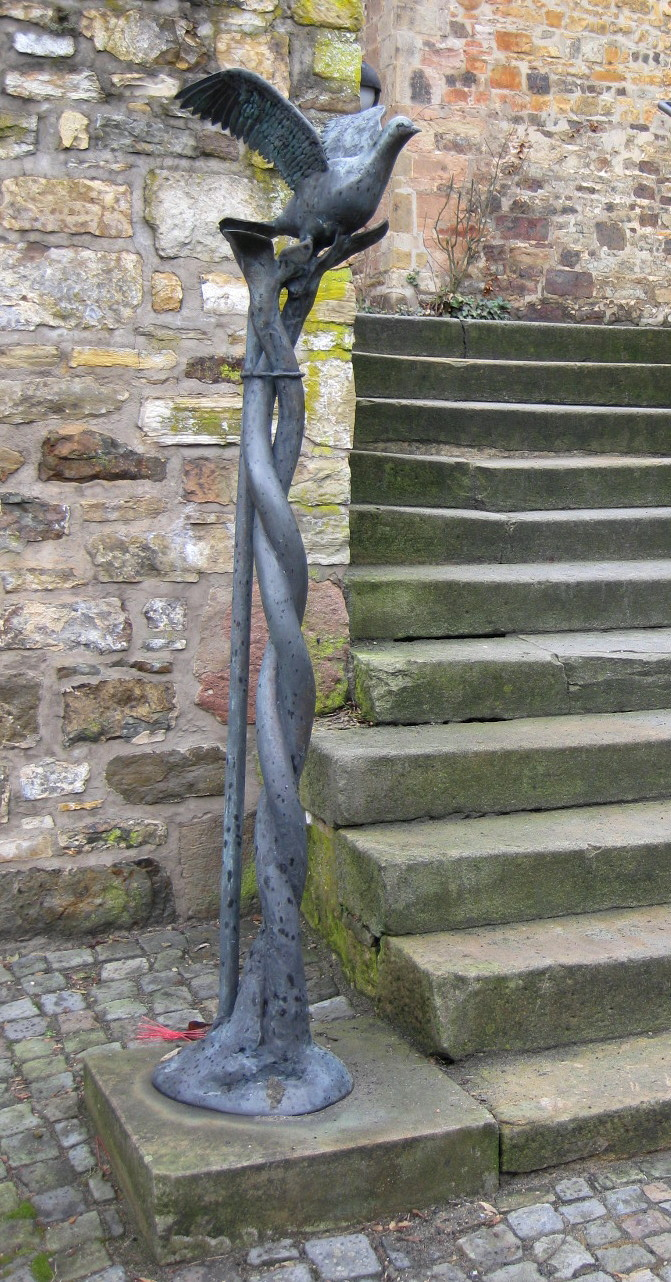
Friedenstaube (1986) Koordinaten
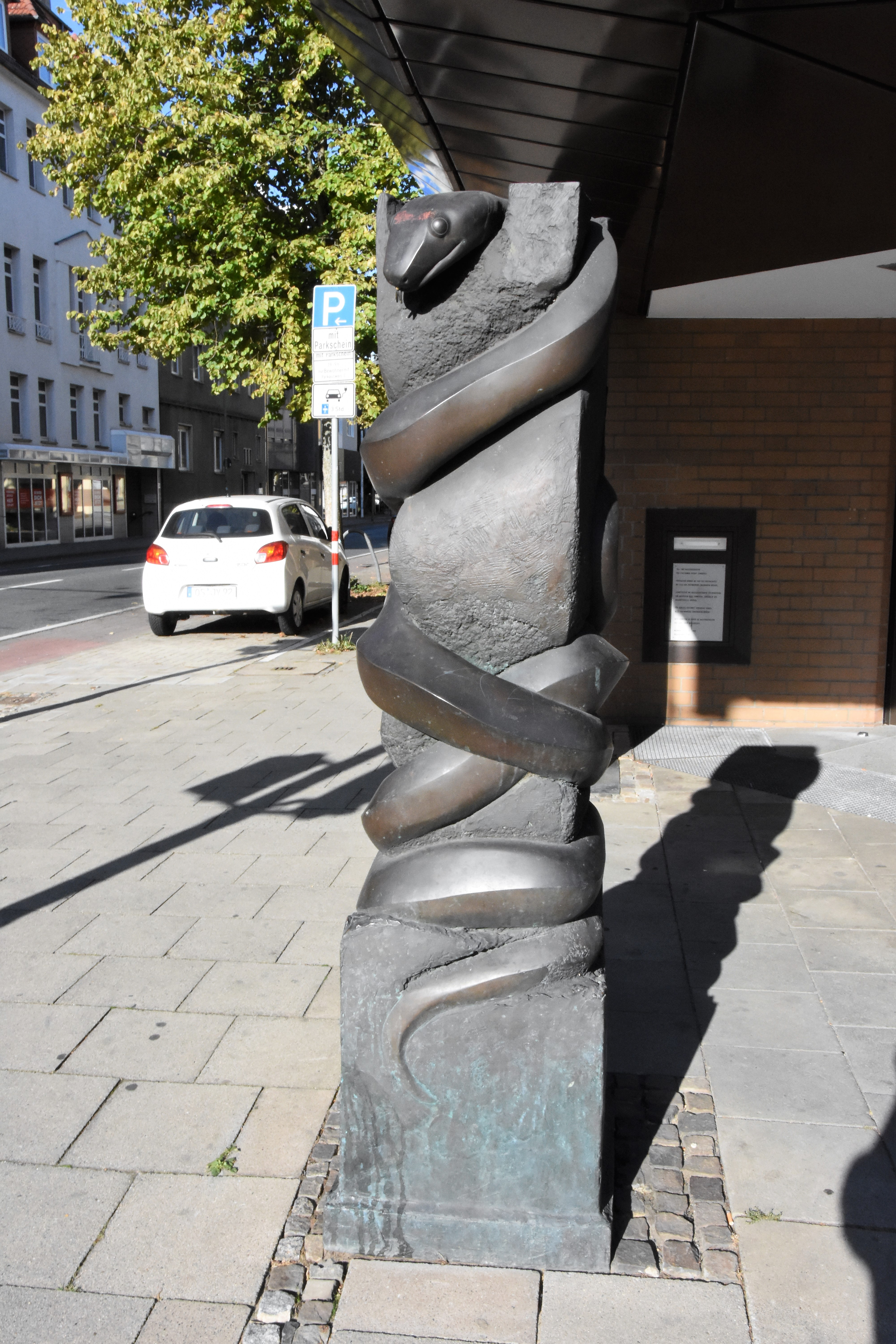
Schlange (1989) Koordinaten

#### Weitere Werke
- Äskulapstab (1986)
- Hahn (1986)

### Mahnmal Alte Synagoge
An die Alte Synagoge, die nach den Novemberpogromen 1938 abgerissen wurde, erinnert das im Jahr 2004 errichtete Mahnmal in der „Alte-Synagogen-Straße“. Der Entwurf stammt von Richard Wilhelm Bitter, die Inschriften der Tafeln von Peter Junk. Errichtet wurde das Mahnmal von Osnabrücker Berufsschülern. Bereits 1978 wurden am Erweiterungsbau der ehemaligen Osnabrücker Bezirksregierung, auf dessen Fläche sich die Synagoge befand, Gedenktafeln in deutscher und hebräischer Sprache sowie eine Darstellung der Synagoge angebracht.

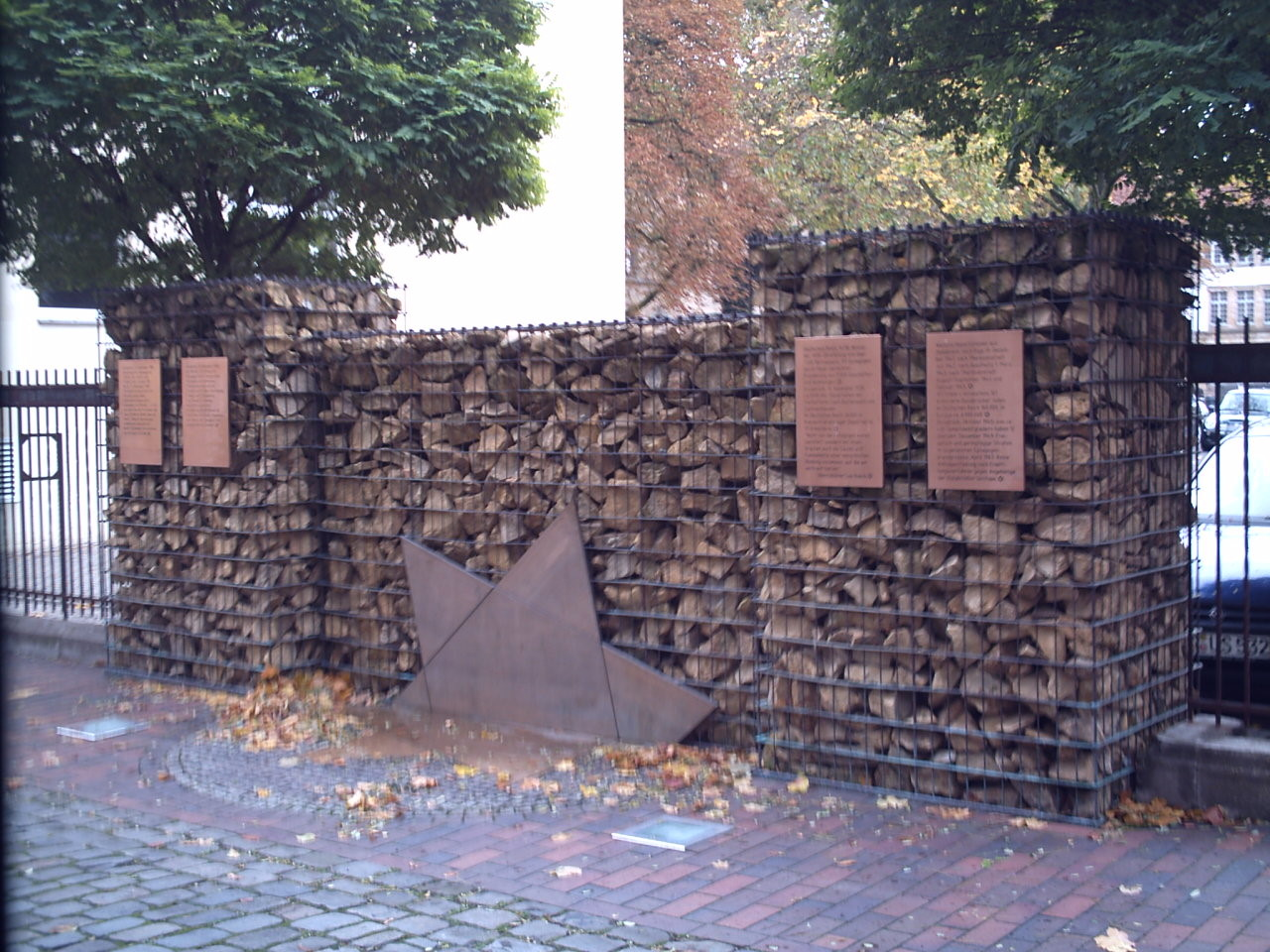
Mahnmal in der „Alten-Synagogen-Straße“ Koordinaten
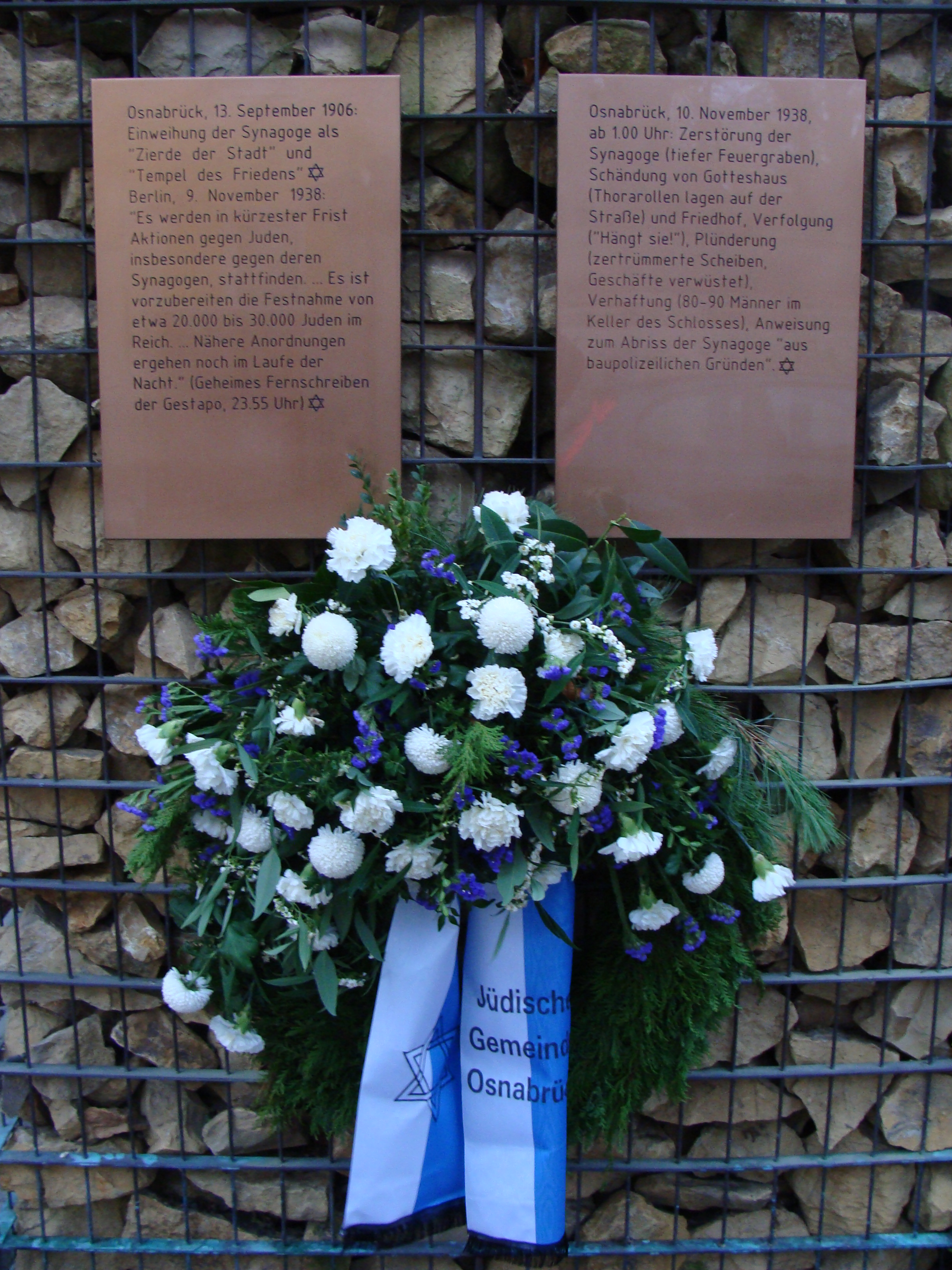
Tafeln am Mahnmal
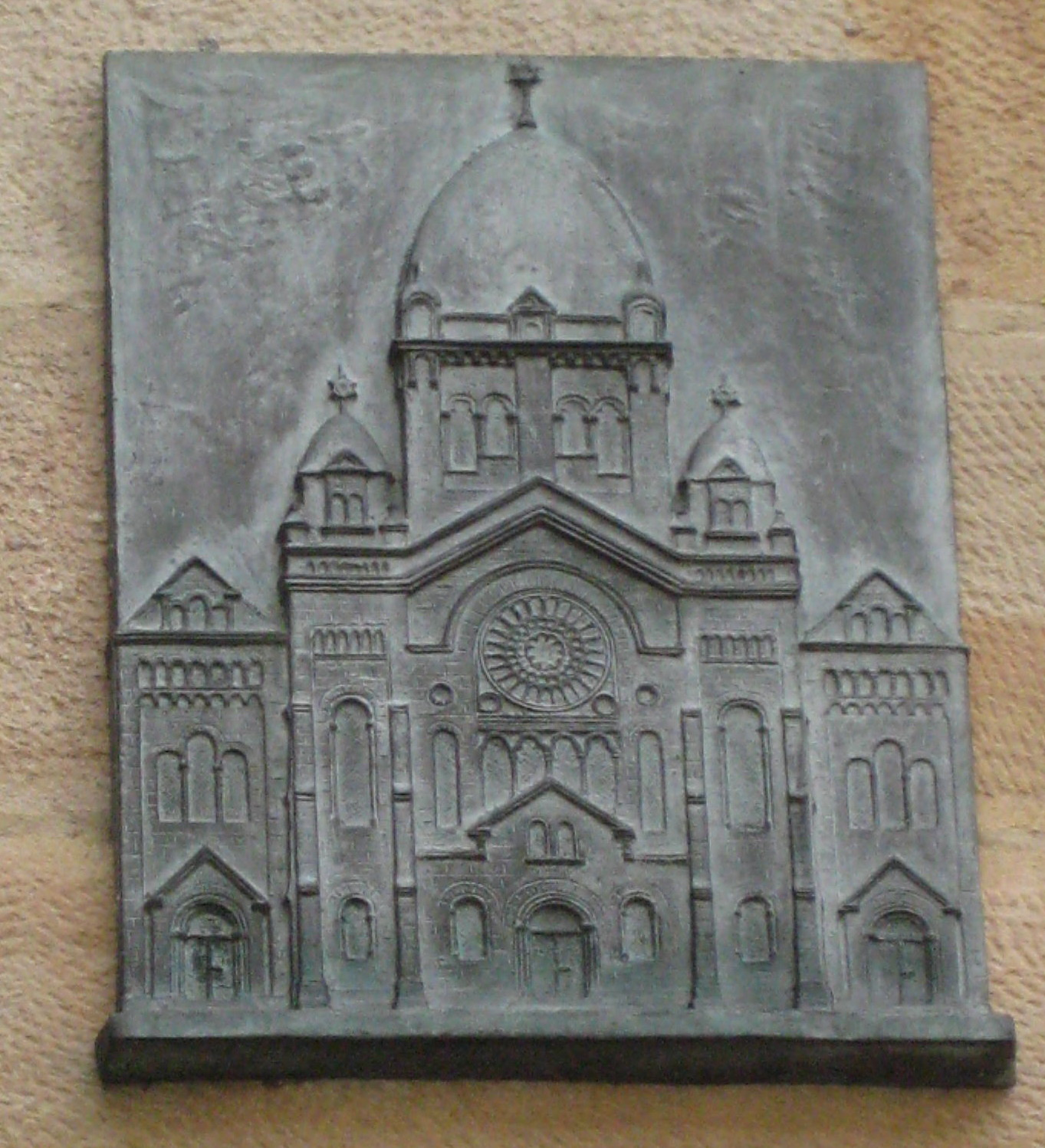
Darstellung der Alten Synagoge am ehemaligen Gebäude der Bezirksregierung Koordinaten
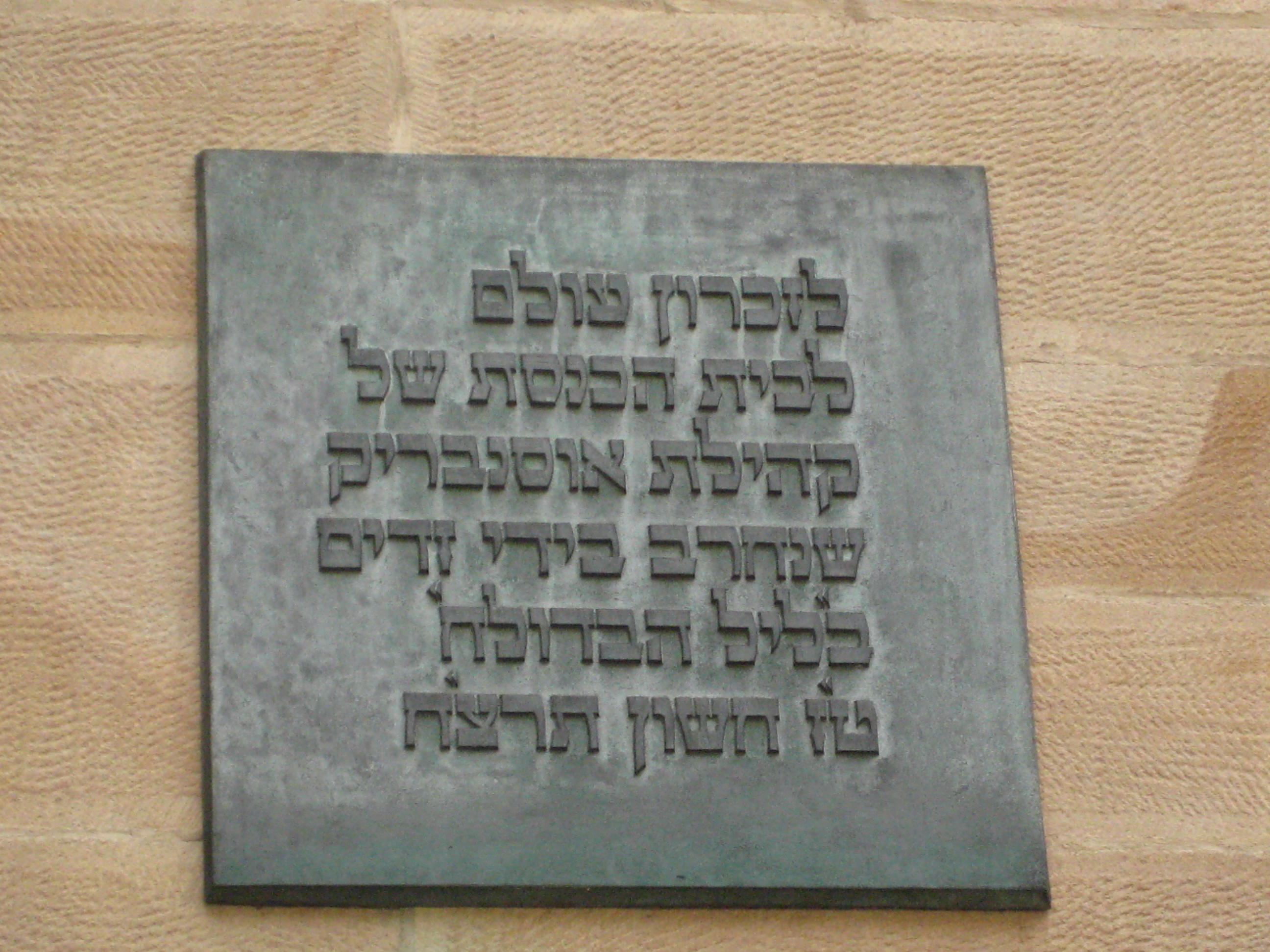
Gedenktafel mit hebräischer Inschrift

## Diverse Künstler

### Figurenstudie
In der Georgstraße befindet sich auf Höhe der Hasebrücke etwas im Hintergrund am Haseufer die Metallskulptur Figurenstudie. Sie wurde im Rahmen einer Ausstellung für Luca Cambiaso 2007 im Kulturgeschichtlichen Museum Osnabrück nach einer seiner Zeichnungen von Auszubildenden der Wilhelm Karmann GmbH angefertigt.

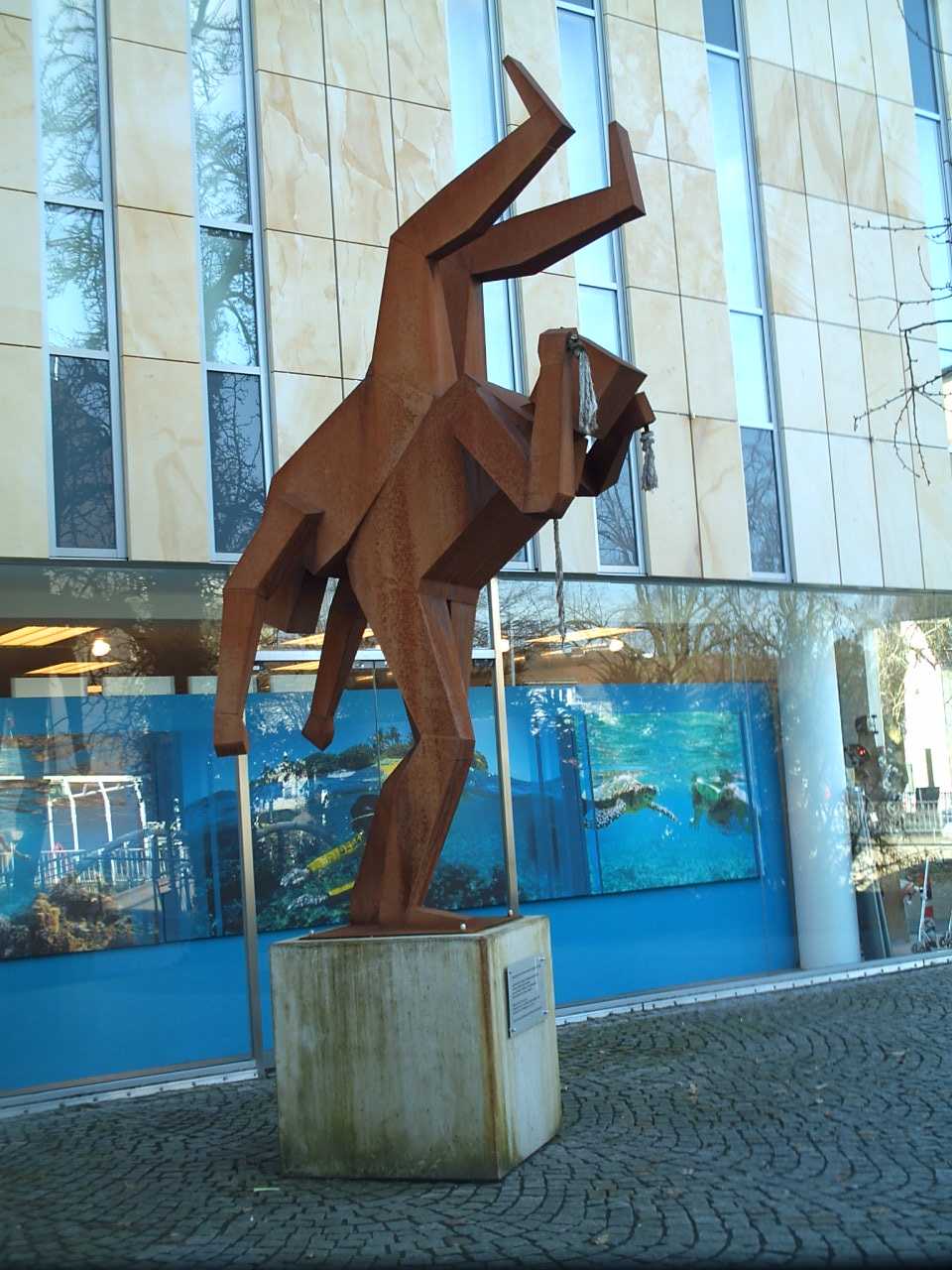
Figurenstudie, 2007 Koordinaten

## Nicht mehr vorhandene Kunstwerke und Denkmäler

### Nicolae Covaci, Gladiator 2000
Die Monumentalmalerei „Gladiator 2000“ von Nicolae Covaci befand sich von 1986 bis 1999 an der Sporthalle am Schloßwall. Es war mit Siebdruckfarben auf PVC-Kunststoffleinwand aufgebracht. Aufgrund der nach Jahren im freien entstandenen starken Verwitterung wurde es 1999 entfernt.